# 魔装機神シリーズの登場人物
魔装機神シリーズの登場人物（まそうきしんシリーズのとうじょうじんぶつ）では、ウィンキーソフトが制作したゲームタイトル『魔装機神シリーズ』の登場人物について述べる。
- 本項では基本的に『スーパーロボット大戦外伝 魔装機神 THE LORD OF ELEMENTAL』（以下『LOE』）、『スーパーロボット大戦OGサーガ 魔装機神II REVELATION OF EVIL GOD』（以下『ROE』）、『スーパーロボット大戦OGサーガ 魔装機神III PRIDE OF JUSTICE』（以下『POJ』）、『スーパーロボット大戦OGサーガ 魔装機神F COFFIN OF THE END』（以下『COE』）に登場する人物について記述しているが、『スーパーロボット大戦EX』（『EX』）、『第2次スーパーロボット大戦OG』（『第2次OG』）、『スーパーロボット大戦OG ダークプリズン』（『OGDP』）にのみ登場するラ・ギアス人についても記述する。
- シリーズ中の人名表記において『スーパーロボット大戦α外伝』までは姓名の区切りに“=”を使用していたが、本項では『第2次スーパーロボット大戦α』以降の表記およびウィキペディアの表記慣習に従い“・”を用いるものとする。
- なお、歳が明記してあるキャラクターの年齢は、特に断りがない限りは初出作品内の時系列での年齢である。

## アンティラス隊

### 魔装機神操者
マサキ・アンドー［安藤 正樹］ (Masaki Ando)
声 - 緑川光
シリーズの主人公。日本人。男性。17歳。初出は『第2次スーパーロボット大戦』。使い魔としてクロとシロという二匹の猫型ファミリアを連れている。魔装機神操者の中では一番多くの作品に登場。身長176cmに体重59kgとやや痩せ形体型で、緑色の頭髪と瞳をもつ。髪は短髪だが、揉み上げと後ろ髪は長い。河野さち子にリファインされる前は、現在の髪型よりボリュームが少なく、後ろ髪や揉み上げが短い髪型だった。さらに、ゲスト出演した『ヒーロー戦記』では長髪を後ろで縛るなど、今のものと髪型が違った。吊り目がちで大きな目が特徴。趣味はスポーツ全般。空手とボクシングで全国大会に出場した経験もある。また『DW』では釣りをする姿も見られた。剣技の素質もあり、ゼオルートの特訓により神祇無窮流の型を習得した結果、同流派のライコウなどに、同流派の使い手と間違われることになる。服装は基本的に、ジーンズに袖を捲ったジャケット、革のグラブとブーツを着用。また、『DW』ではジャケットの下に赤無地のTシャツを着ていた。コーディネートのセンスは悪いと評される。また、使い魔や必殺技の名前の付け方などネーミングセンスも悪い。
15歳のとき、魔装機操者候補として地上世界から地底世界ラ・ギアスの神聖ラングラン王国に召喚され、風の魔装機神「サイバスター」の操者（パイロット）となる。サイバスター搭乗以前はジャオームに搭乗していた。サフィーネに奪われたサイバスターの奪還に成功したことから、ラングラン国王、アルザールよりその功績を讃えられ「ランドール」の聖号（一種の名誉名）を賜与され、これを機に師である剣皇ゼオルートの養子となり、ランドール・ザン・ゼノサキスの名でラングラン国民となった。その後、ラングラン崩壊を止められなかった戒めからか、ランドールの名を棄てるが、これはマサキの自主的な判断にすぎず、公的には国民のままで、戦士階級の権利は維持されており、例として複婚も可能。
魔装機神操者としては精神的に未熟で、一匹狼な性格ゆえに敬語を一切使わず、集団行動が苦手なため特に初期は単独行動が多かった。しかし戦いの中で人間的に大きく成長し、魔装機操者達の実質的なリーダーとなっていく。激戦の中で物事を大局的に見る視点を身に付けたことから、『第4次』ではゲストとインスペクターの戦術の共通点を指摘し、『EX』や『LOE』「第2章」では作戦立案および陣頭指揮を務めた。また、戦闘シミュレーションの際にミオの教官役を務め（『EX』のチュートリアルシナリオ）、その後も魔装機神操者の心構えを教えるなど、ミオの師匠役を務めた。一方ですぐ熱くなる性格の為、政治的な交渉は苦手。『ROE』では戦うごとに自身へ向けられる憎しみが増えていく事から戦いそのものに疑問を抱き、その迷いが深かったために、ラスフィトート復活を阻止する戦いの最中に、サイバスターに拒否されて操縦不能になる。その後、精霊界で、故人となっていたマドック、ティアン、ゼオルート、フェイルと交流した後、風の精霊サイフィスの声を直接聞くことに成功し、ポゼッションを自在に扱えるようになる。
魔装機神操者の使命には忠実だが、反面、親しい者と戦うことには心を痛めていた。特にフェイルを自らの手で殺した件は大きな心の傷になったが、精神的に強さによりその傷を乗り越える。ラングラン国民の支持も高いようで、フェイルの件では英断的に事件を解決させたため、国の治安維持に携わる要職である近衛騎士団の師団長に推薦され、当選するなど一種のカリスマ性を持つようになる。なお、この一件は、本人が地上に出て不在だったため、当のマサキにその気がないだろうと思ったテュッティたちによって辞退され、無効になった。
シュウとの因縁は深く、その関係は『LOE』「第1章」の終盤の王都壊滅の際にシュウが「地上で一仕事ある」と言い残して消えたのを追ったことから始まる。普段の実力はシュウに及ばないが、彼との戦いの中、窮地に陥ったマサキの叫びが風の精霊サイフィスとの憑依（ポゼッション）を引き起こし、一時的にグランゾンを圧倒する力を発揮する。幾度かの戦いと共闘を経て（ヴォルクルスに操られていたと知ったこともあり）シュウとの関係は徐々に改善され、第2章の終盤では彼への敵愾心はおおかた消え失せ、「邪神降臨」ルートのEDでは、ある種の友情に近い共感が芽生えていた。ただし、完全には信用しておらず、『ROE』ではルートによって敵対したり共闘したりする。また、シュウの嫌味に無闇に突っかかったりせず時にはスルーするなど、見ようによってはコンビに見える関係となっている。
比較的整った顔立ちをしており、黙っていれば二枚目だが、乗せられやすくお調子者な性格が災いし三枚目になることが多い。正義感は強いが、そんなに正義にこだわってはおらず、人それぞれの正義も理解している。やや皮肉屋で物事を斜に構えたところがあるが浪花節的な情に弱く、根は素直で、ウェンディは「ぶっきらぼうだけど優しいところがある」と評した。
両親は召喚前にテロに巻き込まれて死亡（『EX』では「事故で死亡」とされる）しており、天涯孤独であった。そのため、テロリズムをはじめ、理不尽な暴力には嫌悪感を示す。一方で、地上にいた頃はテロリストだったアハマドや地上での仲間で元テロリストのヒイロ・ユイには特に反応は見られない。また、『OGS』では結果的にテロに荷担していたセルシア・ファームに当たったことがある。ただし、『ROE』のある一件では心の底から同情している。
常識はずれの方向音痴で、単独行動をとると生身であろうとサイバスターに乗っていようと大抵迷子になる。サイバスターには未来予測が出来るラプラスデモン・コンピューターが搭載されているが、『電視大百科』では「マサキの方向音痴はその機能をも上回っている」との説が挙げられる。『POJ』にてウェンディから「ナビを強化してもマサキのプラーナが強すぎて機能しない」と言われて半ば諦めている。海でも、泳ぐと見当違いの方向へ行ってしまうことがあった。
女性に弱く恋愛ごとには鈍い。自分に恋愛感情を持っているリューネやウェンディの想いには全く気づかない（ただし、ウェンディには憧れに似た感情を抱いている節がある）。『LOE』「第2章」ではかなりの進歩が見られ、テュッティのフェイルへの感情を看取するなど朴念仁ぶりが改善され、リューネとウェンディからの想いにも気づいてはいるが、答えを出せないでいる。エラン曰く、「そういうことに答えは出せない」。ただし、色事関連に興味がないわけではなく、『LOE』第1章ではマドックから渡されたベッキーの色写真を捨てずに大事に取っておいたり、その写真からウェンディの裸を連想してしまってクロに突っ込まれたりしている。恋愛感情の希薄さについては、肉親を失っている場合が多い魔装機操者に共通する一面ではないかとの推測も行っている。また、クロとシロによれば、マサキは兄弟がいないため、テュッティやプレシアのような家庭的なタイプに弱いという。プレシアには過保護で、プレシアが勝手に飛び出したりすると感情むき出しで自分もすぐに飛び出す。プレシアと仲がいいジノにも警戒気味である。また、シュウへの感情がいきなり緩和されたプレシアを見て、シュウにロリコン疑惑を抱いたこともある。
プレシアによれば、コブガチョウの包み焼きとほうれん草のソテーが好物とのことだが、本人によれば単に好き嫌いがないだけとのこと。もっとも、『OG』や『DW』ではクスハ謹製の「クスハ汁」に辟易しており、『DW』では「飲むぐらいなら死んだ方がマシ」と言い放つなど、軽くトラウマになっていた。一応、自分でも冷蔵庫の残りを放り込んで野菜炒めにする程度は作れるが、周りに料理の上手い人間が多いので「無個性」と言われる。また、プレシアにすき焼きを初めとした日本料理を仕込んだのはマサキである。鍋奉行でもあり、宴会になると張り切って鍋を囲って仕切る。低血圧なため朝に弱く、寝起きが悪い。
地上で出会ったホワイトベース隊（後のロンド・ベル隊）の仲間の中では、特に兜甲児と縁が深い。出会った当初こそマサキ自身の態度のせいもあって反目していたが、共闘を重ねる内に親しくなり、地上人召喚事件の際には親友と呼べる間柄になっていた。マサキが唯一「エーテル通信機（いつでもマサキとコンタクトを取ることができる通信機）」を渡した相手でもあるが、あまりにもくだらない用件で甲児に呼び出されたため、怒って取り上げ、その後は二度と渡さなかった。この設定は『αシリーズ』にも受け継がれている。『OGシリーズ』では同じ高機動戦タイプの機体に乗っているせいかアイビス・ダグラスとの絡みが多く、『OG2』での初登場シナリオではインスペクターのアギーハを即興のコンビネーションで撃退している。また、機体のパーソナルカラーからスレイ・プレスティに「緋の彗星」を名付けたのも彼である。
お茶目な一面もあり、『α外伝』の終了メッセージでは担当声優がマサキと同じ緑川光が演じる、ヒイロ・ユイの物真似を披露する。
乗機はサイバスター、その前はジャオーム 、ザイン（『LOE』の第1話の選択によって1話のみで搭乗）。専用BGMは「熱風!疾風!サイバスター」、「ポゼッション」（ポゼッション時）。『F』（PS版を除く）以降は、「熱風!疾風!サイバスター」はサイバスターの専用BGMとして『LOE』準拠のアレンジ曲が多く使われる。「ポゼッション」は『ROE』で追加され、これを含むポゼッション専用BGMは「Trombe!」と同じくシステム変更BGMよりも優先される。
ホワン・ヤンロン［黄 炎龍］ (Huang Yanron)
声 - 井上和彦
初出は『EX』。炎の魔装機神「グランヴェール」の操者。中国人。男性。24歳。元体育教師。身長178cm、体重61kg。短い黒髪に黒目、太めの眉毛が特徴。真っ赤な拳法着のような服を着ている。何かにつけて諺を絡めた難しい言い回しをするため、周囲からは少々煙たがられている。また、唐代の詩人李白に傾倒する故事成語マニアであり、論語や孫子兵法に始まり、アメリカ科学ジャーナルの古い記事の記述に至る、幅広い見識を持った知識人でもある。趣味は史跡巡りなどの歴史探訪。また、作中そういった描写は特に見られないが、ナルシスト気味で中華思想の持ち主でもある。マサキの行動を諫めることも多く、ヤンロン自身もマサキとはあまり馬が合わない部分があることを自覚しているが、内心では彼を深く信頼しており、『LOE』「第1章」のラストでマサキがシュウを追って地上に行こうとした際もテュッティが制止するのを押しとどめ、マサキの意志を尊重し地上へ送り出している。
一見、冷静沈着に見えるが、内には熱い闘志を秘める。反面ドライな所もある。中国拳法（特に北派少林拳を得意としている）ととてつもなく長い説教が得意技で、ファミリアのランシャオと同時、もしくは交互に行う説教は永遠と思えるほど続けられ、マサキが『LOE』では数日間ノイローゼ状態に、『F完結編』では「目が死ぬ」程の目になってしまうほど。拷問が無意味であるサフィーネからも恐れられている。『EX』と『第2次OG』にてリューネがお説教ならたっぷり聞いてやると発言してるが、『a外伝』では説教を食らったことがないことが名義されている。若い頃は拳法の武者修行で各地を転々として事が『ROE』で明かされた。また、修行時代は自炊していたため、料理も得意で、シモーヌとギドが食習慣の事で諍いを起こした際は、その腕前を披露し、事を収めている（その際に作った料理は牡蠣のオイスターソース炒め）。『POJ』ではサンドリーブ姉妹の歓迎会に火鍋を作っている。鍋の締めは中華麺派。
『EX』では、カークス軍に遊軍として加勢していたが、カークスが本格的にその野心を露わにしてからは離反し、魔装機神操者の使命に従いカークスを討った。
かつて、モニカ王女から兄フェイルロードの力になるように請われ、そのため、彼女に対し騎士道めいた忠誠心と共に思慕の情を抱いていたが、『第4次』で新宿でシュウと行動を共にするモニカと出会った際には、かつての想いを忘れようとしていた場面が見られた。『EX』では『聖戦士ダンバイン』のシーラ・ラパーナ女王を慕っていた。シモーヌに想いを寄せられており、あるルートのEDでは「遊園地以外」という条件でデートに行くことになった。また、サフィーネとは『LOE』「第1章」以降何かと縁があり、『EX』では以前の貸し借りを帳消しにするという名目で情報交換をしたり、『LOE』「第2章」では修行の手伝いをさせている。『LOE』「第2章」ではルート分岐に関係なく必殺技を習得する。『ROE』では南部ルートでエルシーネと論争を繰り広げた後、何度かの邂逅で親しくなっていき互いに思慕の情を抱く。彼女の正体を知り敵対することになってもその想いは最後まで変わらず、互いに「自身の仕事に熱心」であることを自覚した上で死闘を演じ、彼女の最後の時には愛を告げ別れた。『POJ』ではその姿を借りてエルシーネを殺した罪を償わせるため彼女の人物像を貶めたフォーランに対する怒りからポゼッションを暴走させかけるが、同じく怒りに燃えるレミアを見て怒りの中でも静かなる心を保つことでグランバと共感。遂にポゼッションを物にした。
魔装機神操者の中では別行動や修行のためマサキたちと合流するのが遅いことが多い。
乗機はグランヴェール、その前はディンフォース。専用BGMは「炎の中華体育教師」、「炎の覚醒」（ポゼッション時）。
テュッティ・ノールバック(Tytti Norrback)
声 - 井上喜久子
初出は『EX』。水の魔装機神「ガッデス」の操者。スウェーデン系フィンランド人。20歳の女性だが、自称17歳。身長170cm、体重49kgに、スリーサイズは85（『ROE』では90）・58・84とかなりスレンダー。マサキがラ・ギアスに召喚されて初めて出会った人間で、血の気の多いマサキをたしなめるときは、「お姉さん」を自称して説教する。金髪碧眼の典型的北欧美人で芯が強いしっかり者だが、涙もろく人情話が絡むところっと騙されるようなお人好しな面がある。しかし、怒ると怖い人物でもあり、リカルドがマサキをそそのかして連れ出したと勘違いした時は、笑顔のままリカルドの首を絞め続けていたことがある。
「第一章」の終盤から数えて約2年前に両親と兄をルビッカという男に殺されたことがトラウマになっており、戦場で再びルビッカと対峙したときには、激情に駆られ憎悪の感情のみでルビッカと交戦するが、直後惨劇の記憶が蘇り行動不能に陥ってしまう場面も見られた。この章の終盤でリカルドと恋人となるも、その後起きた「魔力弾事件」で恋人はルビッカの狙撃で殺害されている。「第二章」でルビッカと対峙した際、深い因縁からもたらされる憎悪の感情に突き動かされそうになるが、マサキの叱責で踏みとどまる。以後は復讐という個人的感情ではなく、魔装機神操者の使命としてルビッカと戦うように努めた。ルビッカ一人で彼女が愛した人間を4人（家族三人と恋人）も冥府送りにしている（この男はテュッティにとっての疫病神といえるだろう）。
国際A級ライセンスを取得しており、F-1ドライバーに誘われたことがある。さらにスキーの腕もプロ級とスポーツ万能ではあるが、水の精霊を加護を受けた機体に搭乗しているにもかかわらずカナヅチであり、本人も気にしており、『ROE』では水泳の特訓をしているが、まず顔を水につける事ができず（当然息継ぎもできない）、「人間と魚は相容れない存在」と言い訳していた。魔術の素養があり、サイコメトリーなどの特殊能力を有している。
趣味は料理。本人に自覚はないが味覚音痴な上に極度の甘党であり、味付けが度を越えて甘くなるため、料理をしようとする度に周囲から制止されている。ウェンディ、メフィルは彼女の作った菓子を平気で食べていたが、シャリアンとミオはあまりの甘さに倒れてしまうほどだった。クッキーを作った際は1枚500kcalもあり、マサキには「非常食というより非常識食」と評された。紅茶党でもあり、マラカ州原産の紅茶に似たお茶、マラカ茶を愛飲しているが、大量の砂糖（マサキが確認しただけでもスプーン5杯以上投入してなお「薄い」というほど）をいれて飲む。『第2次OG』でも同じ紅茶党であるユウキがいれた紅茶に対して大量の砂糖を入れて、彼にショックを与えた。『POJ』ではラングランの近衛騎士団内で「砂糖漬けの死神」と呼ばれているらしい（本人は知らず、レミアの独白より）。アクレイドは彼女が料理を満面の笑みで出すため、断りきれずにフルコースで食べ、逆に「砂糖の女神」と称した。フィンランド式のサウナ好きで1日2回の入浴が日課。美貌の秘訣もそこにあるとされる。
両親と兄をルビッカに殺害されてから4年余りの間、彼女の恋人、彼女の憧れの人（フェイルロード）が相次いで世を去ってしまったこともあり、「家族」を築くことに対して悲観に満ちた抵抗感に囚われていた。リカルドへの想いはとりわけ深く、彼と精霊界で再会できるかもしれないと思ったときには血相を変えてミオからそのことを聞き出そうとした（直後、イブンに精霊界に漂うのはただの残留思念であって本人ではないと助言され落ち着きを取り戻している）。『POJ』で初対面にも関わらず果敢に交際を求めてくるヅボルバという男のアプローチにも当初は乗り気ではなかったが、様々なやり取りからヅボルバへの想いを自覚。敵の囚われの身となった彼と引き離されたとき、愛する人を守りたいという誓約にも似た祈りを発露。その呼び掛けに応えた精霊ガッドとの間でポゼッションを習得した。
乗機はガッデス、その前はファルク。専用BGMは「水と沼の国から」、「決意の大海」（ポゼッション時）。
ミオ・サスガ［貴家 澪] (Mio Sasuga)
声 - かないみか
初出は『EX』。日本人。15歳の女子高生。身長は153cm、体重40kgに、スリーサイズは78・56・82。体格が小さいため、マサキやベッキーには当初は小学生と勘違いされた。赤いリボンで結んだ大きなツインテールが特徴。地上人召喚事件の際に自室で就寝中に日本からラ・ギアスに召喚され、マサキ達と行動を共にする。「萌えぬ、媚びぬ、阿らぬ」をモットーとしており、自身の人気などについては無関心。ただし、体型については悩んでいる模様。また、晨明旅団にハズレ扱いされた時には流石に憤慨していた。
誰も乗りこなすことができずルザック州軍の国境警備隊の屯所で眠っていたディアブロをあっさりと乗りこなす。さらに、シュテドニアス軍に接収されていた大地の魔装機神「ザムジード」の心を読み取ることが出来たため、同機奪還後リカルドの死去後に不在となっていた2代目操者に選ばれた。地上人召喚事件でただ一人機動兵器に携わっていなかったにもかかわらず召喚されたのは、守護精霊であるザムージュ自身がミオを選び直接召喚したためである（『POJ』より）。
操者になった当初は正義の味方という言葉の表層だけに魅力を感じ興味本位で戦っていたが、敵パイロットの命を奪い死を間近に感じたことでパニックに陥り、一時は戦闘不可能となる。しかし間もなく立ち直り、その後は戦場での認識を改めるようになった。
召喚される2年前に飛行機事故で両親を亡くし天涯孤独の身であったが、それを全く感じさせない明るい性格。ひたすらマイペース、明朗快活で奇怪なギャグを連発するムードメーカー。『EX』の作中では、戦闘中でもギャグを飛ばし軽口を叩くのは、そうでもしていないと重圧に押しつぶされそうになるからと語っている。
常に周囲に笑いを振りまいているが、時折大人びた一面を覗かせることもあり、怒り出すと手がつけられない。また普段の振る舞いとは別に洞察力にも優れ、『F完結編』では、ヒイロを「優しすぎるだけ」「傷つくことの辛さを知っているから、その痛みを知っているから、自分から無口の無愛想を演じているだけで本当はガラスのような心の持ち主」と評している。また、『α外伝』では周囲に心を開き始めたティファを心配するマーベットに「自分の殻は自分で破らなければいけない」と諭し、ティファを応援した。
趣味は永谷園のお茶漬けに入っている東海道五十三次のカードのコレクションと音楽鑑賞だが、変な曲ばかり集めている。段位3段の合気道の達人であり、気を操るのが得意。一円玉を3枚重ねておでこにくっつけるなど珍妙な特技を持っている。また、『ROE』での裏合気遠当て・木霊習得イベントでの会話にて、祖父は気に拠る遠当てを自在に使いこなしていたという事実が明らかにされた。なお、祖父の技はミオが魔術を使ってようやく再現できる技であり、ヤンロンも驚いていた。前後するが、治癒術などの簡単な魔術も使えるが、まだ力が弱いため、よほどの重症となると効果が薄い。また商才があり、アンティラスショップとそこで売られている商品の多くは彼女アイディアで、ゲンナジーによれば交渉術にも長けている。
年齢に相応しくないマニアックなネタを得意としており、サイバネティクスで復活したメキボスに対し、破嵐万丈が『600万ドルの男』のスティーブ・オースティンを引き合いに出したときには、すかさず「スティーブ」という名前の繋がりだけで『世界の料理ショー』ネタをやってのけた。また、ゲームの進行に関してメタフィクション的な発言をすることが多い。
なお『EX』にて「地上にいた頃ダンバインを新宿で目撃したことがある」という設定があり、『α』でもショウ・ザマとガラリア・ニャムヒーが新宿に放り出された場面の目撃役で特別出演を果たした。
『ROE』では仲間であるティアンの死に直面し取り乱し一時情緒不安定になったが、デメクサの過去を知ったことや、前述の精霊界での修行でリカルドと対面することでザムジードの守護精霊であるザムージュの意志を感じ取るまでに成長した。しかし、魔装機神操者4人の内で唯一ポゼッションを発動させていない。『POJ』でヴォルクルスの神殿に生き埋めにされた仲間を助ける為にザムージュの声を聞き、ポゼッションを初めて発動。初めてながら完全にコントロールを可能にしている。
乗機はディアブロ、ザムジード。専用BGMは「正調 ミオのじょんがら節」、「目覚める大地」（ポゼッション時）。

### 地上人の操者
リューネのみ操者ではないが、便宜上こちらに記載する。
リューネ・ゾルダーク (Ryune Zoldark)
声 - 日高奈留美
地上世界の軍事結社DC（ディバイン・クルセイダーズ）の総帥、ビアン・ゾルダークの娘。16歳（『EX』以降は説明書の明記こそ「16歳」であるが、誕生日を迎えて17歳になっている）。シリーズ初登場は『第3次』。
セミロングの金髪に青い眼のポーランド系アメリカ人。へそが見えるほど裾が短いタンクトップに擦れたジーンズ、素足に赤いヴァンプローファーを履くといったラフなファッション。髪を纏めるのに鉢巻き状のバンダナを使っている。身長162 cm体重48 kg。スリーサイズは87・59・88。
お転婆なじゃじゃ馬娘であり、甘やかされて育ったせいかやや我侭な性格。男勝りで気も強いが、反面お世辞には弱い。快活で真っ直ぐな性質であり、陰湿な行動を嫌う。『LOE』「第2章」で出会うウェンディとは恋敵とも言える関係だが、間柄は決して険悪なものではなく、自らマサキに好意があることを宣言し、ウェンディも同様であると確認した上で、ライバルとしての勝負を約束しており、同時に彼女のことを姉のようにも慕っている。また、テューディが覚醒した際もマサキと共に彼女の「説得」を行っている。勉学は得意とは言えず、『EX』時ではヤンロンの難解でお堅い物言いに辟易していたが、『EX』冒頭では自分でヴァルシオーネの整備をしており、機械工学方面には明るいようだ。思慮深さよりも単純な思考を好み、さらにギャグのセンスもよくはない。とはいえ何も考えていないわけではなく、特に父ビアンのような「自らの力に溺れた人物」に対する感覚は鋭く、断固として否定の立場をとる。
父親からスポ根紛いの特訓を受け並外れた体力と超人的動体視力、反射神経を誇り、ロボットの操縦能力、運動神経ともに抜群。マサキが腕相撲で全く勝てなかったゲンナジーに圧勝するなど細い身体に反して腕力も強い。握力も岩を軽々と握りつぶし、測定器を壊した事もあるほど。いつも身に付けているリストバンドは、片方5 kgもあるパワーリスト。このリストバンドはチタンワイヤーとケブラー繊維で出来ており、銃弾を受け止めることも可能になっている。このリストバンドを装着した状態で泳げる。
趣味は貯金で、少々ケチな所があり、『第3次』ではプルツーが乗っていたサイコガンダムMk-IIをアムロが捨てろというのを勿体がり、マサキに「ケチだな」と言われ、「ケチなのは親父譲り」と言い訳をしていた。大金に目が眩む性質で、マサキの貯金が7億クレジットあることを知るやいなや結婚してと言い出した。また、アンティラス隊の会計士でもある模様。大の時代劇マニア。『必殺シリーズ』や『大江戸捜査網』など、ややマイナー系を好む。またヴァルシオーネRの必殺技として、『眠狂四郎』の「円月殺法」を使っている。なお、好みのタイプは念仏の鉄と中村主水で、嫌いなタイプは順之助。また、『ROE』のおまけ劇場ではミオと時代劇の殺陣の話題で盛り上がっている。『POJ』ではカラオケで演歌を熱唱している。興味こそないがオタク趣味には寛容であり、メイド服をノリノリで着たり、ザッシュが大量のグッズを買っていると知っても特に気にはしなかった。
DC戦争中は木星船団に同乗しており木星圏にいた。PS版『第2次』および『第2次G』ではDC戦争終結直後、木星圏では無い宇宙でシュウと会って父の死を伝えられたのち、異星人の襲来に備えて木星圏に再び戻った。地球圏に帰還後、マサキたちを父の仇としてつけ狙っていたが、その後和解。その際マサキが発した「意外とかわいい」という言葉を真に受け、彼に一方的な愛情を抱くようになるが、マサキ自身が女性の気持ちに鈍感なため、関係はなかなか進展していない。地上人召喚事件の折ラ・ギアスに召喚されヤンロンと行動を共にし、戦後は地上に帰らずそのまま居着いている。
乗機はヴァルシオーネ→ヴァルシオーネR。専用BGMは「フラッパーガール」。『F完結編』では間奏が追加されたLong ver.が新たに作られ『コンプリートボックス』『α外伝』まで使用されたがリメイク版のLOEでは通常のものに戻された。
ゲンナジー・I・コズイレフ
声 - 石塚運昇
初出は『EX』。魔装機「ジャオーム」の2代目操者。ロシア人。男性。28歳。ミドルネームはイワノフの略であり、父称。角刈りに筋骨隆々とした体躯の大男だが、無口のため影が薄い。『ROE』ではデフォルトでステルス機能を持つかの如き存在感の無さから、ミオに「歩くステルス」と渾名され、諜報員であるギドに、その存在感をなくすスキルを習得したいといわれる。水泳のオリンピック選手（ゴールドメダリスト）だった頃の経験から「特訓」では鬼コーチと化す。エリスに惚れていたようだが、エリスはロドニー一筋であるため、あっさり失恋した。下手なジョークを聞かせるのが趣味らしく、後にミオの漫才の相方になる。なお、芸術に関するセンスはシュメルと同レベル。ルートによってはシュメルと意気投合し、彼から不易久遠流の技を伝授される。また、ロシア文学に造詣が深いらしく、必殺技の名前を『罪と罰』にしたり、『α外伝』ではプレシアがゲンナジーの話を元に『くるみ割り人形』という必殺技を編み出している。また、治癒術など魔術も使えることが『ROE』で明らかにされた。
堅物で、言葉遣いに厳しく、EXでは「ら抜き言葉」などをゲンナジーの前で使用すると注意を受ける。このためリューネからは「おっさん臭い」と苦言を呈される。反面、打ち解けると気さくな一面を見せることがある（『EX』ではリューネを「ちゃん」付けで呼んだりする）。
『POJ』では他の味方に専用BGMが追加されたのに対し、一人だけ汎用BGMのままである。これは『第2次OG』で知り合ったラッセルと同様。
アハマド・ハムディ
声 - 玄田哲章
初出は『EX』。魔装機「ソルガディ」の操者。敬虔なムスリム。男性。34歳。頭に巻いたターバンと口の周りを覆う髭が特徴。戦いを好み、他の魔装機操者達と行動することは少ない。『EX』や『LOE』のSFC版が出た当時はパレスチナ出身で地上にいた頃はベドウィンのテロリストだったという設定があったが、DS版『LOE』でのリメイクに伴ってムスリムやテロリストという設定は無くなったが、『ROE』でのベッキーの会話では信仰に関する話題があるので、ムスリムの設定については完全になくなったわけでは無い様だ。紛争地域の出身ゆえか、「力こそ正義」という信念を持っており、戦争を終わらせるためならば、その善悪にかかわらず力を持つものに味方することが多い。その一方で、過激な戦闘狂としての側面も持ち合わせており、より強い敵との戦いを求める傾向があり、ヤンロン曰く「戦争屋」であり、マサキからは「難儀な体質」と評された。また、実力至上主義なのかカークスを簒奪者だというマサキに対して、「力を持った者がより正当な地位を望むのは当然の権利」と返している。『EX』時は傭兵としてカークス軍に属していた。己の信念に忠実な男で、『EX』では敵対することになった元仲間であるマサキ達に対して「口封じ」として殺そうとしたことがある。だが、『ROE』ではティアンの最期に際して「我が盟友ティアンプラサートに平穏を」との言葉を残す等、仲間に対しての態度は幾分軟化傾向にあるのかもしれない。
いかなる時も礼拝は忘れないが、ラ・ギアスの地においてメッカの正確な方向がわからないのが悩みの種になっている。また、すき焼きに豚肉が入っていないかを心配する場面や、酒盛りに誘われても辞退する場面もある。普段はラングラン各地を放浪しているため、マサキ共々「風の魔装機操者はみんな似たところがある（＝すぐどこかにいなくなる）」とセニアに評されている。一人で動いていたときに独自のコネを形成しており、途中で裏方としてアンティラス隊と各国をつなげる役目を負うために魔装機操者を辞退する。
『EX』では基本的に敵として登場するが、「シュウの章」では「より強い敵（ヴォルクルス）と戦わせる」というシュウの説得に応じ仲間になり、エンディングでは「インシャラー」の言葉で物語を閉める。『OGDP』では、アルバーダの過去を知っているセレーナ以外でアルバーダがシュウに向けている殺意に気付いている。『LOE』では出番が少なく、正式加入するのも条件を満たす必要があり、加入時期もゲームの終盤である。
DS版『LOE』においては、戦闘によって得た莫大な資金を仲間に提供する場面があるが、あまり金銭に執着する性格ではない模様。なお、その場面では醤油が味付けに手放せなくなっていることも告白している。また、すき焼きも気に入っている模様。魔装機操者を抜けた後も度々儲け話を持ってきて、隊内で「お金と言えばアハマド」と言うイメージを持たれている。
シモーヌ・キュリアン
声 - 園崎未恵
魔装機「ザイン」の操者。ラングランの「第2次地上人召喚計画」でラ・ギアスに召喚されたフランス人。長身細躯にすらりと伸びた四肢を軽やかに動かす金髪の元バレリーナ。惚れっぽい性格のようで、意中の男性はヤンロン→ラセツ→マサキ→ヤンロン→ギドとそれなりに激しい変遷をみせている。紳士的な男性か熱血漢が好みらしい。現在の年齢は20歳以上。最も、大人びた雰囲気のためかユーザーからは実年齢よりも上に見られることが多い。「孤児として殺伐とした環境で育ったという彼女の設定がユーザー側に反映された事例といえる。趣味はナイフの収取で特技は投剣。 詳細は不明だが、過去の経緯からドイツ人を苦手としている。
そっけない物言いをみせることが多いものの面倒見自体はとてもよく、相通ずるものが多いと共感しているのか、マサキには初対面の頃から親しみを持って接している。水の魔装機神ガッデスの操者テュッティ・ノールバックは年齢差を越えた親友の間柄。
劇中の活躍
Iの「第一章」冒頭からの出演。水の魔装機神ガッデスとの契約に挑戦するが、機体に降臨した精霊王ガッドの御眼鏡には適わず失格となる。その後、バナン市のテロ鎮圧（降魔弾事件）、王宮の闘技場で開催された御前試合への出場などを経て、王都ラングラン市を破壊する未曽有の大規模テロ「魔力弾事件」に立ち向かう事となる。しかし、多勢に無勢。愛機ザインごとシュテドニアス軍に捕獲され投獄の憂目にあう。なお、5万年以上前に築かれたという古代（トロイア文明）神殿の探査で偶然シュウ・シラカワと対面した際、彼の顔に既視感をもつが詳しくは語られない。可能性のひとつとしては、ラングランの「地上人召喚計画」で地上側の責任者として活動していた男がシュウという事が考えられる。
時期こそ不明だが、シュテドニアスの軍人ラセツの恩情によって虜囚の身から解放される。女性に対して紳士的な対応をみせるラセツに心魅かれ、彼と男女の仲にまで発展。Iの第二章で描写される「三國戦争」の最中、ラセツとマサキ達への情で苦しみ、揺れ動く。マサキの口から主君として敬愛していたフェイルロードを討ったテュッティの悲話を聞かされるまで、逡巡を断ち切る切っ掛けを得ることが出来なかった。
「三國戦争」終結後にはじまったシュテドニアスの内戦では「アンティラス隊」に参加。情報部に所属する苦手なドイツ人のギドに心動かされるものを感じているが、彼の傍に佇むトレイスが予期せぬ障害となっている。
専用BGMは「移り気パリジェンヌ」（POJで追加）。
レベッカ・ターナー
声 - 小松由佳
魔装機「ラ・ウェンター」の操者。インディアン（イロコイ族）と白人の混血女性で、豪快で開放的な性格。愛称は「ベッキー」。スリーサイズは91・64・93。年齢は「第1章」当時26歳、「第2章」当時は28歳。マサキに「ウェンディは自分より年上」という描写もある。
かなりの酒豪で、好きな酒のバーボンをいつもストレートで飲んでいる。また、酒癖が悪くアルコールが入ると服を脱ぎだす癖がある上に、手近にいる人間の服を脱がそうとする悪癖があり、プレシアやリューネが被害に遭っている。本人曰く、今までに1万回禁酒して1万回禁酒を破ったとのこと。サイバスターに単独で「ゲート」を開く機能があることを知ると、マサキが地上に出たときには、銘柄まで指定して酒を買ってくるよう頼んでいる（マサキはその約束を忘れていたため、買ってこなかったが）。また、リメイク版の『LOE』では味醂を飲んで酔っ払ったこともある。「ハマグリのベッキー」と呼ばれ、酒が入ってテンションが上がると人の秘密をばらしてしまう。また、ネズミが苦手で、そこにいると分かっただけで気絶してしまう。
ラングラン崩壊後は自らの実力不足を悟って修行の為、山籠もりをして、必殺技のラヴァージェットを編み出した。「第2章」ではマサキ達がウェンディの元に向かう際、もしくは特訓中のプレシアとゲンナジーと遭遇し再び仲間になる。
手先が器用で工芸品やアクセサリーを作るのが得意らしく、展開によっては彼女が作ったオリハルコニウムのペンダントはマサキによってウェンディに渡されるのだが、「第2章」ではそれが重要な役割を果たすことになる。また、「第2章」ではマサキとの仲を進展させたいリューネに、マサキの部屋の合い鍵を作ってやろうとしたこともあった（本人が思っていた以上にリューネが初心だったために作られることはなかったが）。
専用BGMは「ご先祖様の名にかけて」（POJで追加）。
デメクサ・シーエ
声 - 遊佐浩二
魔装機「ファルク」の2代目操者。エチオピア人。男性。争いを好まずとてものんびりとした温厚な性格で、設定画には彼が湯飲みで茶を飲んでいるものもあり、緑茶好き。また、和食党でもある。趣味は読書と釣り。長距離走が得意で、オリンピックの強化選手にも選ばれたが、その強化合宿中にクーデターが発生。政府高官だった父とその再婚相手の義理の母、腹違いの弟と妹も殺された過去を持つ。『ROE』にて、彼が常に笑顔を絶やさない理由が家族が殺された過去に起因している事が明らかにされた。『ROE』では、途中でフリングホルニクルーであるホーリーにプロポーズし、めでたく結婚する。また、魔術にも長けており強力な防壁を無効化したりなどが可能な反面、戦力的にはシステム的・設定的にあまり恵まれておらず、マサキに「デメクサが抜けても戦力に影響はない」とまで言われた。ゲームに耐性がなく、空いた時間の暇つぶしに始めたらあっという間にネトゲ廃人と化した。
ラ・ギアスにはマサキ以前に召喚されており、ドレント州のシュテドニアスとの国境付近で警備をしていた。テュッティがガッデスの操者に選ばれると、空席になったファルクの操者となる。ラングラン動乱時にはカークス軍に所属し諜報活動を行っており、リューネやヤンロンと顔を合わせることはなかった。そしてカークスとルオゾールが手を組んだ際に、ヴォルクルスの神殿の存在を知り、以後神殿の監視に着く。その後はゲーム中の分岐次第で、ゲンナジーの案内でやってきたマサキ達と再会し、合流するかそのまま監視を続けることになる。『POJ』ではイブンに弟子入りしてフリングホルニを降り、その後継となるべく厳しい修行をしている。ファルクはそのまま所有しており、魔装機操者としての席は残っている。
通称はデメクサ。『SFC版』ではシーエ・デメクサという名前で姓名が逆だったが、エチオピアでは、父の名前を自分の名前の後ろにつけて名乗るのが通例なので、デメクサが通称なのは間違いである。彼のネーミングの際、原作者の阪田雅彦はエチオピアの名前をつけ方を知らなかったために、後で間違いを知ったときに嘆いたという。そのためか、リメイクのOGサーガではデメクサ・シーエになっている。
サナン・ティアンプラサート
声 - 江川央生
魔装機「ディンフォース」の2代目操者。通称はティアン。男性。元ムエタイチャンプの坊主。他人の業の肩代わりとして、肉などの生臭物も食し酒も呑む破戒僧である。性格は自己中心的でやや調子に乗りやすく、趣味は昼寝。時に説法をし、僧としては割としっかりしているため、ミオのファミリアからはミオより師匠っぽいともいわれた。
ラ・ギアス召喚の時期は不明。ヤンロンがグランヴェールの操者になるのに伴い、ディンフォースの操者となる。ラングラン王都壊滅後にバゴニアとの国境付近で山籠りし、その間の騒乱は知らなかった。その後はゲーム中の分岐次第で、マサキ達と再会し合流する。『LOE』「第1章」での初登場では、マサキの勝手な行動を弁護しようとするが、テュッティが相手なので「キリシタンは苦手」と閉口した。しかし、『第2章』でのマサキ達との合流時には、テュッティに世辞を言ったりもした。続編『ROE』では、テュッティが香水を日替わりでつけると知っているなど気があった模様だが、シャリアンも口説いていたため、ただの女好きかも知れない。
マサキ達との再会時の年齢は25歳だが、スキンヘッドで老け顔のため、マサキからは度々おっさん、ミオからはおじさん呼ばわりされる。
『ROE』でラスフィトートの神殿を調査中ウーフの不意打ちにより致命傷を負い、その後、ラスフィトートの分身の復活を阻止する為にディンフォースの守護精霊ディンハイムとポゼッションし、魔法陣に特攻して死亡した。その後、精霊界にてマサキの修行相手として再登場した。精霊の声を聞く前から復活するのがヴォルクルスではないと気づくなど、気の違いを見抜く能力は高い。
ギド・ゼーホーファー
声 - 桐本琢也
ディンフレイルの操者。ドルトムント出身のドイツ人。地上ではMAD（ドイツ国防軍下軍事保安局）に所属していた諜報員だった。やや短めの金髪でノーネクタイのスーツをラフに着こなしている。操者としては優秀だが、過去の経緯からほとんどやる気を示さなかったため、評価は低く、魔装機操者の予備役となっていた。しかし、アンティラス隊発足と同時に正式に採用されることになる。戦術眼があるため、次第にアンティラス隊の参謀役に就く。また、子供の頃からスパイ映画が好きで諜報員だったのも、この辺りに起因する模様。ディンフレイルの必殺技の名前や彼自身の台詞回しは007シリーズから採られていることが多い。
全ての女性に対して紳士的だが、少々軟派な所があり、よく女性を口説く場面が見られ、セニアによればフリングホルニクルーの独身女性すべてに声をかけるという徹底ぶりを見せ（ただし。17歳以下は対象外にしている他、テュッティに関しては「自身の勘」で口説こうとしない）、時計の修理を口実にギドがウェンディを街に連れ出した際にはマサキをやきもきさせた。シモーヌからは「ドイツ人らしい真面目なナンパ」と評される反面、時折「フランス人の様な口説き方をする」とのことで、彼自身は「エスニックジョークは苦手。私は私さ」と返している。食に関しては頑固で、軟派キャラを崩してシモーヌと口論したこともある。
乗機はディンフレイル。専用BGMは「ライセンス・トゥ・キル」（POJで追加）。

### ラ・ギアス人の操者
プレシア・ゼノサキス (Pulesia Zenosakis)
声 - こおろぎさとみ
初出は『EX』。ゼオルートの娘であり、マサキの義理の妹にあたる。大地系（森）の魔装機「ディアブロ」の3代目操者（初代は地上人のマドック、2代目はミオ）。12歳（『LOE』第1章の時点では10歳）。蜂蜜色の髪に左側に結わえたサイドテールが特徴。父ゼオルートはシュウとの戦いで亡くなり、その際マサキに詰めよって関係が悪化したこともあったがほどなく和解。現在はマサキだけが唯一、一緒に暮らす家族（母親は存命だが、家を出ている）である。ラングラン人であるがまだ成人していないので、ミドルネームは付いていない。明るいしっかり者であるが、少々わがまま。マサキに対してはブラコンというか異性として認識している節があり、リューネに対して暗にライバル宣言をしたりウェンディとリューネの前で長々と抱きついたりなどしている。
『LOE』以降とそれ以前の作品では性格にかなり違いが見られ、顔グラフィックも河野さち子が原画を担当する以前と以後では他の魔装機神メンバーと比較してもかなり変わっている。『第4次』では「いつか兄よりも目立ちたい」という内容の終了メッセージで張り切っていた。家事全般を得意とし、生活能力に乏しいマサキやゼオルートにとっては生命線ともいえる存在。マサキから教わった日本料理も難なく習得しており、『第2次OG』ではゼオラやショウコも称賛するほどである。また、花が好きで、食べられる草花にも詳しく、マサキからは「サバイバル能力が高い」と評されている。
マドックにディアブロに乗せて貰ったことが何度かあるらしく、まだ幼いながらも魔装機の操縦の腕はなかなかのものである。感性が鋭く敵の気配を察知することも出来る（逆にマサキは鈍感なせいか会敵直前まで気付かなかった）。父ゼオルートの神祇無窮流の剣技を間近で見ていたため、その技を無意識に身に付けている。ルート次第で設定が変わるものの、ディアブロの必殺技「くるみ割り人形」はゼオルートから教わった神祇無窮流の技「螺旋の型」をうろ覚えで思い出しながらアレンジしたものである。
『LOE』「第2章」では序盤でマサキが彼女に戦力外通告を出すかどうか選択するイベントがあり、戦力外とした場合はマサキと喧嘩して家出してしまう。しかし、この家出は『LOE』「第2章」の分岐に大きく影響している（最終的に必ず仲間になり、また家出させないと必殺技を覚えない）。『ROE』では最初から必殺技を習得している。
『LOE』「第2章」でシュウと共闘する際には特に話は無かったが、『α外伝』では戦闘前会話でのやりとりがあり、シュウを「父の仇」と呼んでいたが当のシュウからは「あなたの今の姿を見たら、ゼオルートはどう思うでしょう？」と斬り返されている。『第4次(S)』でリューネに連れられて地上に来た際、カロッゾ・ロナに誘拐され、リューネがロンド・ベルと戦う羽目になったが、『第4次』ではリューネ、テュッティ、ヤンロンによって救出、『第4次S』では救出に向かったマサキとリューネの前で人質にされるが、その場に居合わせたサフィーネに助け出される。『第2次OG』ではリューネの誘いで地上に出た際にルイーナのアクイラに捕まり、"破滅の王"の元へと連れて行かれそうになったが、鋼龍戦隊によって阻止され、事なきを得ている。また、宇宙ルートでのロフとシュウ一行が加入する際には、父の仇であるシュウと一緒に行動するのを嫌がる言動をしている。
『ROE』で再会した時には決闘を挑むが、ゼオルートを尊敬し、その技を使うシュウを見て「許すことは出来ないが、復讐はやめる」と答えた。先祖からヴォルクルスの呪いを受け継いでおり、ゼオルートの存在そのものがその呪いを打ち消すカギであった。しかし、ゼオルートが死亡した10歳の時からその呪いの影響で成長が止まってしまっている。『POJ』では春の祭典（二重螺旋の型）の習得によって呪いは解けているのだが、成長に関しては人より遅くなってしまったらしい。
『α外伝』の戦闘アニメでは、ミニスカート姿で新体操のようにリボンを振り回すアニメーション・カットインが挿入された。その後のDS版『LOE』以降も技の演出やカットイン等が美麗でかなり優遇されている傾向がある。
DS版『LOE』ではゼオルートの死後、バゴニアにいる母親のピアが引き取りの申請をしたが、「お兄ちゃんと一緒にいられなくなる」といって断るイベントが追加されている。
専用BGMは「春風のプレシア」。
セニア・グラニア・ビルセイア
声 - 皆口裕子
初出は『EX』。神聖ラングラン王国の第1王女でモニカの双子の姉。魔力テストに不合格だったため、王位継承権は持っていない。スリーサイズは82・57・82。青みがかった色のショートカット。王族の責任から解放されているためか、明るくおおらかな性格で、おっとり型のモニカと比べると活動的。凄腕のメカニックかつハッカーであり、同時に極度のメカマニア。論理飛躍すら可能なスーパーコンピューター「デュカキス」の開発や、地上のメカを参考にした魔装機「デュラクシール」の設計で才能を発揮している。『LOE』「第1章」の序盤では情報局と設計局の見習い。『EX』では情報局特別監査官に昇進しており、その立場とデュカキスの性能を利用し、ありとあらゆる情報を握っている。『ROE』でも情報機関「セニア機関」を作り、情報を収集している。また、ハッカーとして悪名を轟かせているようで、「セニアに調べられたらそこに機密はない」と言われるほど。ゴシップ好きな面もあり、マサキ・リューネ・ウェンディの三角関係にちょっかいを出して楽しんでいたこともある上、『LOE』の特定ルートのEDでは彼女の登場でマサキ・リューネ・ウェンディの三角関係が治まることになる。
基本的に魔装機の整備担当だが、自らも水系、泉の魔装機「ノルス」（ノルス・レイ）を駆って戦場に立つ。戦闘時には修理などの後方支援を行い、シナリオパートでは情報収集や機体整備などで活躍の場は多く、魔装機神操者達と並ぶ出番の多さである。『EX』でデュラクシールが結果的にフェイルの死期を早めてしまったためか、「第2章」の頃には魔装機の設計は行っていないが、『ROE』ではアンティラス隊に新たに配備された魔装機の開発にも関わっており、また、いずれは魔装機神のように精霊の意志を尊重した上で高位精霊と契約した魔装機を造ってみせる夢を語っている。「第1章」ではジャオームに、『α外伝』ではサイバスターに搭乗したことがあるが、サイバスターについてはオートパイロットで起動している上、正式な操者ではないので戦闘時は防御や回避など可能だが、反撃を含め一切攻撃できないなど、まともに動くことができない。なお、弱点は壊滅的な料理下手であり、オリジナリティと称して、普通は入れない食材を加える悪癖があり、ウェンディは彼女の悪い影響を受けてしまっている。
専用BGMは「情熱のプリンセス」（ROEで追加）。
ザシュフォード・ザン・ヴァルハレビア
声 - 阪口大助
初出は『EX』。通称ザッシュ。男性。18歳。カークスの息子で『EX』当時はカークス軍の士官（階級は少尉）だった。戦場で出会ったリューネに一目惚れをしてしまう。マサキやヤンロンとは、「第1章」の時点で出会っているが、この時点では魔装機神操者に憧れるただの少年だった。とても礼儀正しく、同い年のマサキや年下のリューネに対しても敬語で話す。少々気が弱いが、素直で正義感の強いまっすぐな性格で、そのため、『EX』でカークスのとった行動に疑問を抱き対立することになるが、カークスとの戦いでは、彼に撃墜されると死亡してしまう。レミアという姉がおり、母と共にカークスから後事を託されている。年の割に童顔で（本人曰く母親似）、さらにその性格もあって、頼りない印象を受けるせいか、初登場時にはリューネから坊や呼ばわりされたこともあった。
恋愛に関しては割りと積極的で、ことあるごとにリューネにアプローチを駆けているが、あまり成果はない。もっとも、『EX』ではデートの約束を取り付け、一度だけ「胞子の谷」でデートしている。また、カークス戦で死亡した場合、彼の墓は胞子の谷に作られることになる。リューネがマサキに惚れ込んでいるのは承知の上だが、「僕が誰を好きかは関係ないですよね」と意に介していない。アンティラスショップのグッズを買い込んでおり、写真集などが発売されたときは買い占めるつもりのようである。
『EX』ではソルガディの量産型の魔装機ガディフォールに乗っていたが、『LOE』「第2章」では修行の末に念願だった魔装機操者となり、かつて父カークスが乗っていたガルガードに搭乗し、「黒き霹靂」などの必殺技を編み出している。『第2次OG』ではカークスがエウリードに乗り換えるため、ガルガードをオーバーホールに出す途中で奪取し、ヤンロン達に合流した。その後リューネがプレシアと共に地上に行く際に共についていき、そのままマサキや鋼龍戦隊らと共に封印戦争を戦い抜くことになる。
『POJ』ではレミアの代行として近衛騎士団にスカウトされてそのまま移籍しアンティラス隊を抜けるが、『COE』では遠征中だったため復活した巨人族の教化を免れそのままアンティラス隊に合流する。
ファング・ザン・ビシアス
声 - 中村悠一
神聖ラングラン王国の近衛騎士団の団員で、ゼオルートの弟子。男性。マサキの兄弟子に当たる。右眼に「モニターグラス」（スコープ）を着用。紫色の髪に赤いメッシュを入れている。
無愛想でプライドが高く好戦的な性格。ゼオルートは「無骨で照れ屋」と、マサキは「頭に血が上ると何をするかわからない」と評し、リューネによればマサキと「似たもの同士」。また、フェイルには盲信的な忠誠を誓っている。
好戦的な性格のせいか、ラ・ギアス人としては珍しくプラーナが高く、ゲーム中のプラーナ値はラ・ギアス人では敵味方含めてテューディ、シュウに次ぐ。魔装機「ガルガード」を試験的に操縦したこともある。地上人が魔装機に乗ることを快く思わず、ルビッカの一件もあって地上人に懐疑的であった。御前試合では、炎系に相性がよい水系の魔装機「ラストール」に乗っていたとは言え、（それまでのルート次第で）ヤンロンのグランヴェールを破ったこともあり、マサキも一目置くほどの実力者。どんな魔装機も乗りこなしてみせると豪語し、作中でも数多くの魔装機に搭乗する。
当初はマサキのことも嫌っていたが、ゼオルートの計らいで実力比べをして敗れて以降はよきライバルとして認め合う関係となる。一方で、マサキに勝てない自分に苛立ってもいた。
『EX』当時はフェイル軍に所属したが、マサキ達は別の戦場で戦っていたため、『EX』本編には登場しない。フェイルがマサキに殺されたため、復讐を誓って傭兵としてバゴニアに身を寄せ、エル・バドレルに在籍していた。何度もマサキと戦うがその最中、フェイルの真意と彼を討たざるをなかったマサキの真意を知り、自分がフェイルの名を汚していたことに絶望する。その後、マサキの叱咤激励に応じて再び魔装機操者として舞い戻る。なお、私情と勘違いから裏切りを行ったことに後ろめたさを感じるらしく、「逆襲のラセツ」EDではマサキに再び謝っていた。
ルートによってEDが大きく異なる人物で、「邪神降臨」EDでは自らの澱んだ心にケリをつけようと旅に出るが「逆襲のラセツ」および「悲しみをこえて」EDではラングランに残る。「逆襲のラセツ」EDでは裏切り者の自分すら受け入れるマサキに対して、「マサキには勝てないかもしれない」と発言している。
『ROE』以降は操者として残っており、部隊と合流後はセニアに依頼された仕事をしていることが多くなる。セニアに好意を持っているらしく、何かしらアプローチする気はある模様。コンピューターを扱えないが、『ROE』のED後はセニアの近くにいるためにセニア機関の雑用係になる。また戦闘時の台詞から、近衛騎士団を既に退団ないし除籍されたことがわかる。
POJでは祖父であるワッシャーと再会。家族としての思い出を懐かしみながらも、目的のために禁忌に踏み込む彼を討つことを選んだ。
乗機はガルガード、ラストール、ジェイファー、ギオラスト、ギオリアス→ギオリアス・ロイ。LOE第2章でバゴニアの傭兵になった時はギンシャス+、アゲイド+。専用BGMは「孤高の牙」（POJで追加）。
ジノ・バレンシア
声 - 置鮎龍太郎
家出したプレシアを保護したバゴニアの軍人で、国境警備隊隊長。男性。階級は少佐（「第1章」時点では大尉）。剣聖シュメル・ヒュールの弟子でロザリーの兄弟子にあたる。僅か2年で武芸十八般全てを修める必要がある不易久遠流を免許皆伝にまで到達した剣の達人で、プレシアやザッシュらに技を指導することもある。部下には「鬼のバレンシア隊長」として畏怖されながらも尊敬を集める優秀な軍人だが、実は極度のロリコンであり、プレシアを保護した際には、初めてそれを知った部下達がショックを受けている。『ROE』では、その性癖はほぼ全員が把握している模様。シュウも把握しているようで、同類扱いされたときは流石に難色を示していた。事ある毎に百合の花を持ち出して一句読む癖があるが、ロザリーには微妙と評される。また、水泳を水練と表現するなど時代がかった言い回しをする事が多い。その一方でぬいぐるみやマスコットなどのかわいいもの好きという変わった一面も持っている。
ルートによってはゼツがシュメルを誘拐した際にバゴニア軍と敵対する道を選び、再会したマサキやプレシアらの誘いに応じて魔装機操者となる。なお、プレシアに対してはその意志の強さを認めて大人の態度で接し、特訓を課して不易久遠流の技を伝授している。そのためプレシアは彼のロリコンを否定している。
気障な外見に反してベッキーに付き合って呑んでも潰れないほどの酒豪であり、また「邪神降臨」のEDではバゴニアに一時帰郷する際、ヤンロンと別れの杯を酌み交わし、ティアンから銘酒「拳の誉れ」を送るように頼まれているなど、酒飲み仲間は多い模様。
『ROE』ではアンティラス隊とバゴニア政府との間を取り持つため、ロザリーと共に奔走していたため、中盤以降まで出番がなかった。しかしプレシアに呼ばれれば、たとえコスプレしてチラシ配りをするためであっても、即座に馳せ参じてみせ、帰り際に明日には合流できるだろうと宣言した上で、次の日に実際にアンティラス隊に合流して見せ、プレシアルートの最終話では操られたプレシアの洗脳を解くのにショックを与える必要があると判断し、ラストールを撃墜された時に死んだふりをするなど、プレシアのためなら何でもやってのける様な人物になってしまった感がある。もっとも、死んだふりに関してはプレシアを本気で心配させることになり、しばらく口を聞いてもらえなくなる自体にまで発展した（その際、マサキも巻き添えを食らう事になる）。なお、エルシーネによれば、プレシアとジノの絆は師弟愛以上の何からしい。
トレーズ・クシュリナーダと容姿が良く似ている（ジノ役の置鮎はトレーズの声を演じていた）。これについては『熱血！必中！ボイス・スパログ！～魔装機神II篇～』にて置鮎が「何故自分がジノなのか分からない」と発言した際に、「ビジュアル的な理由ではないか」とトレーズとジノの容姿の類似について示唆されている。
乗機はルジャノール改、ギンシャス、ギンシャス+、アゲイド+、魔装機操者になった時はラストール。『POJ』ではウェルスピナー、ウェルスピナー・レイ。
専用BGMは「風雅なる紳士」（POJで追加）。
ロザリー・セルエ
声 - 桑島法子
ジノ曰く、剣聖シュメルの剣技に惚れこんだことで弟子入りしてきた押しかけ弟子で、「シュメル先生のフィアンセ」を自称する少女。興奮するとお国言葉が出てくるが、幼い頃から各地を転々としてきた影響で、喋るごとに色々な訛りがついて出る。ジノの兄弟子を自称しているが、実際はジノの方が兄弟子に当たる。そばかすの痕とお下げにした赤毛が特徴。『LOE]』「第2章」から登場するが、実はルートによっては「第1章」時点に名前を伏せた状態で登場する。
本名はロザリー・ギムナス。父バリーをシュメルとの試合で負わされた傷のために失い、シュメルから技を盗み、その技で仇を取るために名前を偽って弟子入りしたが、シュメルと接する内に彼に好意を抱くようになり、愛憎の入り交じった感情を抱いていた。しかし、シュメルはゼツによって殺されてしまう。父の仇であるシュメルが死んだ事実を受け止めきれずにいたが、自身と似た境遇のリューネからの説得もあり、時間をおくことで自分と向き合うことにした。またルート次第で自身もゼツに洗脳されてしまい、悲劇的な結末を迎えることもある。彼女を救いつつ、ファングが仲間にいない場合のみ魔装機操者となる。ファングが仲間になった場合もEDで魔装機操者候補に選ばれた旨が語られ、実際に続編『ROE』ではジェイファーの正式な操者になっている。本人は否定しているがファザコン気味でヒゲフェチの気がある。『ROE』ではルートによってはワグネルやレッフェンに好意を抱くことになるが、自身はシュテドニアスに住んでいた頃に近所だったムデカと戦場で再会する。
『POJ』では美容室に行って一新した姿で隊に合流する。
乗機はルジャノール改、アゲイド+、魔装機操者になった時はジェイファー。『POJ』ではジャスティニア。属性が炎系から風系に代わっているが、元から風系の方が相性が良いらしい。 専用BGMは「これがあたしの生きる道」。（POJで追加）
ツレイン・ザン・レカニバン
声 - 岡本寛志
アンティラス隊発足に伴いラングラン軍から新入隊員として配属された少尉。15歳。血気盛んで愛国心が強く使命感に燃えているが、同時に不正は正されなくはいけないとも考えており、かつて魔装機神がラングランの国益に反することをした事実も善意的にとらえていた。登場時は堅苦しい喋り方をしていたが、マサキに指摘されて多少軟化した。プラーナ値は高いが、学科が苦手で士官学校時代の成績は中の下。メフィルとは幼なじみで、自分の方が年下ながらに呼び捨てにし、妹のように扱っている。精霊相性が炎系であったため、レオゲイラを乗機とすることになる。
専用BGMは「吶喊します!」（POJで追加）。
メフィル・ザニア・ボーラング
声 - 佐藤聡美
近衛騎士団からアンティラス隊に配属された新人操者。なおゲーム本編での階級は中尉だが、『ROE』の公式サイトのキャラクター紹介では少尉になっている。学科、実技共にトップクラスの成績を修めている。
ツレインとは幼なじみで、彼女の方が年上ではあるがツレインの非保護者的存在。ツレインの事は「ツレちゃん」と呼ぶが、ツレイン本人はこの呼び方を嫌っている。ツレインに好意を持っているようで、二人で任務に出ることになると嬉しそうにする。神官階級だった両親はヴォルクルス教団に入信してしまい、その後魔装機神との戦いで死亡している。その事でメフィル自身も有形無形の嫌がらせなどを受けていた様で、今でも嫌な噂が絶えないとのこと。しかし、その度にツレインに守ってもらっており、ツレインに好意を抱く様になったのも、この辺りに起因する模様。
性格は極めておっとりで「～ですぅ」等、語尾が間延びした口調で話す。滅多な事で怒り等を示す事はないが、両親の一件からヴォルクルス教団との戦闘では嫌悪感のこもった台詞になる。コンピューター等にも強く情報処理も得意なようで、セニアのサポートをする事が多く、セニア機関の主要メンバーの一人。また、テュッティの作ったお菓子を普通に食べられるほどの甘党。
乗機はガディフォール、デルギラン。専用BGMは「いーじーごーいんぐ」（POJで追加）。
ガエン
声 - 杉田智和
ヴォルクルス教団実行部隊の一員で助祭。ガエンとはラングラン神話に出てくる裁きの神の一柱の名で彼の本名ではない。神祇無窮流空拳術の使い手だが、異伝のためかゼオルートやプレシアとは面識がない。シュウの言葉でヴォルクルスに疑問を感じ、ヴォルクルスの実像を見たことで信仰心を失い、アンティラス隊に投降。以降は極端な無神論者となる。その後、司法取引によりアンティラス隊に入り、アハマドのアンティラス隊脱退にともない空席となったソルガディの操者を務めた。操者として一流であると共に、整備士としても優秀で、彼が服役中に考案したセニア曰く「面白い発想の技術」は、ウェンディにいわせればラ・ギアスにおいて権威のあるテスラ賞を受賞できる可能性があるとのこと。ヴォルクルス教団という閉じた世界しか知らなかったためか、アンティラス隊参入当初は協調性に欠ける言動が多く、一人でいることが多かった様だが、次第に隊に馴染んでいった。なお、着ている黒尽くめの服は、防弾仕様になっており、対魔術防御能力も高く、同じ服をあと1ダース所持している模様。また、ヴォルクルス教団時代はマントを羽織り、バイザーを付けていた。
幼少期の記憶が無いが、その素性は崇使候補の1人で本来の名は「エーゼナフ」(『玄き瞳の英雄』と言う意味)。その幼少時に崇使の証である聖痕を前髪で隠れた右眼に刻まれたが、それが完全に適合しなかったことから放逐され、その経緯のためにアディーナムからは「成り損ない」と蔑まされている。『COD』でその事実が明らかとなり、テュッティの身柄を欲したヴァールニーヤ達に聖痕を利用され操られて彼女を攻撃してしまい、アディーナムによって彼女をさらわれてしまう。その後完全に操られかけてしまうが、せっかく得た自由と命を最後まで諦めなかったことから自ら聖痕の刻まれた右眼を抉り、結果真の自由を得るに至った。抉った右眼は再生できなかったが(治療担当のレミア曰く「脳に直結した器官の再生治療は(ラ・ギアスでは)禁忌に当たる」為に再生を行えなかった)、当の本人は気にしておらず、名前も本来の名が明らかとなって以降も「ガエン」で通している。ヴォルクルスとの繋がりはこの聖痕によるところが大きく、ガエン自身はヴォルクルスと契約を交わしていなかった。その為、聖痕を抉り取った事でヴォルクルス教団関係者に多少なりともあるヴォルクルスとの契約や魔術などの痕跡も完全に消滅した。
無趣味に見えて、ラングラン象戯を嗜んでいる。ただし、対戦相手がいないので詰め象戯がメイン。クロが象戯を覚えてきたので対戦したものの、「待った」を3回使った上で敗北した。また、一時期教団内で流行った事があるらしく、麻雀も出来る。普通のギャグや漫談には一切無反応だが、親父ギャグに弱く、周囲に悟られないように必死に笑いをこらえたり、忍び装束のコスプレをした際にはミオに何か吹き込まれたようで、「ござる」口調で忍びの心得を語るなど、割とコミカルなところがある。
乗機はヂーヱン、デュラクシール、ソルガディ。専用BGMは「復讐の刃」。
レミア・ザニア・ヴァルハレヴィア
声 - 坂本真綾
カークスの長女でザッシュの姉。『EX』（と『LOE』の回想）に名前のみ登場。母親と共にカークスによって後事をザッシュに託される。ザッシュにとっては畏怖の対象らしく、自身より格上の敵との戦闘時に「姉さんのプレッシャーに比べたら」といった旨の発言をしている。
『POJ』にて登場し、元々所属していた近衛騎士団から周りの反対を強引にねじ伏せアンティラス隊に移籍する。性格は遠慮がなく非常に短気である反面、情が深く真摯な面もある。騎士団では、当人はかねてから魔装機の操者となることを希望していたが、生来の優秀な資質があった為に治癒術士として所属していた。アンティラス隊に操者として参加後もフリングホルニ医務室での医師を兼任してその腕を振るっている。また格闘術(特に関節技)に関してもかなりの腕前で、リューネとも互角に戦える。ザッシュが姉を畏怖しているのは、昔よく姉から関節技の練習の実験台にされていた為。
小柄で巨乳なことを気にしており、このことに触れられると大激怒して恐ろしいほどのプラーナを発し、生身での時は発言者に容赦無く関節技を極めにかかる。
乗機はブローウェル、ガルガーディア。専用BGMは「ランペイジ」。
トレイス・ハイネット
声 - 小林愛
テロリストのアジトで働かされていたところをギドに保護された謎の美少年。民間人であるにも関わらず、旧式化しつつあるガディフォールでボランゾルンを退けるというかなりの戦果を挙げたため、セニアにスカウトされアンティラス隊の予備操者として抜擢される。ルートによっては別任務でしばらく戻れないゲンナジーの代わりにジャオームに乗ることになる。魔装機の操縦技術そのものはガディフォール程度では彼女の反応速度に追いつけないほど高い。神祇無窮流鎌刀術を使える。
実は女性で、トレイスという名も偽名。本来の身分はエリアル王国の兵器メーカーであるベルロード社の社長令嬢で、魔装機に関する知識と技術もその縁で身に付けた。男装の理由は、かつてキガに誘拐され精神的に傷つけられたトラウマに起因した男性恐怖症によるもので、当時のことを思い出そうとすると過呼吸に陥ってしまう。トラウマの影響なのか、女性扱いされただけで顔をしかめてしまう。また、父親にも苦手意識を持っており、他人に対し話をするときは「社長」と他人行儀に呼ぶ。
小学校から高校まで女学院で育った深層の令嬢であるため、物腰は丁寧。しかし世情に疎く、かつ素直な性格のため、自分でも気付かないうちに勘違いをしてしまうこともある。
前述の通り男性との接触が苦手だが、自分を助けて居場所をつくってくれたギドは対象外で深い信頼を寄せている。しかし事情を知らない面々（特にシモーヌとベッキー）にはその仲を誤解されている。
『COE』ではエリアル王国に出向し、アドバーザリー部隊と共にオーガイン計画に携わっていた。
乗機はガディフォール、ジャオーム。専用BGMは「クロス・ドレス」。

### フリングホルニクルー
ウェンディ・ラスム・イクナート (Wendy Lasm Ikunart)
声 - 大原さやか
初出は『LOE』。魔装機の設計に携わった練金学士（ラ・ギアスにおける科学者）の一人であり、中央管理議会から王室アカデミーへ派遣され、サイバスターとガルガードの設計を手がけた。次期練金学協会会長の最有力候補でもある。女性。『LOE』「第1章」の時点では27歳、「第2章」の時点では29歳。続編『ROE』でもまだ三十路までまだ少し余裕があるが、シャリアンに三十過ぎに間違えられた際には、大分気にしていた。膝まで届くウェーブがかった青い長髪が特徴で、肩にショールの様なものを掛けた青いスーツを着ている。なお、詳細は不明だが『ROE』で語られた所によると、家族はおらず、天涯孤独の身の上だったようだ。
気品ある物腰と清らかな性格をした大人の女性だが、反面子供っぽい面も持ち、歳の割に少女趣味な所がある（ミオによればマスコット類を集めているようだ）。腐女子趣味もあるようで、シュウがマサキに気があると勘違いした時は、「あらあら、どうしましょう」と慌てる様なそぶりを見せながらも、興味津々だった。また本人は否定しているが年齢制限のあるゲームもプレイしている様子。アルコール類も好きだが、あまり強くないため、酔うと絡み酒になってしばらく説教した後、寝てしまう。マサキにとって憧れの人ともいえる存在で、成り行きとはいえ彼とのキス経験もある。物語の中で次第にマサキに恋心を抱くようになるが、彼より10歳ほど年上なことを気にしているためか、その想いを内に秘めていた。しかし、『LOE』「第2章」から同じくマサキが好きであるリューネが登場したことで、その当の彼女の勧めもあり、徐々にその想いを表に出す様になった。また、リューネとはお互いマサキが好きである事を理解した上で、年の離れた友人関係を結び、彼女からは姉の様に慕われる様になる。非常に容姿端麗な上に実年齢よりも若く見え、やや童顔である事を考慮しても、リューネと同年代にしか見えないらしい。テュッティには「ウェンディが美人でないのなら地球上の美人の8割はその範疇外になる」、リューネには「（テュッティの評を受けて）超がつくほどの美人」、「30歳目前のプロポーションではない」と言わしめた。好きな花は姫雪見草で、彼女が死亡した場合プレシアによって墓前に供えられることになる。また、マサキがベッキーにそそのかされる形で彼女に渡した、オリハルコニウム製のペンダントをとても大事にしており、『LOE』「第2章」の特定ルートでは、それが彼女を救うためのキーアイテムになる。料理はプレシアに習ってできる事はできるが、セニアの影響で最後にオリジナリティとして変な物を入れてしまう為、結局とんでもない味になる。彼女が作った薬効入りお粥は凄まじい味（この時彼女はわざわざ食材の名前を口に出しながら作っており、マサキ曰く「何かおどろおどろしい単語が聞こえた」）だったが、リューネが食べた直後の戦闘で身体が軽くなり、メビウスジェイドが使用可能になる等「クスハ汁」に似た効果をもたらした。なお、この味は体調不良であることを利用してリューネがマサキに甘えまくったために情緒不安定になってテューディ化していたことも原因の一つ。
双子の姉テューディを生まれて間もなく亡くしたが、彼女の精神はウェンディの中に存在し続けており、LOE第1章の終盤に重傷を負ったことが原因でプラーナ値が下がると姉の人格が表面化するようになり、次第に身体を乗っ取られるようになる。『ROE』では、これよりずっと以前から時々記憶が曖昧な時があり、実は昔からテューディが表に出ていたという事が語られた。サイバスターの設計も、かつてテューディが王室アカデミーで見た機密アーカイブの考古学の項目にあるゼルヴォイドのデータを見た記憶を無意識の内にベースにしていた事が明かされる。ただ、そのデータは外観や変形機構程度で詳しく書かれてはおらず、ウェンディ自身が独力で推測した結果似た機能をサイバスターにつけることが出来たという。『LOE』ではテューディはウェンディの身体から離れ、最終的に消滅したが、その記憶と感情は残っており、感情が高ぶると表面化して髪が赤く染まるようになる。イブン曰くそれによる実害は無く性格が若干テューディ寄りになるとの事だった。しかし、姉と魂さえも分け合っていたので、失った事により常人の半分までに寿命が短くなっていた事実がエルシーネの診断で明かされる。このことが判るルートでは、後にテューディの魂を復活させて再統合するという手段でエルシーネによって治療されるが、テューディの意志によって再びウェンディの身体が支配され、マサキとリューネの説得で、ウェンディの意識が甦り、心の中でテューディと対話して、互いにたった一人の家族であるお互いを受け入れ和解、テューディが彼女の心の奥底で深い眠りについたため、もう何の弊害もなくなっている。
『POJ』ではテューディと同意の上で入れ替わるなど姉妹仲は良好であり、エリアルの工具には目が無い。後にもう一つ同じ物をもらった時にはそちらを姉用に回している。
『α』には名前のみ登場し、続編『α外伝』では、地上にいるマサキにサイバスターを届けるために傷が治りきっていない身体を押してプリベンターと合流する。未来世界に飛ばされた際に散り散りなるが、再び合流後は技術面でマサキ達やプリベンターをサポートした。ゲーム全体の演出として会話シーンが表情豊かな『LOE』と比べて、『α外伝』ではバストアップで表情数があまり用意されておらず印象が若干違う。
テューディ・ラスム・イクナート
声 - 大原さやか
ウェンディの双子の姉。早世したが、精神体（幽霊のような存在）となることでウェンディの深層心理の中に潜んでいた。当初はウェンディに対して協力的だったが、やがて生まれてくることが出来なかった憎悪に突き動かされるようになり、世界に対する復讐を企て、彼女の肉体を乗っ取り、ラングランが密かに開発していた「17番目の魔装機」イスマイルを完成させたり、デュラクシールを再生産してラセツに横流ししたりするなどの悪行を行った。ただし、ルートによっては表立った行動に出ないまま、ウェンディと分離させられてソラティス神殿に精霊達と共に祀られる事になる。ウェンディが青い髪をしているのに対して、赤い髪の色をしており、彼女の人格が表面化している状態ではウェンディの髪も赤く染まる。また、彼女の着ている服もウェンディの色違いでやや薄い赤色をしている。
ウェンディによれば彼女とは感情や知識などを共有しており、そのため、マサキに対してだけは特別な感情を抱いていたようで、テューディと直接対決するルートでは、「私のものになるなら命は助けてやる」と言う言葉をマサキに投げ掛けていたが、マサキの「ウェンディなら考えてもいい」という返答に逆上し、マサキに対し殺意を抱くようになる。またこちらのルートでは、かつてマサキがウェンディに渡していたオリハルコニウムのペンダントの共鳴作用を利用した説得で、ウェンディの身体から分離させられて、消えてしまうが、最終的にはその強烈な思念により実体化し自分の肉体を得るまでに至るが、マサキ達の前に敗れる。「自分には何もなかった」と独白するが、マサキから「差し伸べられた手を拒否しただけだ」という言葉を聞き、何かを悟った上で消えていった。後にマサキとウェンディの手によって、海の見える丘の上に墓が建てられた。
『ROE』ではルートによってはエルシーネの手でウェンディの身体に再憑依され、ウェンディの身体を再び支配し復活するが、マサキ、リューネの説得で意識を取り戻したウェンディに説得され、ウェンディの中で眠りに付く。
『POJ』では完全に復活しているらしく、女心に鈍いマサキに説教をする為に度々ウェンディを押しのけて出てくる。妹とは一応合意の上で入れ替わっている。本人曰く、ウェンディの心境を代わりに語っているだけらしい。また妹同様、エリアルの工具に目が無い。
『COE』ではイスマイルの後継機にあたるネーゼリアを完成させ、自身が搭乗する。
乗機はイスマイル、ネーゼリア、ボーヰン。専用BGMは「迫りくる敵」（敵対時）。
ワグネル・グラン・チェレンドル
ラングラン18王族の末席にあたるチェレンドル家の人間。男性、年齢はマサキが知る所では39歳。ラングラン最高評議会評議長を務める。言葉の始めに「んー」を付けて喋る癖がある。かつてクィンティヌスの家庭教師役を務めており、そのため彼からの信頼が厚く、クィンティヌスの推薦もあって、アンティラス隊結成にあたり同隊代表に就任、これに伴い王位継承権は放棄、王族から離脱することになる。親しみのある性格をしており、セニアとも付き合いがあって仲も良く、彼女からは「おじさん」と呼ばれている。他のアンティラス隊員からは本人の希望もあって「代表」と呼ばれている。隊のまとめ役。
顔つきは国王に相応しいものを備えており、昔から周囲からは「顔だけなら国王」と言われていたが、当の本人は責任を取る立場に進んで立つことを嫌がっているが、南部ルートでは聯盟規約を多少拡大解釈することで、自身をアンティラス隊代表から解任し、魔装機神操者が聯盟決議無しで独自判断での行動が出来るように取り計らっている。なお、後にテュッティ達の計らいで代表に復帰しているが、彼自身は法律の隙間をつく様な行為に複雑な心境だった模様。
ブラッドロイ・ザン・ベリファイト
声 - 銀河万丈
邀撃空母フリングホルニの艦長（U艦艦長兼任）。階級は大佐。平時はデイシフト担当。サボり癖があり、軍内部でも厄介者扱いされている人物。楽をしたがる反面、そのための努力は惜しまない本末転倒な男。母親のポーシャには彼も頭が上がらない。フリングホルニに対し、大分感情移入している様で、しばしば「俺の艦」と言っている場面が見られた。
マレーレイア・ザニア・ベリファイト
声 - 高島雅羅
邀撃空母フリングホルニの艦長代理で、分離時はV艦の艦長も務める。ブラットロイの妻でありシャリアンの母親。平時はナイトシフト担当であり、世話焼きであるため、いつもせわしなく働いておりシャリアンですらなかなか出会わない。
シャリアン・ザニア・ベリファイト
声 - 折笠富美子
フリングホルニの副長で、ブラッドロイの一人娘。22歳。階級は少佐。父親を反面教師としているため堅苦しい。有能ではあるが、気まぐれで無駄な事が嫌い。貧乳であることを気にしており、ミオがテュッティのお菓子がバストアップに効果があると早合点した時は一緒に挑戦したが、あえなく撃沈した。
少女時代は「シャーリー・マフィンの青春」という小説の主人公に自分を重ねて、15歳くらいまで周囲に自分のことをシャーリーと呼ぶ様にさせていた。そのため、今でもブラッドロイにはからかいのネタにされ、シャーリーと呼ばれることが多い。裁縫が得意で、アンティラス隊のメンバーがアンティラスショップのチラシ配布の際に着用していたコスプレ衣装は彼女の手製。また、下戸では無いが、身体に悪いという理由でアルコール類は飲まないようにしているが、ベッキーに丸め込まれる形で酒盛りに参加した際には泥酔して自作のヴァルシオーネRのコスプレ衣装を着て酔いつぶれた姿も見られた。
ポーシャ・ザニア・ベリファイト
声 - 野沢雅子
ブラッドロイの母親であり、シャリアンの祖母。フリングホルニの分離時、S艦の艦長を務める。平時はミッドナイトシフト担当。かつてメディーナ紛争に参加し、そのことからか他国でも歴戦の猛者として名が知られている。面倒くさがりの息子とは正反対に、年老いた現在でも現役を貫く。その戦歴から、若いクルーや操者達に的確なアドバイスを送る場面も多い。シエーナやレッフェンとは旧知の仲で、特にシエーナとはメディーナ紛争時は互いに敵同士だった。なお、戦士階級の人間は寿命と引き換えに若さを保つアンチエイジング施術を受ける者も多いようだが、彼女は受けていない様子。
サト・ザニア・コーヅカ
フリングホルニの厨房士。また、アンティラス隊の主計士も兼任している。
ホーリー、コレット、トニ
ホーリーは元施療術士のブリッジクルーで医務室の当番担当でもあった。デメクサとは治療が縁で仲良くなり（デメクサいわく治療以外にも目的があったとのこと）、後に結婚し、彼の離隊についていく形でソラティス神殿に移住する。
コレットは通信・索敵担当の女性。
トニは担当不明だが、航路の指示をされた後に出番が多い。見た目的にはやや小太りの男性。
ゴルド・バゴルド
声 - 秋元羊介
初出は『EX』。マサキがラングランに帰還した際に遭遇した山賊の頭目（本人達はゲリラを自称）。男性。かつてはシュテドニアス軍に所属し国境警備隊の守備隊長をしていたが、妻がラングラン出身だったことから、内務部の査察にはめられ、あらぬスパイ嫌疑をかけられて脱走。その後、妻が病死したことを風の便りで聞き、そのまま身を持ち崩して山賊となる。見た目よりはたいぶ理知的な男であり、選択次第（資金との二択）で仲間になる。
仲間になるとマサキを慕うようになるが、マサキには「おっさんは数に入れてねぇ」と戦力に数えてもらえないなど扱いが悪くなっていたが、『第2次OG』ではそのイベントは削除されたが、仲間になった事を忘れられていた。
『POJ』にも登場し、メカニックとしてフリングホルニに乗り込んでくるもマサキには完全に忘れられていた。当のゴルドは忘れられていたにも関わらず、思い出して貰えただけで感激している。

### ファミリア
クロ / シロ (Kuro & Shiro)
声 - クロ：佐久間レイ シロ：折笠愛
マサキの無意識を切り取って作られた使い魔（ファミリア）で、クロが金色の眼をした黒猫で、シロが青い眼をした白猫の姿をしている。初出は『ヒーロー戦記』。スパロボシリーズでは『第3次』でサイバスターの戦闘台詞で名前が挙げられ、その後『EX』で本編に初登場している。
クロは女性（アニマ）的、シロは男性（アニムス）的な性格をしている。なの発音がすべて“ニャ”になる言葉遣いをする。シロは子供っぽい性格のためか、マサキといっしょになってよく騒ぎ、そんな一人と一匹をクロは制止するような形になることが多い。マサキの性格がダイレクトに反映されているせいか勝ち気な所があるシロに対して、クロは思慮深く、一人と二匹のトリオの中では比較的大人であり、会話の中でツッコミ役を担当する。生まれた際にプレシアから贈られた赤いリボンをクロ、鈴付きの青い首輪をシロが着けている。猫のイメージを実体化しているため、猫としての本能を多分に持ち合わせており、魚やミルクなどが好物。「三味線にする」と言う言葉を異常に恐れ、怒ったマサキに言われたほか、『スーパーロボット大戦ORIGINAL GENERATION』ではマサキの命令無視を楽観視したことを咎めたキョウスケにもこの言葉で脅されている。
サイバスターに搭乗時にはレーダーの管理などのほか、ハイファミリアに融合しマサキの意志通りに敵を攻撃する。また、猫の姿をしているもののかなり器用で、脚と口だけで配線を繋いでサイバスターの電子機器(INS)を修理している。さらには、キルリアン反応を探知することで残留したプラーナの痕跡を追うことも可能。基本的にマサキの記憶や知識などは受け継いでいるが、サボって勉強不足なマサキと違いラ・ギアスのことも学習しているため、マサキがラ・ギアスに来て間もない『LOE』「第1章」ではマサキの知らないことを知っていることもあった（以後の時系列ではそういう場面は見当たらない）。また、『ROE』では簡単な魔術や解咒が出来る事が明かされた。『F』や『α』では、大の猫好きである『新世紀エヴァンゲリオン』の赤木リツコ博士やオリジナルキャラのリン・マオの関心を強く買っていた。逆に猫嫌いのパトリシア・ハックマンからは嫌われている。また、2匹とも適当に付けられた名前には不満が残っている模様で、特にシロは猫扱いされる事をあまり快く思っていない。
ランシャオ
声 - 野田圭一
初出は『EX』。ヤンロンのファミリア。中国の「風生獣」という伝説の神獣がモデルだが、実際の風生獣と違い、外見が青みがかった豹にしか見えないため、周囲からは黒豹扱いされている。『バビル2世』に登場するロデムのようだとリューネから評され、後に音声が付く際にはロデムと同じ声優が起用された。
ヤンロンに忠実で、口調は非常に丁寧。ヤンロンが説教を行う際には、ヤンロンが疲れた際の代わりを担当する。主人よりは気安い性格で、余計なお節介をかけることもある。ただし、ヤンロンのマサキに対する信頼はいささか理解不能の様子。他のファミリアも同様だが、主人であるヤンロンとは深層心理下で繋がっており、距離が離れていてもある程度のコミュニケーションをとることが可能になっている。グランヴェール搭乗時には、レーダー管理を担当している。
フレキ / ゲリ
声 - フレキ：置鮎龍太郎 ゲリ：稲田徹
初出は『EX』。テュッティのファミリア。狼の姿をしており、名前は北欧神話において主神オーディンが連れている二頭の狼からとられている。気高い意志の持ち主で、クロとシロのように雄雌の区別なく、性格の陰陽で個性が設定されており、陽のフレキはお喋りな性格で毛色は青色、陰のゲリはおとなしい性格で毛色は黒みがかった灰色となっている。
テュッティに忠実で、フェイルと通信する際に、服装が乱れていないか気にするテュッティに対して、「相変わらずお美しいですよ」と愛想を言ったりもする。
マサキのファミリアであるクロとシロとは、初対面の頃から猫であることを馬鹿にして喧嘩になるなど仲が悪い。その際、猫好きであるテュッティの「自分のファミリアも猫にすればよかった」という発言には酷く動揺している。以後も猫を下等生物扱いし続けており、逆にシロからは「イヌっころ」と呼ばれている。それぞれの性格故か、クロとシロとの口喧嘩では、フレキが前面に出て、ゲリはフレキに追従する形になる事が多い。
ジュン / チョーサク / ショージ → ゴクー / ハッカイ / ゴジョー
声 - ゴクー：銀河万丈  ハッカイ：龍田直樹  ゴジョー：田中秀幸
初出は『第4次』。ミオのファミリア。カモノハシの姿をしており、ミオが存在を知らなかったため後ろ足の蹴爪の毒は無い。リーダー格のショージ・二番手で歌が得意なチョーサク・前二者の弟分でボケ役のジュンの三匹トリオになっている。主人のミオを（漫才の）師匠と呼び、元ネタの漫才師同様にスーツに蝶ネクタイを着用し、頭には髪の毛のような物もあり、チョーサクに至っては顎髭まである。
ラングラン動乱後に誕生したファミリアで、地上世界で3匹の姿を初めて見たマサキは、そのふざけた言動に激怒していた。
元ネタはレツゴー三匹で、ことあるごとに元ネタ同様の掴みネタ「ジュンでーす、チョーサクでーす、三波春夫でございます」を披露しようとするが、著作権に抵触するためか最後まで言えた例がない。
DS版『LOE』以降では姿と名前が西遊記をモチーフにリニューアルされており、カモノハシのままではあるが、ゴクー、ハッカイ、ゴジョーと名乗り、ミオをおっしょさんと呼んでいる。マサキは違和感を持つものの、ミオにスルーさせられている。また、漫才トリオとしての設定も若干受け継がれており、『邪神降臨』のEDでぼやきネタを披露している。『第2次OG』ではリニューアル前のネタをゴジョーが言おうとしてゴクーに突っ込まれた。

## 神聖ラングラン王国

### 王族
フェイルロード・グラン・ビルセイア
声 - 置鮎龍太郎
初出は『EX』。ラングラン国王アルザールの長子で治安局次長。25歳。長髪の美青年。王位継承順第1位。後に第288代神聖ラングラン王国国王。乗機はデュラクシール。魔装機操者の直属の上司にあたる。理想実現のために王位を望むが、魔力はさほど高くなく、王位継承権を認定する魔力テストに一度落ちている。再テスト合格のために修行と薬物で魔力を高めたが、その代償で身体はボロボロになる。それでも治療に努めて多少は回復したが、シュテドニアスによる王都占領の際に負った傷により余命わずかとなる。その後は侍従長の屋敷で療養し、消息不明だったが、地上人召喚事件で混乱するラングランで、サイツェット州のレッグ島にて蜂起し王都奪還を目指す。やがてマサキと地上のスーパーロボット達と合流し、ラングラン奪還を果たした。
その後、地上人召喚は彼によって引き起こされた事件であったとわかる。ロンド・ベル隊のような部隊を呼ぶつもりだったが、自作の召喚プログラムの暴走により大規模で無作為なものになってしまった。余命の焦りと地上人召喚の混乱を引き起こした引け目から、武力によるラ・ギアスの統一を計画。即位と同時にシュテドニアスに宣戦布告する。そのため、開戦を阻止しようとするマサキ達と対立し、命を落とす結果となった。マサキ達との決戦前に、デュラクシールの脱出装置を外すなど、敗北の場合の処理を全てしており、死して王国の未来を託すようにしていた。
王族だが、形式的な堅苦しさを苦手とし、誰にでも気さくなため、マサキとは召喚以来の格式を超えた友人であった。対立することになったものの、魔装機操者の司令官的な存在で、絶対の信頼を集めていたが、ラングランのために自らを犠牲にした。その後のラングランは、フェイルの頃に比べて、魔装機操者を冷淡に扱い、ファングはそれを嘆いていた。ジョークも解し、精霊界でマサキと再開し闘った後に「（戦うことに）迷うと会えるなら、もう会えないほうが良いか」といわれて「マサキは方向音痴だからまた会える」と切り替えしており、笑って別れることが出来た。
『LOE』ではマサキに倒されたことになっている。この経験はマサキの心の傷となり、回想時には落ち込んだ様子を見せ、ファングの説得の際はこのことで涙を流した。
アルザール・グラン・ビルセイア
第287代神聖ラングラン王国国王。父は第286代神聖ラングラン王国国王サラニス・グラン・ビルセイア。母はティオリア。正室セローヌとの間にフェイル、モニカ、セニアの3子、側室ナタリアとの間にテリウスを儲けている。温厚で親しみやすい性格の人物であり、マサキらにも気さくに話しかけてきたり、セニアに「パパ」と呼んで貰えなくて寂しがる場面も。フェイル同様堅苦しいことは言わず、マサキが聖号賜与の式典中に寝入っていてもそのままスルーしていた。ラングランが立憲君主制ということもあり、政治にはあまり口出しはせず、議会に任せていたようであるが、反面外交的手腕に長けていたようだ。また、正体不明の「予言の脅威」に対し、「それに対処可能な戦力を生み出すことが賢明」との見解から、魔装機計画を提唱したのも彼である。シュテドニアスによるグランパレス急襲の際、議会に魔力弾の直撃を受け死亡。
クィンティヌス・グラン・ビルセイア
第289代神聖ラングラン王国国王。フェイル達兄弟の「またいとこ」に当たる人物。21歳。第288代国王であるフェイルが死亡し、王位継承権を持つモニカやテリウスはシュウについていったため、国王となった。魔装機計画の目的がラングランの国益とは限らない事への議会の反発もあって、マサキ達にアルザールやフェイルほどの支援することが出来ないでいるが、勲章授与の口添えをし、アンティラス隊の権威が少しでも上がる様に取り計らっており、フェイル同様魔装機神ひいてはアンティラス隊に期待を寄せている。『LOE』には未登場で、『ROE』で初めて名前と年齢が明かされた。フェイル達とは祖父の兄弟の孫に当たる。童顔のため少しでも威厳を出るようにと、口髭をはやしていたが、セニアなどには不評だった。その為、南部ルートのEDに再登場した際には剃り落としている。なお、性格は庶民派なところがあり、一応程度に学んでいた帝王学も忘れている事が多く、侍従長に叱られることが多いらしい。
クリストフ・グラン・マクソード
シュウ・シラカワの本名。 詳細は魔装機神シリーズの登場人物#シュウ・シラカワを参照のこと。
カイオン・グラン・マクソード
アルザールの弟で大公。シュウの父親であることが語られているが、ゲームや関連書籍では詳細が語られておらず、存命であるかも不明。
ミサキ・シラカワ
シュウの母。ゲームや関連書籍では詳細が語られておらず、作中、ウェンディに指切りを教えた日本人がいることや、いずこかに幽閉されていることが示唆されているだけで、原作者、阪田雅彦が同人誌に寄稿した小説『闇の記憶』で裏設定が色々と語られているのみであった。DS版『LOE』では、詳細が明らかになるイベントが追加され、息子のシュウ共々ウェンディと仲が良く、彼女に指切りを教えたのがミサキであることが明かされた。また、彼女がカイオンと結婚した際に、ラングランで日本ブームが起こったとされる。
ナタリア・ゾラム・ラクシュミー
テリウスの母。世間では貴族出身として認知されているが、実際にはれっきとした王族の出自。彼女は「呪われた一族」として知られるノーランザ家の出身であったが、そこには隠された真実があったようである。しかしその詳細は不明で真実を知るものはフェイルやシュウなどごくわずか。テリウスにとって隠れた王族である母親は誇りであり、温厚な彼が唯一暴れたのが、母親を侮辱されたときであった。カークスによってテリウスの戴冠が強行された際、大神官ザボト卿による即位宣言の中に彼女の名が登場しているのだが、ミドルネームが王族の「グラニア」ではなく貴族の「ゾラム」であったにもかかわらずテリウスが沈黙していたため、フェイルは戴冠式のテリウスが偽者であることに気がついた。

### 軍人・戦士階級
ゼオルート・ザン・ゼノサキス
声 - 田中秀幸
プレシアの父であり、マサキの師匠であり養父。初代ランドール・ゼノサキスの子孫。「剣皇（けんおう）」（剣の達人）であり、ラングラン王宮の武術指南役。軍人だったが、現在は予備役の大佐である。長身細身でひょろりとした印象で、鼻の上にちょこんと乗せた鼻眼鏡が特徴。
穏やかで優しい性格でプレシアにも丁寧な口調だが、生活能力はなく、プレシアから「自分がいないとお父さんは餓死する」とまで言われる。好き嫌いが多く嫌いな食べ物（赤ピーマン、アスパラガス、ネギなど野菜類）をマサキに押し付けてプレシアに怒られるなど、情けない面が目立つ一方で、マサキにランドールの聖号が賜与された際にマサキを養子にしようとしたが、その気がないマサキに「マサキが養子になってくれれば、税金が少しは安くなって、プレシアに楽がさせてあげられるのに」と脅迫紛いの説得をするなどしたたかさも持つ。妻のピアは離婚してバゴニアにいる。
シュウが王国に宣戦布告した際、看過し得ない邪悪な気配を感じたため出撃。グランゾンの圧倒的な性能差の前に敗れ、脱出装置が作動しないため、命を落とす。しかし、グランゾンの歪曲フィールドを使用不能にさせて撤退させ、のちにマサキがシュウに勝利する布石を打つ。彼の死でマサキとプレシアの関係は一時険悪になったが、彼の遺言によって二人の絆はより深まることになった。プレシアには実父として慕われ、親のいないマサキにとっても、「ゼオルートのおっさん」と呼んではいたが、唯一「父」と呼べる存在であった。
ゲーム中では仲間にならないが、スポット参戦で圧倒的な強さを見せ付ける。プラーナが低いせいか、魔装機「ギオラスト」に搭乗しながらも、魔装機操者扱いではないが、弟子のファングに「それだけの力量を持っているのだから、正式な操者になるべき」と勧められている。ギオラストは情報収集に特化していて多少非力な機体だが、ゼオルートが最強に近い能力のため、驚異的な強さを誇った。シュウも「今の自分はゼオルートの技量に遠く及ばない」と語るほどであった。『ROE』では精霊界でのマサキの修行相手の一人として再登場する。
『POJ』にてエランの口からゼノサキス東宗家の家長だった事が判明する。
カークス・ザン・ヴァルハレビア
声 - 玄田哲章
初出は『EX』。ラングランの将軍で、バゴニア方面軍の司令官でもある。階級は大将。男性。豊かな髭をたくわえた精悍な顔つきに反して、気性が穏やかで昼行灯とまで言われ、平時においては家柄のみで将軍になったと揶揄されていた。しかし超魔装機計画を立案するなど、切れ者として資質をのぞかせていたため、フェイルは彼のことを買っていたようだ。度重なる邪信徒による王都襲撃と王都防衛計画の遅延に加え、シュウによる王都襲撃の責任を問われカラタミーフィ州に左遷される。
しかしラングランが崩壊した後は一変、軍人としての才能と野心を開花させ、カラタミーフィ州を拠点に軍をまとめ、フェイル王子が決起するまでの間、対シュテドニアス戦の指揮を執りラングランを持ちこたえさせた。純粋にラングランを思っての行動ではあったが、後に武力によるラ・ギアス全土の統一の野心を露にし、ヤンロン達の手で保護されたテリウス王子を擁立するが、シュウの説得で心動かされたテリウスが出奔すると、偽物のテリウスによる戴冠式を強行し、リューネやヤンロンらに反旗を翻される結果に陥る。また王都でのフェイル軍との決戦に敗れた後は、状況打開のためにルオゾールと手を結んだことにより部下の忠義を失う。最終的に、一度は開発が中断されたが独自に開発を続行、完成させた超魔装機「エウリード」に自ら搭乗してリューネ達に挑むが敗れ去る。49歳没。エウリードはカークスが乗ったもののほかに2体が存在し、『LOE』「第2章」でシュテドニアスによって回収され、魔装機神IIに至っては南部軍で量産されるなど、後々まで禍根を残すことになった。軍人としては、勇猛果敢ながら堅実な用兵をこなし名将としての誉れも高かった。
なお、彼の姪はフェイルロードの乳母をしていたという裏設定が存在する。
『LOE』の回想ではヤンロンに倒されたことになっている。自身が負けた後のことも色々と考えていたようで、フェイルロードと共に地上人用の送還プログラムを設置にも尽力していた。
乗機はガルガード、エウリード。
ケビン・ザン・オールト
声 - 矢田耕司（『EX』）、池水通洋（『第2次OG』）
ラングランの将軍。階級は少将。男性。52歳。王国崩壊後はフェイルの下にいる。ブローウェルを異常に強化したブローウェルカスタムを駆る。防衛戦に粘りを発揮するが、マサキにはしばしば「足手まとい」呼ばわりされている。ラングランではなくフェイルに忠誠を誓っており、最期はフェイルに殉じ戦死した（撃墜しない場合は生き残るが、その後については不明）。付和雷同しがちな性癖がある。ゲーム中はファーストネームではなく「オールト」と表記されている。
ラシル・ザン・ノボス
初出は『EX』。元々はラングラン軍の幕僚参謀の一人。フェイルロード軍の筆頭参謀を務めていた。男性。50歳。さほど戦乱が多くないラングランにおいて、戦争経験のある叩き上げの軍人で、愛国心が強い。フェイルの信頼が厚かったらしく、フェイルは自身の死後の後事を彼に託していた。また、セニアからは「優秀な参謀」と評されていた。
トールス・ザン・ゼテキネス
声 - 堀内賢雄（『EX』）、増谷康紀（『第2次OG』）
初出は『EX』。ルザック州軍国境警備隊所属。階級は中尉。男性。34歳。ゼオルートの士官学校時代の後輩でマサキとも面識がある。地上人召喚事件でルザック州にやってきたマサキと再会し、共に戦う。マサキの能力について尊敬しており、強く信頼し、「自分達には操縦できないから」とミオにディアブロをいさぎよく託すなど地上人に対して好意的。また、マサキにマドックの死を伝えた。妻子がいる。
『EX』では選択肢次第で仲間になる。仲間にならなかった場合は貰える資金が増える。
デルカバリ
ラングランの名将。「考え得る最悪の事態を想定せよ、現実は更に過酷である」との言葉を残している。『ROE』に名前のみ登場する。現役かどうかも含めて詳細不明。

### 神官階級
イブン・ゼオラ・クラスール
初出は『EX』。ラングランの大神官で、現在のソラティス神殿の神官長。女性。86歳。ラ・ギアスでもトップレベルの魔力を誇り、召喚技術の権威でもあり、地上へのゲート（通り道）を開くことができる数少ない人物の一人。もっとも本人曰く、最近は大がかりな術を使う際には量子コンピューターREBのサポートを必要としているようだ。また、ファミリアの制作やウェンディへの治療（深層心理からテューディの人格を引き剥がす）など、精神世界（アストラル界）に干渉する術にも長けているようだ。マサキによれば潜在能力を引き出すことに関してはエキスパートでもあり、ヤンロンの修行に触発されたマサキ達は、彼女の元で修行を行っている。娘夫婦と孫を事故で失っているせいか、偏屈で天の邪鬼、サバサバした性格だが面倒見のよい老婆。ほとんどの人は様付けで呼ぶが、マサキは「イブンばあさん」、リューネやプレシアは「イブンおばあちゃん」と呼んでいる。
『EX』では展開次第で命を落としてしまうこともあるが、『LOE』「第2章」では彼女が生存した場合のシナリオとなっており、『第2次OG』でも生存ルートで進行する。
フォルシュ・ゼオラ・メギストス
ラングラン政府からしばしばアンティラス隊に派遣される監察官。

### 地上人操者
リカルド・シルベイラ
声 - 小山力也
大地の魔装機神「ザムジード」の初代操者。男性。36歳。元ブラジル空軍のミラージュ戦闘機（リメイクのOGサーガでは地球連邦軍の戦闘機乗りとなっており機種などは不明）のパイロットで、軍を退役後ラングランに召喚された。初出は『LOE』だが、登場に先駆けて『EX』でザムジード登場の際に名前が語られている。
豪快で陽気なラテン気質の持ち主で、兄貴肌な性格。実直な努力家でもあり、仲間からの信頼も篤かった。ロクな教育を受けていないと自嘲してはいたが、その経歴や年齢、性格などから魔装機神操者たちのリーダー的存在で、「第1章」の時点では最も優秀な魔装機神操者だったが、終盤、ルビッカ・ハッキネンの襲撃からテュッティを庇い凶弾の前に命を落とすことになる。
かつて戦友を見捨てて生き残った過去があり、それがトラウマになっている。そのため戦場で死に急ごうとする傾向があったが、マサキの叱責により目を覚ます。
子供の頃に大事な所を引っかかれたことから、猫が苦手。かなりの酒豪の上（ベッキーとは飲み友達）ギャンブル好きで御前試合では自分たちをダシにトトカルチョの胴元を務めたりもしていた。
『ROE』では精霊界に実体化された過去の思い出として登場。ザムジードの前操者としてミオにザムジードの本来の力と大地の精霊ザムージュの本質を教えた。
ファミリアは3匹の猿。PSP版にてアメデオ、メルクル、ジョリクールと言う名前である事が戦闘シーンから明かされた。ビジュアルは不明。また、肉はレアの方が好み。
アメデオ / メルクル / ジョリクール
リカルドのファミリア。PSP版の戦闘シーンで初めて名前が明かされた。マサキの口から三匹の猿の姿をしていることが語られている。猿の種類は不明。
名前については、世界名作劇場に登場した動物から取られている。（アメデオは母をたずねて三千里の猿 / メルクルはふしぎな島のフローネのブチクスクス / ジョリクールは家なき子レミの猿）
マドック・マコーネル
声 - 島田敏
魔装機「ディアブロ」の初代操者。アイルランド人。男性。好色で、子供のプレシアから20歳近く年上のイブンまで、どんな女性にも興味を持つ。酒好きで特にアイリッシュ・ウイスキーを好む。ベッキーとは飲み友達でもあった。ゆるんだ目元とあごひげが特徴。
ラ・ギアスにはマサキ以前に召喚され、ディアブロの操者となる。シュテドニアスによるラングラン王都急襲で重傷を負い、ルザック州まで落ち延びるが死亡。後にラ・ギアスに帰還したマサキは、ルザック州軍国境警備隊員のトールスから彼の死を知った。
『LOE』での登場に先駆けて、『EX』でディアブロ登場の際に名前が語られる。『ROE』では精霊界でマサキの修行相手として再会し、過去に若気の至りでテロリストをしていたことと、大事なものを失って過ちに気付き、その後テロを取り締まる側にいたことを語っている。

### 階級不明
ミドルネームがないため階級が不明となっている。
ラテル・アクロス
声 - 森功至（『EX』）、宮坂俊蔵（『第2次OG』）
初出は『EX』。カークス軍所属。男性。童顔だが、年齢は36歳。穏健な性格の美形だが、ずけずけとものを言う性格。ミラとレスリーの直属の上官で階級は少佐。カークスの元を出奔したテリウスを追って、ブルクセン州でマサキやテュッティ達に遭遇する。「いざとなったらを殺せ」という命令が下されていたにもかかわらず、テリウスを見逃している。カークスの失脚により敗走している所をシュウと遭遇し、『EX』での選択次第では戦闘、あるいはミラと共に何処かへと落ち延びることになる。『EX』では唯一、モビルスーツ（ハンブラビ）に搭乗しているが、『第2次OG』では魔装機に搭乗している。
ミラ・ライオネス
声 - 潘恵子（『EX』）、斉藤梨絵（『第2次OG』）
初出は『EX』。カークス軍所属の少尉。女性。26歳。テリウスの世話もしていたようで、シュウに同行したテリウスの変化に気付く。ラテルに想いを寄せている。同軍だったためか、ヤンロンと面識があった。
レスリー・ラシッド
声 - 西尾徳（『EX』）、麻生智久（『第2次OG』）
初出は『EX』。カークス軍所属。魔術を使うことに長けた魔術士官で階級は中尉。男性。33歳。「マサキの章」では、テリウスを捕縛すべく「影縛り」を仕掛けるも、想像を超えたテリウスの魔力によって破られてしまっていた。自己陶酔・独善的な面が目立ち、初歩の術であり、しかも調和の結界が破れたゆえのデモンゴーレム召喚を己の実力と思い込んでチカらに呆れられたばかりか、背教者シュウの打倒を口実に軍規を破り、部下に術をかけて強引に戦闘を行わせるという暴挙におよんだ。『EX』では最後にシュウと戦い戦死する。

### その他の国民
ピア
ゼオルートの妻だったが、現在は家を出ておりバゴニアで暮らしているが、元々バゴニア国籍だったのか、離婚後に移住しただけなのかは不明。「母には母の事情があった」とプレシアは発言しており、単に愛想を尽かして出て行っただけではないようで、DS版『LOE』ではゼオルートの死後にプレシアの引き取り申請もしている。『LOE』に名前のみが登場。
ザボト・ゾラン・ラクシュミア
初出は『EX』。ラングランの大神官。男性。テリウスの戴冠式の儀式を執り行った。その際、テリウスの母ナタリアのミドルネームを「ゾラム」と呼んだことにテリウスが反応を示さなかったことが、影武者発覚の切っ掛けとなった。
ルビット
『EX』に名前のみが登場。マドリーラ州の軍人。地上人召喚事件でショウ・ザマらを助けた。マサキと面識があるらしく、「あのおっさん」と呼ばれていた。階級は大尉。『第2次OG』ではデメクサが似たような役割を受け持ったためか名前すら出なくなった。
レグ
『EX』に名前のみが登場。女性的な響きの名前だが、作中性別については明言されていない。トールスの部下。召喚されたばかりのミオの世話を任された。ミオに事情を説明したらしい。
グラム外務卿 / ラフィット中将
共に『LOE』に名前のみが登場。この二人がクリストフ（シュウ）が地上にいると話しているのを立ち聞きしたテリウスは、シュウが何らかの密命で地上に出ているのでは？ と推測していた。
ジーン・ラアス・ラッカー
設定にのみ存在する人物。魔装機計画における設計の中心人物であり、ガッデスなどを設計した。また、練金学士であると同時に著名な芸術家でもある。
彼はガッデスの開発に心血を注いでおり、同機の装甲ラインのデザインは彼自身の手による。
キャンバー・ラアス・ルフラン
設定にのみ存在する人物であり、上記のジーンの直弟子。
師であるジーンと共にファルクを設計した。
ランドール（初代）
5000年ほど前の人物で、フルネームはランドール・ゼノサキス。当時のラングランは共和制であり、階級民主主義を施行していなかったためミドルネームはない。ゼオルートの先祖で「剣神」の異名をとるほどの剣の使い手だったらしい。自身が学んだ無窮流に当時派生し始めた魔術を応用する事で神祇無窮流を興した人物でもある。また、現在の神聖ラングラン王国建国に関わった人物でもあり、後のラングラン王家に繋がるある女性と結婚したが、その事はラングラン王家の一部の人間しか知らず、世間的には生涯独身だったとされている。後にマサキがこの名を聖号として襲名する。ルオゾールによれば、かつてヴォルクルスと戦ったらしい。また、エランによるとラスフィトートとも戦っており、長期の封印を施している。魔装機神の原作者、阪田雅彦のweb小説『ラングラン戦記』では16歳当時の彼の活躍が描かれており、それに依れば、方向音痴、女性の気持ちに鈍感などマサキとの共通点が多々見られる。

## シュウ一行
シュウ・シラカワ［白河 愁］(Shu Shirakawa)
声 - 子安武人
『第2次』から登場。男性。『LOE』など旧シリーズでの設定では21歳だが、『OG』設定では22歳になっている。『OG』と『魔装機神』の物語の進行で、現在は25歳前後、24歳と推定される。身長184 cm、体重61 kg。波打つ紫の髪と貴公子然とした雰囲気を持つ美男子。長身痩躯で、礼服のような服装と白いコートを着ている。
十指に渡る博士号を持つ天才科学者であり「メタ・ネクシャリスト」の異名を持つ青年。ラ・ギアスにいた頃は、魔装機の開発に関わり、そのテストパイロットも務めていた。軍部と外務省絡みの何らかの密命により地上に上がり、独自の目的を果たすため国連軍に参加し、自ら設計、武装のプランニング、OSの開発を行った強力無比な機動兵器「グランゾン」のパイロットをつとめている。『第2次』ではビアン・ゾルダークの側近的位置をつとめた。クールな二枚目で誰に対しても敬語で接するが少々慇懃無礼な所があり、気取った所が多々見られる。『第2次』では流竜馬から、『OG』ではイルムから「ハヤトorライより気障な奴がいるとは」といった感想を待たれている。
その冷静さとは裏腹に高い独立心を持ち、何よりも自由を愛し、自分を束縛する者や利用する者はたとえ神であろうとも容赦のない報復を与える。マサキとはただならぬ因縁があり、ときには乗り越えなければならない最大の敵として、ときには互いのことを最も理解しあう友として、幾度と無く彼と対峙する。敵対時のシュウはマサキを煙に巻いて、戦おうとはしないことが多い。ただし、ROEで変に考え込むようになったマサキがいつも通り自分に食って掛かってくるようになったときは嬉しそうな素振りを見せた。
冷静沈着で考えの読めない性格だが冷酷ではなく、ヴォルクルスの支配から解放された後は、サフィーネやモニカ、テリウスらのことは仲間として認め、サフィーネがヴォルクルスに操られたときは自分がとどめを刺すことを約束したり、テリウスを叱咤したりと、彼らのことを気にかけ心を砕いている。彼女らのことを「家族のようなもの」と語っていたらしい。また、フェイルの余命とそれによる焦りを結果的に利用していたが、彼の死後、グッドサンダーチームに「フェイルは苦しまずに死ねたか？」と言った内容の発言で訊ねており、従兄弟としての情ものぞかせている。幼い頃からの付き合いであるセニアやモニカ、ウェンディもシュウが本来、穏やかな心の持ち主であることを理解している。また、テュッティもガッデスの操者候補だった頃にシュウと面識があったようで、ラ・ギアスの元々の住民以外では唯一彼をクリストフの名で呼んでいる。シモーヌも「面識がないか」と尋ねたことがある。
本名は「クリストフ・グラン・マクソード」。純粋なラ・ギアス人に見えるが、実際にはアルザールの弟、大公カイオン・グラン・マクソードと、地上人のミサキ・シラカワとの間に生まれた混血であり、大公子に当たる。地上人との混血ゆえに高いプラーナを持ち、また、王族の血統に由来する高い魔力の持ち主であり、魔術にも長け、『EX』で彼の元にいた地上人を地上に送還している所を見ると、「ゲート」を開くことも出来るようである。また、練金学的な知識も多分に持ち合わせており、「咒文記憶素子」などのマジックアイテムの開発を行っている。ラ・ギアスの神聖ラングラン王国の王位継承権（順位は第3位）を持っていたがラングランを襲撃した際に「クリストフ・ゼオ・ヴォルクルス」と名乗り、王位継承権を捨てている。シュウ本人としては「シュウ・シラカワ」としての名前が気に入っているため、基本的にはその名前を名乗っている。「白河」は地上人である母の姓で、元々「愁（シュウ）」と言う名も母親がつけたプライベートネームである。現在では「背教者のクリストフ」として方々から（ヴォルクルスを倒してからは教団からも）恐れられている。
邪神ヴォルクルスとの契約によって半ばヴォルクルスに操られているような状態となっていたシュウは、『LOE』「第1章」終盤にて王都ラングランに宣戦布告を行い、陽動作戦で王都の守備が手薄になった隙にシュテドニアス軍を導いて壊滅に追い込んだ。その後は『第2次』で地上世界で世界征服を目論むDCに加担し、『第3次』でインスペクターと呼称される異星人が襲来すると、ロンド・ベル隊に協力してこれを打倒している。しかしロンド・ベル隊が自らが戦うに値する存在と認めると突如反旗を翻し、地球に攻撃を仕掛けると宣言し戦いを挑む。その目的はヴォルクルスに支配されている自分を殺させるためで、ロンド・ベル隊に倒され死亡する。『EX』冒頭でルオゾールの蘇生術によって復活するが、この術が不完全で記憶の復元は不完全であったため、契約の記憶も失い結果的にヴォルクルスとの契約が消滅した。このお陰で自我を取り戻し、自らを利用していたヴォルクルスへの復讐のためにこれを復活させ倒すことに成功する。『第4次』および『F/F完結編』では、かつて南極事件の際にグランゾンを利用したティニクエット・ゼゼーナンに対して復讐するために暗躍、ロンド・ベルに協力する（『第4次(S)』では場合によっては敵に回ってバッドエンドになってしまうことも）。
『LOE』「第2章」では、ほとんどのルートに登場せず（サフィーネによれば、何かを研究をしているらしい）、「邪神降臨」ルートでのみ仲間にすることが可能で、マサキ達と協力し復活したルオゾールやヴォルクルスと戦うことになる。この際、欠けていた記憶の大部分が蘇っていたことにより、再びヴォルクルスに操られるが、マサキの「説得」によりシュウが自力で精神支配をはね除け、真ナグツァートを倒している。また、「邪神降臨」ルート以外では、シナリオ「非情の天使」にも登場し、こちらのルートでも復活したヴォルクルスと戦っていたようだが、マサキ達の協力を仰がずに、単独でヴォルクルスを倒している。前述の通り、今でも背教者として指名手配されているらしく、EDではモニカ、サフィーネと共に王都を去ることになる。「魔装機神」の関係者にとって最終的な時間軸となるこの場面では、人間的に大きな成長を遂げたマサキはシュウの真意を知って無闇に敵視することはせず、シュウもマサキを良き理解者でありライバルと認めている。『ROE』ではルートによって再びマサキ達と交戦する事もあるが、それはヴォルクルス教団にある目的を果たす為（またはマサキ達より先にエルシーネの正体を確信し、彼女と敵対する為）。また、プレシアとの確執も一段落着いた。
同人誌で発表された小説『闇の記憶』では、シュウの幼少期についてが語られている。シュウは地上人の血を引くせいで有形無形の嫌がらせを受けていた。父カイオンは息子であるシュウにもシュウが受けている迫害にも無関心で、ミサキだけがシュウを庇っていた。シュウと同様に冷ややかな扱いを受けていたミサキは次第に郷愁に駆られて内に閉じこもることが増え、カイオンもそんな妻への愛情を失った。その結果、さらに孤独になり情緒不安定に陥った母親のミサキ・シラカワが、地上への帰還を望むあまり、最愛の息子であるシュウを生贄にしてしまった。このとき、シュウは死への恐怖から絶対的な力が欲しいと心の底から望み、それが「類似の法則」に従いヴォルクルスが召喚され、ヴォルクルスとの契約が結ばれることになった。彼が垣間見せる人間（特に女性）に対する深刻な不信感の強さは、この事件に由来する。
『αシリーズ』においては『α外伝』において、月面の決戦で完全に死亡。ここまでのシナリオは旧シリーズの『第3次』までを踏襲しているが、以後『αシリーズ』では魔装機神が未登場となったため、旧シリーズ同様に復活できたかどうかは不明。
『OGシリーズ』においてはEOTI機関に所属、グランゾンのテストパイロットを務めていた。そしてゲストとの降伏交渉に攻撃を加えるという「南極事件」を引き起こし、DCの一員として反旗を翻す。ビアンの片腕的存在であったが、DC壊滅後はどの組織にも属さず陰で暗躍。しかし時折マサキに助言や情報をもたらすなど力を貸すことも。しかし『OG外伝』において、最終話に突如敵となる。ダークブレインを倒した鋼龍戦隊を自分が本気で戦うのにふさわしい相手とみなし、グランゾンをネオ・グランゾンに変貌させ立ちはだかった。倒される際に「これで全ての鎖から解放された」と言い残し、死亡。グランゾンの開発に関わったエリック・ワン曰く、シュウはどこか死に急いでいる様子であったと言う（エリック・ワンとはグランゾンを破壊できる兵器を開発して欲しいという約束も交わしていた）。その後『第2次OG』にて『EX』と同様ルオゾールの手で復活、『ダークプリズン』を経てモニカ、サフィーネらと共に地上に上がり、『第4次』『F』と同様ゼゼーナンに復讐するために活動する一方で、特異点崩壊の際にガイアセイバーズに打撃を与えたりしている。終盤ロフを救出して鋼龍戦隊に合流、共にゼゼーナンを倒すことに成功し、ユーゼスの野望を鋼龍戦隊と共に打ち破った後、ゴライクンルと戦っているセレーナ達と合流してクェパロクを打倒した。
『αシリーズ』ではヒュッケバインの暴走事故がエアロゲイターによって仕組まれたものであることを看破していたが、阻止することで逆に地球へのエアロゲイターの侵略が早まることを避けるために傍観している。しかし、密かにヒュッケバインが暴走を起こしてもパイロットが助かるように細工していた（しかし、この暴走でテストパイロットのライディース・F・ブランシュタインは左手を失ったため、彼の相棒であるリュウセイ・ダテは暴走を阻止しなかったシュウに対して激怒していた）。なお、『OGシリーズ』ではヒュッケバインにシュウは関わっていないが、『第2次OG』でビアンから託されたトロニウムを、マサキを通じて鋼龍戦隊に譲渡しており、このトロニウムはエグゼクスバインに使用されることとなる。
スパロボで（自分のLV+-のスパロボを含めない場合）唯一のLV99のラスボス（『第4次』）であり、ほかには『第2次Z』においてガイオウの例があるのみ（クロウの選択でレベルが99になるパターンがある）。
専用BGMは「ダークプリズン」、「ダークプリズン（Ver.OGDP）」（ネオ・グランゾン（『OGDP』））。「ダークプリズン（Ver.OGDP）」は「Trombe!」と同じくシステム変更BGM、ボスBGMよりも優先される。
チカ
声 - 桑島法子
シュウのファミリア。一見、青い文鳥のように見えるがラングランに生息する鳥、「ローシェン」の姿を模している。一人称は「あたし」だが性別はオスで、精神年齢も人間で言えば10歳ぐらいの子供に相当する。シュウの性格に反してお喋りで、ときにかなりの暴言を吐くこともある。そのため、マサキがクロとシロをけしかけようとしたとき、シュウは全く止めようともせずむしろいい薬だとすら言っていた。ただしチカ本人に言わせれば自分は「口が堅いので有名」らしい。グランゾンのレーダー手を務めてはいるが、主人の勘が非常に鋭いため出番は少なく、もっぱらシュウ一行の賑やかし役となっていることが多い。
守銭奴で金銭に関しては意地汚く、蘇生したばかりのシュウが記憶がないことをよいことに、貸してもいない借金の返済を催促しているほか、「お金の匂い」を嗅ぎつけるなど言った特技を持っている。使い魔が主人の無意識から作られるという設定を考えると、シュウにも無意識とはいえそんな一面を持っていることになる。鳥なので、猫のファミリアのクロとシロを恐れている。ゲーム中、通常では不可能なプレイを行うと、プレイヤーの改造行為を疑うツッコミを入れてくることがあり、ミオと並んでメタフィクション的な発言が多い。名前の由来は特撮番組『光速エスパー』に登場するサポートメカ「チカ」から。
ボイススパログにおいてシュウがサイバスターに乗った際にハイファミリアを使う為に試作として1体作ったものであった事が明かされた。本来はチカの対になるもう1体が作られるはずだったが、チカのやかましい性格にシュウが辟易してしまったため、現在もシュウのファミリアはチカのみとなっている。
サフィーネ・グレイス（サフィーネ・ゼオラ・ヴォルクルス）
声 - 小山茉美（『第4次S』）、深見梨加（『F完結編』以降）
初出は『EX』。代々ヴォルクルスに仕える家系の出の女戦士。シュウにとっては対等な仲間であるが、本人は部下あるいは「忠実なしもべ」と称している。通り名は「紅蓮のサフィーネ」であり、背教者としてラ・ギアスではかなり有名なようだ。赤みがかった色の髪に、ボンデージ風のレザードレスを纏い、非常に大人っぽい美貌を持つが、まだ21歳という若さであり、ヤンロンやテュッティよりも年下である。スリーサイズは92・60・91。戦闘時のセリフは卑猥な行為を連想させる内容となっている。モニカ曰く、下品で、タカビーで、サドで、マゾで、ニンフォマニア。ちょっぴり性格が悪くキケンな人物。マゾなので拷問などは意味がないが、さすがにヤンロンの説教だけは恐怖を覚えている。そのため、脅し文句としてマサキやワグネルに「ヤンロンに説教をさせる」といわれた。
常人離れした性格だが、明るく裏表がない上に間が抜けているためヴォルクルス信者ながら陰がなく、根っからの悪人ではない。一時的に共闘していたルビッカが催眠術でテュッティを操りリカルドと戦わせた場面では、多少の嫌悪感を示していた。また、『第4次S』ではカロッゾ・ロナによって拉致されたプレシアを救出するため奮闘するマサキとリューネを成り行きとはいえ助けている。
シュウのことを愛しており、深く崇拝している。シュウを巡ってモニカとはよく喧嘩をしている。『LOE』「第1章」から、シュウの手足としてヴォルクルス復活のためにマサキ達と何度となく小競り合いを繰り返す。魔装機神操者達とは長い付き合いで、特にヤンロンとは因縁があり、情報交換などで接触をすることもあり、『α外伝』ではヤンロンを茶化すこともある。展開にもよるが、必殺技・ダークネスボンテージをあみ出したのも、ヤンロンの修行に影響されたためである。
『EX』「シュウの章」でもシュウに付き従い、ヴォルクルス復活のため奔走する。手違いでヴォルクルスの分身が大量発生した際には、シュウと共にこれに立ち向かい、ヴォルクルス復活の際にルオゾールが生贄にされた場面では、分身に立ち向かっていなければ自分も生贄にされていただろうと推測している。復活したヴォルクルスには契約をもって支配されそうになるが、「シュウ様と○○○○する」といった趣旨の台詞を発してこれを跳ね除ける。この伏字の中身は不明だが、モニカは「下品」と評した。当のシュウにとっては、反応を見る限りサフィーネがヴォルクルスの支配を逃れたことの方が意外だったようである。この時点でレベル30以下だと死亡する展開となるが、『第4次』および『LOE』「第2章」では支配を跳ね除けた展開を踏襲し引き続き登場する。この件以降ヴォルクルスの名を棄て、苗字を本来のグレイスに戻したようだが、ミドルネームは名乗っていない。モニカの影響で「乙女モード」という性質が追加され、妄想が暴走することも。
シュウやルオゾールほどではないが魔術に長け、操者としても一流、さらにメカニックにも精通しており、愛機ウィーゾルを改造してウィーゾル改をつくり上げた。『EX』ではゴーショーグンの修理やズワァースの強化改造を行っている。鞭を使用した白兵戦もこなし、『POJ』ではウーフとバシュリエの二人を一人で退けている。
エルシーネは彼女の姉。姉妹仲はとても良いが、姉がヴォルクルス教団の大司教を務めている事は知らなかった。なお、姉と姓が違うが理由は明かされていない。
モニカ・グラニア・ビルセイア
声 - 皆口裕子
初出は『EX』。神聖ラングラン王国の第2王女でセニアの双子の妹。第2王位継承権を認められるほどの高い魔力の持ち主。姉のセニアとは対照的におっとり系で独特な喋り方をし、間違った文法で話すことが多々ある（その度にシュウやテリウスに突っ込まれる）が、慕っているシュウをめぐったサフィーネとの喧嘩ではヒートアップした姿もみられる。姉のセニアが青みがかった色の髪をしているのに対して、彼女は栗色の髪をしており、一房に纏めて大きな三つ編みにしている。胸は初期の頃より成長していて『ROE』の頃にはセニアを1センチ超え、以後度々胸の事を持ち出して挑発している。
シュテドニアス軍侵攻の際、敵国の王女として捕縛、王都内の神殿にセニアと共に幽閉されていたが、ルオゾールが必要としていた「ヴォルクルス復活の為の生贄」としてシュウによって救出される。当初はモニカ自身も含め皆、シュウが彼女を求めたのが邪神への生贄であると思っていたが、実際はシュウの本当の目的を果たすための囮であり、純粋な協力者としてであった。そして、ヴォルクルスの復活と抹殺の以後は、シュウと行動を共にすることになり（『EX』）、『第4次』『第2次OG』では地上世界の新宿などにシュウ達と共に出現し、火星（『第2次OG』では月）でのゲストとの決戦にも参戦した（ただし、『F』および『F完結編』には登場していない）。『LOE』「第2章」では「邪神降臨」ルートにのみ登場するが、戦闘には参加しない。前述の通りのおっとり系であったが、シュウ達と行動する様になってからは精神的に強くなり、行動的になった。また、「第2章」ではサフィーネの嫌味を軽く受け流せる様にもなっていた。『ROE』ではルートによってシュウとテリウスと共にアンティラス隊と合流（会話でほぼ登場しないが出撃できる）、または敵として登場する。
特技は予言でその能力は王宮付きの未来見と比べても遜色がないほどである。王女ながら家事全般を得意とし、洗濯をしている場面もみられる。『LOE』「第1章」ではサフィーネに人質にとられ緊縛されボールギャグをかけられたことがある。
乗機はノルス、ギルドーラ（『EX』のみで条件によって搭乗する）、ノルス・レイ。
テリウス・グラン・ビルセイア
声 - 石田彰
初出は『EX』。アルザールの側室ナタリアの子供で、庶子。第4王位継承者（後にシュウが継承権を放棄したことにより第3位に繰り上げられる）。フェイルロードらとは異母兄弟にあたる。典型的な無気力、無感動、内向的な性格で、小さな頃はセニアにいじめられて泣かされていたらしい。紫掛かった色の髪をオールバックにしている。
ラングラン崩壊後行方知れずになっていたが、ヤンロン達によって保護される。その後、カークスによって傀儡の王に仕立て上げられそうになるがシュウの説得により出奔、以後シュウと行動を共にするようになる。自分を認めてくれたシュウに同行する内に彼の今後に興味を持ち、その行く末を見届けようと考えるようになる（『EX』）。
実は兄弟の中でも最も高い潜在的な魔力を持っており、人間が自力で解くことはまず不可能な「影縛り」を解除するという離れ業を見せたことがある。また、『EX』では直感の成長の値に補正がかかっており、かなり驚異的な伸びを発揮する。『第4次(S)』や『LOE』にも登場するが、戦闘する機会はない。モニカと同様、『ROE』ではルートによってシュウと共に味方または敵として登場する。なお、シュウと行動する様になってから大分経つが、いまだにシュウという彼の今の名前に慣れておらず、度々「クリストフ」と言いかけてしまい、その度に言い直している。
乗機はガディフォール。
アーマラ・バートン
声 - 池澤春菜
初出は『第2次OG』。
詳細はゼ・バルマリィ帝国#アーマラ・バートンを参照のこと。

## ヴォルクルス教団

### 預言者
ヨーテンナイ
声 - 田中真弓
『COE』に登場。ROEの時点ではオープニングとエンディングのみに現れた、正体不明の人物。大司教より上の立場にある、唯一絶対の「預言者」。台詞が全て文語文表記となっており、読みづらい（「よう」は「やう」、「とう」は「たう」、「い」「イ」は「ヰ」、「え」「エ」は「ヱ」、「お」は「を」になる）。
元々は55000年前に存在した古代トロイア文明の人間であり、三邪神を精霊界に封印するための生贄であり鍵である存在としてその肉体を使われた（文語文表記の台詞は、古い時代の人間であることの表現）。その封印の際に張られたのが、現在ラングランと呼ばれる地を中心に展開されていた「調和の結界」である。当時の封印地は荒野であったが、地下に古代の遺跡と霊脈が通っており、そのために邪神封印の場所として選ばれ、またその魔力によって後にラングラン王国が興るきっかけとなった。
ラングランの王族はアルザールやフェイルロードのように、結界に魔力を供給する義務を負うが、これは結果的には王宮の地下深くに存在するヨーテンナイへと捧げられることになっており、そのまま彼女の力へと変わっていた。また、ヨーテンナイ自身も己の命を保持するために結界を維持しており、その結果「調和の結界」を通じてラ・ギアス全土に魔力が供給されていた。
アストラルエネルギーによって不老となり、現在まで生きながらえている（つまり、生身でアストラルシフトと同様の状態に置かれている。本人曰くもっと高度な術のようだが、基本は同じ）が、本来の天命が既に尽きて久しく、アストラルエネルギーを失う＝三邪神の封印が解けると死亡してしまう。そのため、己を縛りつけたラ・ギアスへの復讐と、自由を手に入れるための計画として、ラ・ギアスを地上含むあらゆる世界から遮断し、絶対・相対問わず全ての時間を停止させる『静死の棺』なる計画を目論んでいた。ラスフィトートの復活はおろかポゼッションの発動すら計画の一部であり、全てはアストラルエネルギーを物質界に流し込むためのものであった。
そして、三邪神の復活、四体の魔装機神のポゼッション発動、潜伏地点に存在していたクロスゲートから謎のエネルギーが流れ込んできたこと、そしてシュウ曰く「アレの力」を切っ掛けとして、行動を開始。全世界に「マグゥーキ」と呼ばれる生物兵器を送り込み、自らもレヱゼンカヰムに乗り込み魔装機神と対決。彼らを捕えることに成功し、静死の棺も完成かと思われたが、シュウたちの行動によって魔装機神が解放。そのまま潜伏場所に攻め入られ対決、撃破された。
それでもなお、アストラルエネルギーを降ろそうと試みたが、凝集したアストラルエネルギーにより、三邪神の魂が大元の巨人の姿に戻ってしまったことにより力の源泉が断たれ、レヱゼンカヰムごと跡形もなく消滅した。
専用BGMは「トロイアの呪縛」。

### 崇使
アディーナム
声 - 田村睦心
『COE』に登場。ヨーテンナイに仕える崇使の一人。仮面は左側、聖痕は左目。残虐な性格で、人間をおもちゃのように扱う。
シュテドニアスの政府関係者を人質に、軍関係者をおびき出す作戦を立て、ロヨラを殺害、レッフェンを生贄としてグラギオスを復活させた。
ラングランでの戦いにおいて、レイブレードHBの「ディスインテグレータ」を受け、初の敗北を喫する。
これによりサキトに並みならぬ復讐心を抱き、次の戦場でリベンジを試みるも敗死。
乗機はゾードクヲン。専用BGMは「迫りくる敵」。
ヴァールニーヤ
声 - 保村真
『COE』に登場。ヨーテンナイに仕える崇使の一人。仮面は右側、聖痕は右目。名は「碧の目の英雄」を意味する。

### 神官・司教
ルオゾール・ゾラン・ロイエル
声 - 青野武（PS版『EX』）、銀河万丈（PSP版『LOE』）
初出は『EX』。破壊神サーヴァ=ヴォルクルスに仕える闇の神官で通称「魔神官」。男性。年齢不詳（設定上は40代後半程度とされる）。口調は丁寧だが、性格は冷酷非情であり目的のためならば手段を選ばないが、説教好きな一面があり、サフィーネやチカは彼から度々小言を言われていた様子。また、『EX』ではチカの使い魔らしからぬ言動は悩みの種だった模様。ミドルネームが示す通り、元はラングランの貴族階級の出身らしく、自らを「闇の貴族」と称する。
死と破壊を求める狂信者であり、邪神ヴォルクルスの復活を目論み、シュウの手足としてラングラン王都を度々襲撃し混沌に落とし入れた。地上世界の戦闘でシュウが死亡すると、研究中の蘇生術でこれを蘇らせヴォルクルス復活のための本格的な行動を開始する。しかし、シュウ個人のために行動していたサフィーネと異なり、ヴォルクルスへの信仰心が深かった彼は、シュウによってヴォルクルス復活の生贄に捧げられて死亡した。
しかし、ヴォルクルスと融合した真ナグツァートと共に蘇り、シュウへの復讐を開始する。マサキ達の行動次第で、シュウ一派単独かマサキとシュウの連合軍により倒される。
乗機はナグツァート。専用BGMは「巨大な闇」。
サティルス・ギャレール
声 - 阪脩
『ROE』に登場するヴォルクルス教団の大司教。
仏教僧のような姿をした男。ルオゾールの盟友であり、彼より譲り受けたナグツァートに搭乗する。
乗機はナグツァート改。専用BGMは「巨大な闇」。
グレプス・ボーバード
声 - 西凛太朗
『ROE』に登場するヴォルクルス教団の司教。
メカに拘りがあるらしく、ルートによってセニアとボーヰンについて語り合うこともある。撃墜された時も修理代を気にしている。
乗機はボーヰン。
エルシーネ・テレジア（エルシーネ・ヴォルクルス）
声 - 久川綾
初出は『ROE』。ネストリアス教の教母で、アクアビナ修養会キュリウス派の尼。有名な修道女で、非暴力、不服従の理想を掲げ、アンティラス隊にその理想を説く。シュテドニアス分離に際して統一の為の演説を行う。しかし、全ての戦争を否定するという考え方は、リューネたちからは綺麗事として快く思われていない。
サフィーネの実姉だが、妹とは正反対の性格をしている。治癒術士としても優れた力を持つ。
正体はヴォルクルス教団の大司教。その理想とは裏腹に教団信者特有の人間の命を何とも思わない非道な面を持ち、ヴォルクルスの完全復活の為には手段を選ばない。また、治癒術以外にも、ヴォルクルス教団のみに伝わる失われたと言われる魔術も使いこなす。
その一方で、ルートによってはウェンディを治療したり、ヤンロンに愛を告げたりと残虐な面とは別の面も見せる。色恋とは無縁だったためヤンロンが初恋であり、その感情をもてあましていた。最終的にアンティラス隊との戦いで死亡する。
乗機はボランゾルン。専用BGMは「決別の時」。
ワッシャー・ニールカン
声 - 柴田秀勝
『POJ』に登場する。ファングの母方の祖父。当初はグラギオス研究の専門家としてネギラス・バエンの偽名を使ってバゴニア内に潜伏しており、教団に狙われるのを危惧したアンティラス隊に保護される。後に研究を手伝わせることになったファングに祖父だと気づかれ、グラギオス研究に協力させる。
実はヴォルクルス教団の司教であり、グラギオスの研究をしていたのは死んだ妻と娘夫婦をその力で蘇らせるため。そのためフリングホルニに乗艦してからはヴォルクルス教団と密かに連絡を取り、復活の準備のために暗躍していた。
スパイ行為に気づかれた後は艦から脱走、追ってきたファングを言いくるめるが、真意に気づかれると拒絶され、最終的に彼に討たれた。しかし、機体自体が精霊石化していたこともあり、妻と娘夫婦の幻影を見て果てる。
乗機はペンタルコス。専用BGMは「巨大な闇」。
ピレイル・ボーラセン
声 - 檜山修之
『POJ』に登場するヴォルクルス教団の司教。
陰鬱とした雰囲気で、後ろ向きな発言も多いものの、魔力、智謀共に非常に秀でており、油断ならない実力を持つ。
乗機はモーヴァ。専用BGMは「巨大な闇」。
ボーロ・フェイブル
声 - 島田敏
『COE』に登場するヴォルクルス教団の大司教。道化師のような格好をしている。
乗機はモーヴァ。専用BGMは「巨大な闇」。
ブラッシュ・ネンバー
声 - 廣田行生
『COE』に登場するヴォルクルス教団の大司教。厳格な人物で「断罪者」の異名をとる。
乗機はモーヴァ。専用BGMは「巨大な闇」。

### 司祭
ロイズ・レクセルス
声 - 勝生真沙子
『POJ』に登場するヴォルクルス教団の司祭。
ヴォルクルスの完全復活の鍵となる創造神グラギオスについて研究している。
乗機は多極式ボーヰン、ギュヰリ。
ベルガ・メンフィス
声 - 掛川裕彦
『POJ』に登場するヴォルクルス教団の司祭。
ロイズと共にピレイルの指示の下で活動している。34年前に入信したての頃、ゼノサキス南宗家と艮裏家が共同してヴォルクルス教団を掃討する作戦に対して、艮裏家側を殲滅する任務に従事していた。そのため、ソーンにとっては敵に当たる。
乗機は多極式ボーヰン、ギュヰリ。

### 実行部隊
ウーフ
声 - 楠大典
ヴォルクルス教団の暗殺者。ただし、色々邪魔が入ってまともに殺せた例が少ない。セニアから「神の名を騙るのか」と問われるが、ガエンと違いウーフは神の使いとの事。かつてサフィーネと交戦したことがあり、その時はサフィーネを退けている。しかし、『POJ』でバシュリエと二人がかりで交戦した時は逆に退けられている。ガエンからも警戒される実力を持つ。
乗機はヂーヱン、ボーヰン、多極式ボーヰン、ギュヰリ。
ヌル・ツーホーク
声 - 難波圭一
ヴォルクルス教団の実行部隊の一人。変装術を身に付けており、銀の魔法士「カテキス」の名を騙る詐欺師。
ラスフィトートの力を得ようとアンティラス隊に戦いを挑むが、最期はウーフに裏切られ、逆にラスフィトート復活のための生け贄にされた。
乗機はヂーヱン。
バシュリエ・ドローゼン
声 - 高乃麗
『POJ』に登場。ヴォルクルス教団の実行部隊の一人。ウーフとガエンの暗殺術の師匠であり妙齢であるものの術で若々しく保っている。咒符タガーの使い手。
乗機は輕裝式ヂーヱン、多極式ボーヰン、ギュヰリ。

### その他教団関係者
フォーラン・デイクセン
声 - 山崎和佳奈
『POJ』に登場。エルシーネが表の顔として利用していたネストリアス教アクアビナ修養会キュリウス派の尼であり、彼女の付き人をしていた女性。エルシーネを慕っており、以前ウーフによる暗殺騒ぎの後、術により彼女の影武者として、立ち振る舞いやモノマネなど本人に相違なくこなせるまでに至り、エルシーネの死後、アンティラス隊ひいてはヤンロンに罪を償わせるべくピレイルと共謀し、魔術によって変えたエルシーネの姿でヤンロン達の前に姿を現す。
自分の復讐のためにネストリアス教徒を扇動し戦力として利用する。正体が露見するとピレイルからも見放されるが、弱者を庇護すると言う名目でソーンに助けられ、以後彼と行動を共にし、その最後まで彼に付き従った。
ヴォルクルス教団の関係者ではないものの便宜上ここに記述する。
乗機はボランゾルン。専用BGMは「決別の時」。

## シュテドニアス連合

### ゾラウシャルド一派
グレイブ・ゾラウシャルド
声 - 谷口節
シュテドニアス連合の大統領であり、またケイブンシャ刊の『スーパーロボット大戦EXを一生楽しむ本』によると同連合を構成する国家の一つレスデン共和国の与党・共和改革党の党首でもあり、年齢は58歳。大統領らしく上等そうなスーツ姿の壮年男性。ラングラン王国で推進されていた「魔装機計画」が近隣諸国への武力侵攻のための軍備増強ではないかという懸念を抱き、特殊工作隊のラセツを通し反ラングラン派のテロリストを支援し戦争工作を行っていた人物。
また巨大軍事産業複合体「トリニティ」をバックに持ち、その利益のために神聖ラングラン王国に戦争を仕掛ける。つまり、彼がラングラン動乱を引き起こした張本人である。
表向きは「国家のために」を強調し、それを体現するべく自らエウリードに乗り込んで戦うといった一幕もあった。ルートによっては死なないまでも失脚することとなる。また、ラセツに謀殺されてしまうこともある。
政治的な手腕に優れてはいたものの、独善的で政治上の敵が多かった。そのため、前述のエウリードに乗って戦う展開の際に死亡した後、反大統領派が巻き返したことで、ラセツは後ろ盾を失うことになる。
『ROE』では死亡したルートの続きとなっており、結果的にシュテドニアスが南北に分裂することになり、ロドニーから「良くも悪くも重しだった」と評された。
専用BGMは「巨大な闇」。
ラセツ・ノバステ
声 - 成田剣
シュテドニアス連合軍大佐。男性。年齢は『LOE』第2章の時点で33歳。特殊工作部隊「デオ=シュバイル」の隊長。「第1章」当時は神聖ラングラン王国に潜入、反政府ゲリラ「ラングラン解放戦線」を支援（この際、マスクを着用したため、素顔が判明するのは「第2章」からである）。
智謀とカリスマ性に長け、士官学校を首席で卒業後同隊に配属。工作活動等で成果を挙げて4年で大佐にまで昇進。特殊工作隊の功績は表沙汰に出来ないため10年以上階級が大佐止まりだが、中将クラスの発言力を有し、政財界にもコネクションを持つ。ゾラウシャルド大統領からも絶大な信頼を得ているらしく、白紙委任状を与えられていた。ルート次第ではクーデターを起こし軍部を掌握し、さらに別のルートではゾラウシャルドを暗殺し、シュテドニアスの覇権を完全に握り、トリニティを解体させる。
野心が強く冷徹だが、恵まれない子供や女性には優しい一面も併せ持ち、慈善事業や基金設立などに積極的で愛国心は強い。また、「ラングランとの戦いが終われば戦争は不要」としてトリニティを解体させるなど、決して純粋な悪人ではない。そのためか、ムデカなど妄信する人物もいる。ウェンディからは「自分に従うものに対しては情け深いが、そうでないものに対しては非情な男」と評される。また、女性に紳士的で、シュテドニアス軍の虜囚だったシモーヌを解放し、その行動を黙認した。
切れ者とされるが、人の顔を覚えるのが苦手という欠点を持ち、ロドニーとの面識がないシモーヌを除きひょっとこ仮面の正体を見抜けなかった唯一の人物である。また、第1章でマスクを着用しただけで完璧な変装だと思い込んでいた。
乗機はバフォーム、ダイオン、ジンオウ、エウリード、デュラクシール、イスマイル、バイラヴァ。専用BGMは「巨大な闇」だが、『LOE』の「第1章」時点ではプレイヤー側のBGMが優先される。
カンツォート・ジョグ
声 - 目黒光祐（PS版『EX』）、金野潤（PSP版『LOE』）
初出は『EX』。シュテドニアス連合軍少佐。男性。26歳。第102特殊工作小隊の隊長。上司同様、部隊の特性から少佐で小隊長を務める。『LOE』「第2章」当時はラセツの指揮下に入り、彼の副官的立場に就いていた（SFC版ではこの際、中佐に昇進しているが、DS版では少佐のままになっている）。プロ意識の強い根っからの職業軍人的気質の持ち主だが、血の気が多く、噛ませ犬的な敵役といった役まわりで、登場回数が多い。彼のフルネーム「カンツォート・ジョグ」は姓・名の順。これはラ・ギアス内でも珍しい彼の出身国だけの慣習で、これを疎ましがっている為、フルネームで呼ばれるのを極度に嫌う。
敗北続きだが処罰されずに前線の指揮官として登用を続けられ、共に行動することも多く、ラセツからは絶対の信頼を置かれていたようである。一方、ジョグはラセツの奸智に長けた部分については何処か冷めた視線で見ていた。もっとも戦闘好きの性格に加え、魔装機神打倒に躍起になっているために、結局はラセツの手駒として利用されている。最終的には後戻りの出来ない結末を迎えることとなったが、「逆襲のラセツ」「悲しみを越えて」での最後では、「楽しかった」と納得して散っていった。好みのタイプはテュッティらしい。SFC版『EX』と『LOE』で顔を比較するとかなり顔が細めになって美形になった。
乗機はバフォーム、移動要塞、ギルドーラ、ダイオン、ジンオウ、エウリード、デュラクシール。
ルビッカ・ハッキネン
声 - 長嶝高士
テュッティと同時期に魔装機操者候補としてラングランに召喚された地上人。男性。銀縁の眼鏡をかけ頬の突き出たやや神経質そうな顔つきをしている。典型的な快楽殺人者であり、地上にいた頃テュッティの両親と兄を殺した張本人で、催眠術の使い手でもある。魔装機操者候補としてラングランに召喚されるものの、彼と面識のあるテュッティによって、彼の本性を暴露されたことで地上に強制送還されることになったが、警備兵2名を殺害し逃走後にシュテドニアスに流れ着き傭兵になった。
地上時代は会計士として事務所を営んでおり、職業的暗殺者としての仕事と、会計士としての仕事どちらにも手を抜かなかった。また、「報酬と仕事は常に対価であるべき」という信念を持ち、良くも悪くも仕事については極めて生真面目に取り組む性質である模様。
戦争をビジネスと割り切る冷血漢で、持ち前の催眠暗示を駆使した非道な策略も平然と実行する。「第1章」でリカルドを殺したのも彼で、大切な人をルビッカに奪われ続けたテュッティは「第2章」で彼と雌雄を決することとなる。ルートによっては決着が付かず行方不明になるが、続編『ROE』には登場していない。別ルートではデュラクシールに脱出装置が付いていないことを知らずに乗り込んでしまい、脱出出来ずに死亡。テュッティの想い人であるリカルドを殺した彼が、テュッティのもう一人の想い人であるフェイルが脱出装置を取り外したデュラクシールによってトドメを刺されるというある意味皮肉的な結末を迎えた。前述の通り、快楽殺人鬼ではあるが、殺人行為に対し一種の美学のようなものを持ち合わせており、殺す対象は誰でも良いというわけではないようだ。また、ゲーム中ではテュッティに対して鬱屈した愛情を抱いている節が見られた。
乗機はダイオン、トゥルーク、エウリード、デュラクシール。専用BGMは「巨大な闇」。

### ノボトニー一派
スヴァイク・ノボトニー
声 - 有川博
シュテドニアス連合軍元帥。男性。年齢はゲームの中では明かされていないが、ケイブンシャから発刊されていた『スーパーロボット大戦EXを一生楽しむ本』によると、63歳。穏健派であり本質的には平和を望んでいる人物だが、『EX』当時はゾラウシャルドが自身の権力基盤強化のため、撤退派に転じた際に、軍組織の瓦解を恐れ無理を承知で抗戦論を主張した。そのために戦争推進派のゾラウシャルドやラセツとは対立関係にある。逃亡中であっても己の行動のまずさを自省し、あるいは敵の戦術を賞賛するなど肝の据わった性格である。ロドニー・ジェスハの師匠にあたる人物でもあり、ロドニーを優秀な生徒と評している。趣味は回想録の執筆で、普段の口調も回想録風である。
ほとんどのルートで、クーデターにより軍部を掌握したラセツによって失脚し国落ち。その後の運命はルートによって大きく変わるが、彼の生死如何はルート進行には一切影響がなく、『ROE』では名前すら挙がらない。
額から頭頂部にかけて禿げ上がっており、また額にはフランケンシュタインの怪物のような横一文字に傷を縫った痕がある。
現在の魔装機神を含むバンプレストオリジナルキャラの軍人の中では、ノボトニーが最高位の階級（元帥）に就いており、他に同じ階級の人物は『第2次OG』に登場するギャスパル・ギランのみである。
ロドニー・ジェスハ
声 - 速水奨
初出は『EX』。シュテドニアス連合軍の准将。男性。37歳。若年ながら地上人召喚事件時の肩書きはラングラン方面軍第2師団長であり、王都鎮圧部隊の将軍でもあった。『EX』では鹵獲していたザムジードで出撃したが、ラングラン側に奪還されてしまったために大佐に降格される。もっとも、昔から手柄と失敗を繰り返し、階級の上がり下がりが頻繁にあったようだ（だが、同じ失敗は二度としていないらしい）。元はラングランのトロイア州出身であるため、ヴォルクルスの分身が復活した際には、マサキ達に協力している。また、地上から召喚され、事情を知らずシュテドニアスの客分になったデューク・フリードと意気投合し、仲間と戦いたくないという彼の意志を尊重し、戦線から退けたり、シュテドニアス軍内部の急進派の台頭により地上人を排斥しようとする気運が高まると、脱走の手引きをしデュークを逃がしている。シュテドニアス軍人でありながら自軍の掲げる正義にやや懐疑的である。しかし、「自分たちはあくまで自分の国や家族を守るために戦っている」とリューネ達に主張している。
穏健派であり、ラセツやゾラウシャルドと対立していた。10歳頃までトロイアで暮らしていたためトロイア訛り（マサキやミオなど日本人には大阪弁として認識される）がきつく、戦場で出会うミオといいコンビになる。作中、バツイチと自称しているが、元妻とは離婚と結婚を2度繰り返している（子供も11歳の息子と8歳の娘が2人いる）ため、実際はバツ2。
『LOE』では、ルート次第でマサキらの誘いに応じて魔装機操者となるほか、別ルートでは政界に進出し、シュテドニアスの大統領になることもある。『ROE』では操者になっているが、エリスの妊娠に伴ってアンティラス隊を脱退し、やはり政界に入る。エリスに対しては激甘であり、人目をはばからずいちゃつき、彼女を困らせるものはなりふり構わず潰しにかかる。挙句、自国の状態をいちゃついていた所為で全く気づかないなどの失態も犯していた。『COE』ではマグゥーキによる襲撃でエリスが消息不明になった事で生きる気力を失ってしまい、エリスを探すと言い消息を絶つ。
ひょうきんなお調子者に見えて根はかなりしたたかで、仲間にならないルートではマサキ達を旨く使い、ラセツを始末させている。
乗機はバフォーム、ギルドーラ、ザムジード、ジンオウ、ダイオン、ルジャノール改、魔装機操者になった時はギオラスト。魔装機操者の中で唯一、全属性制覇を達成している。
ひょっとこ仮面
声 - 速水奨
ひょっとこの仮面を被った正体不明の正義の味方。ロドニーを救出しようとしてラセツの罠にはまったマサキ、エリスらの危機を救う。
どう見ても正体は捕まっていたはずのロドニー・ジェスハその人なのだが、そう言われそうになると本人は強く否定する。人の顔を覚えるのが苦手なラセツだけはひょっとこ仮面がロドニーであることに気付かなかった。乗機はダイオン。
エリス・ラディウス→(エリス・ジェスハ)
声 - 富沢美智恵（PS版『EX』）、小林沙苗（PSP版『LOE』、『ROE』）
初出は『EX』。ロドニーを慕うシュテドニアス連合軍の指揮官。女性。年齢は24歳。階級は中尉だったが、『LOE』「第2章」当時は理由は不明だが少尉に降格されていた。ラングラン動乱時（『EX』）、ロドニーと供にヴォルクルスとの戦いに手を貸す。『LOE』ではルートによっては失脚、幽閉されたロドニーを救うためにマサキ達と接触したことをきっかけに、魔装機操者となる。
SFC版『EX』では機動兵器の搭乗にかかわらず、血気盛んな女性士官として描かれていた（後のPS版『EX』リューネの章では捕虜になった際に、内気な性格を見せている）。しかし、対人赤面症を示唆する描写はSFC版『EX』の時点でしっかりと設定として存在しており、リューネの章『捕虜救出』にて「私はコクピットが好きなんだ！」と部下に怒鳴り返している。当時の攻略本でも「コックピットから降りると性格が変わる」と記されている。『LOE』で仲間になった際はロドニーと恋仲になるのだが、既に尻に敷いている。料理の腕はロドニー曰く絶品。
『ROE』では籍を入れており、ジェスハ姓になっている。アンティラス隊に合流した際は既に妊娠二ヶ月で、シュテドニアスの内乱の件もあった為、アンティラス隊を抜ける。二ヶ月前はテューディの問題が片付いていないころである。基本的にいい人だが、彼女を困らせるとロドニーがあらゆる手段で潰しにかかるため、現場に現れると違う意味で緊張が走る。『COE』ではマグゥーキによる襲撃で消息不明になってしまう。
『EX』ではヤンロンとの対決イベントが多かったが、『LOE』ではそのことは全く触れられていない（デモでヤンロンと対決しているが）。多くの魔装機操者の例に漏れず、彼女もまた天涯孤独の身の上。
『EX』のグラフィックは、青い髪のショートカットに赤い目だが、『LOE』では青い目に変更されている。
乗機はギルドーラ、洗脳された時はトゥルーク、復讐鬼と化す時はジンオウ、魔装機操者になった時はフェンター。『ROE』ではデルギラン。

### ヨグ・シュバイル
ロヨラ・ブラックバーン
声 - 中田譲治
『POJ』に登場。特殊部隊「ヨグ・シュバイル」の隊長を務める地上人。階級は大佐。かつて南部シュテドニアスでオンガレットの補佐をしており彼に電離プラズマ砲の技術を提供し、実際に指揮を執っていた。ただ、魔装機神隊の攻撃で瀕死の重傷を負っておりレミアに治療を受けていた、一命を取り留め軍に復帰した後はアンティラス隊に復讐すべく策謀をめぐらす。 『COE』ではマグゥーキによって蹂躙されたシュテドニアスを救うべくレッフェンと共闘するも、アディーナムにより敗退、その際サンドリーブ姉妹を庇い、瀕死の重傷を負う。ヴィーラに着いた時には助からず、レミアに看取られて死ぬ事に奇運だったと言い力尽きた。
乗機はエウリードII。

### 北部シュテドニアス連邦
リシェル・グレノール
声 - 塩沢兼人（PS版『EX』）、山崎たくみ（『ROE』）
初出は『EX』。シュテドニアス軍所属。男性。22歳。階級は少尉→大尉→中佐。どことなく中性的な容貌をしており、口調や容姿が少々オカマっぽく、軍服も女性士官用のエンジ色のものを着ているが歴とした男性。しかし、その反面人質を取るなどの作戦を平気で執る卑劣漢でもある（そのため、エリスは彼を嫌っていたようだ）。『CB』ではより女性的なデザインにリファインされた。
『ROE』にも登場。ザンボスに同調しマサキたちを糾弾するが、戦闘前会話はコメディ色の強いものとなっている。北部軍にはアクレイドがいるのためか、『EX』の卑劣漢ふりもかなり潜んでいる。ザンボスとは仲が悪いが、エリスを困らせないためなら躊躇なく仲がいい振りが出来る。
アクレイド・バロム
声 - 松本保典
北部軍の参謀部所属の士官。階級は中尉→准将。飄々とした外見と態度とは裏腹に神算鬼謀と呼ばれる北部軍きっての戦術家で、劣勢な戦況も覆す戦術を見せる。シュテドニアス分離からとんとん拍子に出世を重ねていったが、ロドニーの影響で軍を退役し、政界入りした。テュッティに気があるらしく、『POJ』で街の視察を名目にデートに誘っているが、その手の事に関しては奥手のようで、ヅボルバの乱入などもあって中々うまく行かなかった。結局テュッティはヅボルバの想いを受け入れてしまった為に身を引いたが、その後も何かと気にかけている。
ニコ・サンドリーブ
声 - 沢城みゆき
双子の撃墜王と呼ばれるエースパイロット、サンドリーブ姉妹の姉。階級は大尉。本来は二人一組での戦法が得意だが、一機でも並のエースパイロットより腕は上。両親がそれぞれ南北の政府要職にあるため、妹とは逆の北部軍につく。北部軍のアイドルで、アクレイドに「捕虜返還の際は吹っかけても大丈夫」といわれた。
不易久遠流の使い手で、ジノやロザリーとは兄弟弟子に当たり面識がある。妹想いの優しい姉で、妹よりもやや強気な性格。戦場では軍人として相応の態度を取るが、プライベートでは本来の年相応の無邪気で明るい性格が出る。極度の辛い物好きで、ウェンディが嫌がらせにあげたかなり辛いクッキーも平気な顔で食べていた。
双子だけに、二人の見分けがある程度わかるのはレッフェンぐらいで（ただしよく間違える）、ジノやロザリーは微塵も見分けられないが、マサキはプラーナの微妙な違いで完璧に見分けた。そのため、マサキのことを「マサキお兄ちゃん」と呼んで慕うようになった。ルートによってはまったく登場しない。
『POJ』ではロヨラに利用されてアンティラス隊と無理やり戦わされるが、ロドニーらの協力でシュテドニアスとアンティラス隊の架け橋にする名目で妹と共にアンティラス隊に出向する。
乗機はキョウメイ朱。専用BGMは「ジェミニ・アイドル」（POJで追加）。

### 南部シュテドニアス聯合
ナセル・ザンボス
声 - 塩屋浩三
初出は『EX』。シュテドニアス軍の特殊工作隊に所属。階級は少佐→中佐。男性。34歳。「軍人は任務に絶対忠実であるべき」と頑なに信じており、任務のためであれば悪に徹しきれるタイプでもある。人質を取ることにも抵抗がなかったようで、実際、王位継承者であるモニカ（実際はセニアを使った替え玉）を盾に、撤退を迫ったことがある。
『LOE』には出演していなかったが、『ROE』には登場し、ラセツとゾラウシャルドを失い、シュテドニアスに混乱を招いた責をマサキたちに求める。敵対者には基本的に容赦がないのだが、とある戦場でニコに対してリコが参戦していないことを教えるなど、身内にはある程度優しい模様。また、ある作戦でヴォルクルス教団との同盟を結び、共闘する事になったことはかなり不本意だったらしく、マサキからヴォルクルス教団と手を結んだ事を責められて反論した際には、マサキに「あんた意外とまともだったんだな」と感心される。
レオ・ギボン
声 - 川田紳司
初出は『EX』。シュテドニアス軍特殊工作隊に所属するザンボスの副官。男性。30歳。階級は中尉。ザンボスの命令でシュウを追いかけるが、その後どうなったのかは不明。『EX』での出番は一度で台詞もたった一言「はっ!」のみである。
SFC版『EX』では一般兵と同じ顔グラフィックだったが、『CB』に移植された際、かなりの美形キャラにリファインされたが、『ROE』ではモブキャラ寄りの顔に変更された。
『ROE』ではザンボスと共に南部軍の一員として登場、エウリードも搭乗した。マサキとの初対決には、『EX』の出番に言及したような会話を用意されている。温厚だが、怒ると怖いらしい。ルートによってはエンディングまで全く登場しない。
『第2次OG』では『EX』と同様の出番しかなかったが、『OGDP』ではザンボスと会話したり、シュウと対決したりするなど出番が増加している。
レッフェン・ダスドレーシュ
声 - 菅生隆之
南部軍司令官。仁徳ある将で南北の対立を憂いている。軍の中ではサンドリーブ姉妹の保護者的な立場にある。軍人として命令には忠実なものの卑怯な作戦などを命令されたときにはしぶしぶ従わざるを得ない立場にあり、部下をみすみす死地に送らねばならないことを憂慮している。ジノ、ロザリーとは不易久遠流の兄弟弟子に当たり、互いに面識があり、また亡きシュメルの兄弟子でもあった。ルートによってはオンガレットに人質にされたことで、サンドリーブ姉妹が揃ってアンティラス隊と敵対するが、後に救出される。また、別のルートでは軍内部の陰謀で後方の兵站部隊に左遷される事になる。
『POJ』においては自身の影響力の高さから既に退役している。『COE』ではシュテドニアスを蹂躙していたマグゥーキに対抗すべく、ロヨラと共に首都奪還作戦を決行。その時に血気にはやるサンドリーブ姉妹を叱責。サキトには若者の未来の為に戦う事を話したり、サキトが聞き上手であると褒めていた。アディーナムとの闘いに敗れ、部下の兵士が目の前で残忍な殺害をされるのを目の当たりにしながらも、サンドリーブ姉妹の様な若者に希望を託すというが、アディーナムがそれこそグラキオス復活の為の生贄として相応しいといい、グラキオス復活の生贄にされてしまった。
リコ・サンドリーブ
声 - 沢城みゆき
双子の撃墜王と呼ばれるエースパイロット、サンドリーブ姉妹の妹。階級は大尉。本来は二人一組での戦法が得意だが、一機でも並のエースパイロットより腕は上。両親がそれぞれ南北の政府要職にあるため、姉とは逆の南部軍につく。
不易久遠流の使い手で、ジノやロザリーとは兄弟弟子に当たり面識がある。姉よりもおとなしい性格。戦場では軍人として相応の態度を取るが、プライベートでは本来の年相応の無邪気で明るい性格が出る。極度の甘党で、ウェンディが嫌がらせにあげたかなり甘いクッキーも平気な顔で食べていた。
姉同様、マサキはプラーナの微妙な違いで完璧に見分けた。そのため、マサキのことを「マサキお兄ちゃん」と呼んで慕うようになった。姉のニコと区別をつけるためか、右目に泣きぼくろがある。それ以外の髪型や服装などは完璧に同じである。
『POJ』では姉同様にアンティラス隊に出向する。
乗機はキョウメイ蒼。専用BGMは「ジェミニ・アイドル」（POJで追加）。
ジラン・ボロワーズ
南部シュテドニアス聯合大統領。オンガレッドの協力のもとクーデターにて政権を握った。クーデターの容認や非武装地帯への攻撃などに対し罪をかぶる覚悟を持つなど度量にはある程度優れるものの、政治・軍事ともにオンガレッドの才能に依存している面も見受けられる。そのためオンガレッドの戦死によってその影響力も失うこととなる。
シエーナ・ルドランティス
高名なシュテドニアスの魔装機技師。『ROE』に名前が挙げられ、『POJ』にて登場する。
寿命10年程と引き換えに若さを保つラ・ギアスのアンチエイジング技術を用いているためかなり若々しく見えるが、これでも齢60を越える老女でポーシャ・ザニア・ベリファイトとは30年来の知人。年齢に触れるのは最大のタブー。好奇心が強い性格で、面白そうな事にはクビを突っ込みたがるが結構短気でもある。錬金術協会のシュティドニアス支部の責任者を務めており、レッフェンとは旧知の仲。ギルドーラの設計を始め、サンドリーブ姉妹のキョウメイも彼女の手によりカスタマイズされている。
気に入った魔装機に変な装置をつける癖がある。

### その他のシュテドニアス軍の人物
リッジ・グラスノフ
声 - 鈴木誠一（『EX』）、木村雅史（『第2次OG』）
初出は『EX』。シュテドニアス連合軍ラングラン方面第2師団の部隊長であり、『EX』当時のロドニーの副官だった人物。ロドニーに振り回されているところがある。階級は大尉。男性。31歳。リューネ達にシュテドニアス軍のラングラン侵攻を侵略と言われ、「魔装機神のような危険な兵器が存在しなければ自分たちもこんなことはしない」と、自軍の正当性を主張していた。『LOE』の「メモリアル・デイ」の回想場面では、「シュテドニアス兵」に置き換えられている。
ザレス・クワイアー
声 - 飯塚昭三
初出は『EX』。シュテドニアス軍第3機動部隊の司令官。階級は大佐。男性。49歳。蘇生したばかりのシュウと遭遇戦をおこない敗退したり、マサキらから占領していた王都ラングランから叩き出されたりなど失態が目立つ。降格前のロドニーを階級が上であるにもかかわらず、「ジェスハ」と呼び捨てにしている。ドクーガの三幹部ら地上人に不審の目を向けていた。
ゴドル・ノーランド
声 - 鈴木清信（『EX』）、菅原正志（『第2次OG』）
初出は『EX』。シュテドニアス軍の士官（階級は少佐）のはずなのだが、なぜかカークスからフェイルへのテリウスの戴冠式参加中止の報を持ってくる。二重スパイだったのかもしれないが、真相は謎である。男性。41歳。軍内では部下からの信頼が厚い。
ディック・シャイエール
声 - 野島健児
初出は『EX』。シュテドニアス軍に所属する部隊長で階級は中尉。男性。27歳。ヌエット海上でのシュウと遭遇戦を行っているほか、ゴラオンの追撃任務に就いていた。ゴドルとは友人関係にあったようだ。
ギザク少尉
『EX』に名前だけ登場したジョグの部下。おそらくは特殊工作隊隊員。第2小隊の指揮官。
ラウルス少尉
こちらも『EX』に名前だけ登場したシュテドニアス軍人でこちらもジョグの指揮下にある。第3小隊隊長。

## バゴニア連邦共和国
ゼツ・ラアス・ブラギオ
声 - 千葉繁
バゴニアの老練金学士。男性。力を追い求めて禁断の秘術に手を出し、自己の楽しみのためだけに大量破壊兵器の開発を行ったため、30年ほど前に練金学協会を追放された。そのため、現在でもお尋ね者として指名手配されているが、放浪の末にバゴニアに流れ着き、バゴニア製魔装機の開発に携わり、その功績により国防責任者になっていた。自分を認めなかった練金学協会とラングランにひとかたならぬ憎悪を抱いており、議会を扇動しラングランとの戦端を開かせる。
道徳心の欠落したいわゆるマッドサイエンティストであり、自国兵士やロザリーを脳手術でロボット同然にしたり、シュメルを殺害しその脳を制御パーツとして利用するというガッツォーの設計思想にその残酷さが現れており、バゴニアからの追放を決定付ける要因となった。ルートによっては復讐心に囚われるあまり自分と他人を認識することすらできなくなり、マサキから同情されながら討たれる。最終的に自身が流している大量の血液すら何なのか理解できなくなり、乗機ガッツォーの爆発に巻き込まれ死亡する。
また、『ROE』にて過去にヴォルクルス教団に協力する形でボーヰンの開発を行ったという事実が明らかにされた。30年前の出来事であり、アカデミーを追放された時期とも一致する。
乗機はアゲイド、リブナニッカ+、ガッツォー。専用BGMは「迫りくる敵」。
トーマス・プラット (Thomas Bratt)
声 - 宇垣秀成
元DCのパイロットで、地上人召喚事件で召喚された地上人の一人。アメリカ人で米語混じりの言葉遣いをする。男性。誕生星座は蠍座。地上人召喚事件の終結後も、反逆者扱いされることを予測してか、地上に帰ろうとはせず、ラ・ギアスで傭兵をやっている（当人曰く「ラ・ギアスの方が水が会っている」とのこと）。戦争を「自分の命がチップ代わりのゲーム」と言い、どこまでも戦いのスリルを愛する人物であり、戦いの目的にはとくに関心を抱かない。ただし、単に不真面目な男とも言えず、冷静に戦況を見極めようとする観察眼の持ち主でもある。元DCということでリューネのことを知っているが、直接の面識があるわけではないらしく、リューネは彼のことを知らなかった。くわえタバコで、何かとゲンを担ぐ癖がある。結局最後までゼツと運命を共にするが、ルートによっては最後までゼツに付き合ったことを後悔しながら果てるが、別のルートでは、生き残ったようにも取れる台詞を残しているが、続編『ROE』には出演していない。『スーパーロボット大戦ORIGINAL GENERATION』では彼のDC時代の活躍が描かれている。
乗機はガーリオン、ガーリオン・カスタム、ギンシャス、リブナニッカ+、ギンシャス+、アゲイド+。
シュメル・ヒュール
不易久遠流を操る剣の達人で、剣術世界大会三連覇を成し遂げ「剣聖」と呼ばれる人物。ゼオルートがひょろりとした印象なのに対し、筋骨隆々とした中年男性で、髭面に伸ばした髪を後ろで無造作に束ねている。共に剣の修行に打ち込んでいたラングランの「剣皇」ゼオルートとは兄弟同然に育った親友であり、互いに「実力は相手のほうが上」と評するほどよきライバル関係にあった。かつてはバゴニア軍の剣術師範も務めており、国内の声望も高く政界にも顔が利くが、いまは人里から離れた山奥に隠居して趣味の絵の創作に打ち込んでいる。一度創作に没頭しだすと、着替えや寝食も忘れ、自分を訪ねてきた来客の応対すら拒否してしまうくらいである。しかし、そのシュールな芸術を理解してくれる者はなかなかおらず、野良ゴーレムの群からロザリーを助けてもらったお礼にマサキ達の似顔絵を描くと言いだした際にはロザリーに止められ、芸術は心を豊かにするという持論を展開するが、ロザリーからは「先生に似顔絵描いて貰うくらいなら心が貧しいままでいい」と反論される。ミオはシュールレアリズムと評していたが、ゲンナジーは相当気に入っていた。ジノやロザリーからも非常に慕われていたが、最終的には自らの能力に目を付けたゼツによって殺され、魔装機ガッツォーの制御装置として脳を移植されてしまう。ルートによっては生存するが、ROEでは死亡したことになっている。
前述の通り政界にも顔が利くため、バゴニアがラングランに宣戦布告しようとした際にはジノから戦争を回避する様に議会の説得を頼まれるが、国の決定ということもあり口出しせずにいた。しかし、議会がゼツに扇動される形でラングランとの戦端が開かれ、あまつ、ゼツが自身の私利私欲のために軍の若者を死地に送り込んでいる事を知った際には、ゼツを誅殺するために戦場に駆けつけるが、その後の運命はルート分岐等に左右される。
NPCとして魔装機に搭乗することがあるが、その際にはルジャノール改でベンディットと戦うが、操者を殺さずに機体のみを破壊してみせた。シュメルの脳が移植されたガッツォーに搭乗するゼツの特殊能力（気配察知8、再攻撃8、切り返し8、分身7）の凄まじさを考えると、彼の強さは相当なものだったことがうかがえる。ただし、DS版とPSP版の『LOE』では他のキャラに漏れずに大幅な特殊能力の弱体化が成されているが、全てのキャラの中で只1人だけ再攻撃2を維持している。
バリー・ギムナス
故人。ロザリーの実父。剣士として少しは名の知れた人物であったが、シュメルとの試合で負った傷が原因で逝去している。

### エル・バドレル
シュメルの弟子が多く所属し、剣の達人が多い特殊部隊。かつてはジノもこの部隊の所属で、ファングもここの預かりであった。現在は首相の直属部隊となっている。
ズラム・バスラム
声 - 江原正士
エル・バドレル隊長。豪快な性格で、バゴニア軍内でかなり顔が利く。
乗機はウェルスピナー。
コーデック・テクリナク
声 - 森久保祥太郎
かつてのジノの同門。かなり好戦的でジノをライバル視しており、しょっちゅう決闘を申し込む。不治の肺病を患っているが、命に関わるような重篤なものではないらしい。周囲も気にする様子はなく、本人も「水虫みたいなもの」と言ってネタにして楽しんでいる（隊内では定番のギャグ扱い）。冗談を好む陽気な性格で陰は無いが、意地の悪さはかなりのもの。
剣の技量は高く、大振りの両刃剣を扱う。三段突きを得意とし、それが一発の突きに見えるほどの速さを誇る。
乗機はウェルスダイン。
ジャンナ・マウリシオ
声 - 東條加那子
ガレオス・アインバル
声 - てらそままさき
サンナ・ゲインズ
声 - 宮島依里

## エリアル王国
ライコウ・ゼフェンバー
声 - 小西克幸
エリアル王国アドバーザリー部隊隊長で、階級は大尉。信義を重んずる、サムライのような青年。神祇無窮流を修行中の身。ただし、魔術は一切使えず、アンティラス隊に合流するルートではある理由から、魔術の鍛錬を怠った事を激しく後悔している。幼少の頃より、厳格な両親に育てられたため、自分にも他人にも厳しい性格になった。スメラに言わせると昔から猪武者で、猪突猛進な部分は隊長になった今でも直らない模様。しかし、ウェンディにサインを求めて、貰えた際に喜ぶなどミーハーな一面などもある。前述の通り、ルートによっては他の4人と共にアンティラス隊に合流することもある。
乗機はスヴェンド・ニーダム（属性は颪）。
ゴシン・オーダ
声 - 藤原啓治
5人の中では最も年長者な中年男性で、人相は悪いが柔軟な思考をしており、人当たりも良い。リーダーのライコウが猪突猛進型なので、代わりにチームのまとめ役になる事が多いが、規則に対して無関心で面倒くさがり。オーガイン計画に必要不可欠かつ、現在のチームに欠けている物をライコウやスメラに説いている。展開次第では基地施設の防衛をしてくれたお礼にと工廠で開発中だった新兵器（後のツインフラクチャー）をミオに譲ってくれる。また、ミオとは何かと馬が合う模様。
乗機はスヴェンド・オラン（属性は時雨）。
ユノー・ヌイーゼン
声 - 藤村歩
おかっぱ頭の少女で、クールでおとなしい性格をしており最低限の台詞しか喋らないが、あまり歯に衣着せない物言いをする。チームの頭脳担当。戦闘時にはデータ重視で機械的な無機質な言動が目立つが、それ以外ではライコウのミーハー振りを指摘したり、ジト目で鋭いツッコミを入れたりする。また、記憶力が非常に良く、オーガイン計画の機密保持に関する条文を全て暗記している。
乗機はスヴェンド・ゲハード（属性は颪）。
スメラ・パラオム
声 - 遠藤綾
ライコウの幼馴染で、長髪で大和撫子風の容貌をしているくせに男勝りで勝気な性格。修行が趣味のようで、とにかく身体を鍛えていれば精神も鍛えられるという持論を持つ。ライコウに言わせると同じ猪突猛進タイプだが、それを棚に上げてライコウを猪武者呼ばわりしているとの事。(チームとして)お互いをもっと知りたいと言われたときは慌てるなど、ライコウに対して好意がある模様。
乗機はスヴェンド・ゲハード（属性は狐火）。
アオイ・カレント
声 - 白石涼子
明言はされないが、服装や口調（一人称は僕）などから恐らく男性。ストーリー中、シナリオ「死の商人」での2回と「邪曲な恫喝」での1回と、合計わずか3ページしか喋らないため、性格が分かりづらい。戦闘時の数々の台詞から判断するに、他者を見下す高慢な性格である模様。
乗機はスヴェンド・オラン（属性は黒曜石）。
マンジ・フィールドナウ
声 - 大川透
オーガイン計画の責任者であり、エリアル王国にその人ありと言われる科学者。ラングラン王国の王室アカデミーのみ保有とされた精霊との契約技術を編み出し、オーガイン計画の要である高位精霊との契約機体を開発している。気障な気質でオーバーリアクションが目立つ。10年前に技術交流でエリアルを訪れたウェンディに初対面でプロポーズしたが、ウェンディは冗談と思い、本気で取り合わなかった。現在もウェンディに思いを寄せるが、マサキの存在を知り、「舞台に上がるのが少し遅かったか」と後悔する素振りを見せた。だが「いずれ機会を見て参上する」ともいっており、まだ諦め切れていない模様。何かにつけ宴会を開いて下手な歌を披露するのがアドバーザリー部隊の面々に不評である。様々な発明をしており、作った事を忘れていた発明品を思い出して、エリアル王国首都を電離プラズマ砲の攻撃から守ったりもした。
魔装機の属性はアオイ同様の黒曜石。
ヒョウゴ・バクスカイ
アドバーザリー部隊で神祇無窮流の師範を務める人物。

## ラーダット王国
セウラント・ペイ・ボラキス
声 - 岩崎ひろし
『POJ』に登場。かつてバゴニア連邦でゼツの部下として働いていた人物であるが、誇大夢想家であり自分より天才が他にはいないと言ってはばからない。そのため、ゼツの元を去りラーダット王国に技術顧問的な立場として身を寄せていた。エリアル王国のギガを部下として、オーガイン計画の機密装置を盗ませる。かつてゼツの下でガッツォーの開発に携わっていた技術者達を脅して自身の理論を導入したガッツォー+を表向きラーダット王国の次期主力魔装機として新たに開発させていた。
グリアスにはマインドコントロール装置を搭載し、ラーダット王国軍の半数を操っていた。
機密装置を盗ませたことによりアンティラス隊に追われる立場となるが、遺跡と化していた昔の要塞の地下に巨大な空中要塞を建造、永年王国の野望をかなえるべく行動を起こすが最終的にはアンティラス隊に阻止され精霊に飲まれて消滅する因果応報とも言える最期を迎える。
また、あるルートではヴォルクルス教団の司教であるワッシャーに超魔装機である「ペンタルコス」を作っている。
乗機はガッツォー+、ガッツォーΣ。
ヅボルバ・ポフ・ミマンサー
声 - 花輪英司
『POJ』に登場。ポトミア州知事の第一秘書を務める男性。テュッティに一目ぼれをして、出会ってから告白をする。しかし、セウラントに陰で操られており、移動要塞の動力としてその身柄を確保されてしまっている。
乗機はトゥー・グリアス。
キガ・ゾージュ
声 - 津田健次郎
『POJ』に登場。野心あふれる人物であり、元はエリアル王国のベルロード社に所属していた技術者であった。後にアドバーザリー部隊に入隊しオーガインの操者候補となるも適正は他の隊員より低くマンジ博士により彼の補佐をしていたが、それを逆恨みしオーガインの機密装置を盗み出し、セウラントの下へ走る。女性の事を飾り物扱いし、ベルロード社に勤務していた時はトレイスの事を重役になる為の道具としてしつこく付きまとい、彼女が男装をして家出した元凶である。エリアル王国を裏切り、セウラントの元についてもなおトレイスに執着している。
乗機はスヴェンド、ガッツォー+。

## アルメラ共和国
エリシア・ゼフィール
声 - 斉藤佑圭
初出は『COE』。アルメラ共和国軍の大尉の女性。軍人らしく時に非常な決断を下すこともあるが、本来は実直で優しく責任感が強い性格。ティールとは幼馴染。
軍学校を首席で合格して階級を上げていったエリート軍人。『COE』では彼女が自国の秘密兵器であるレイブレードとその操者であるサキトを回収するために彼のいた研究施設を訪れて邂逅するところから物語が始まる。その後も『COE』の物語の最後までサキトと共に戦いぬいた。
両親は既に亡くなっており、唯一の家族でシェリーナという妹がいたが、彼女は勤め先であったサキトのいた研究施設の崩壊から彼を守って死亡したため、天涯孤独の身となる。また『COE』の終盤では想い人であったティールを、彼の想い人であったフィリスによって致命傷を負わされるのを目の前で目撃し、さらに自らの想いを告げられずに彼の最期を看取ることになってしまうなど、同作では不幸な出来事に次々と見舞われている。
乗機はリジェリオールCL。専用BGMは「強くなりたい......」。
ティール・カーヴェイ
声 - 小松史法
初出は『COE』。アルメラ共和国軍の少尉の男性。性格はかなりおちゃらけているところがあるが、面倒見は良く、魔装機の腕前はかなりのもの。後にサキトの友人となる。エリシアとは幼馴染。
サキトやシュウ達と共に『COE』の序盤から戦い続け、その中でフィリスに好意を寄せるようになる。ヨーテンナイとの戦いの前に彼女に告白するが返事は保留される。しかしその戦いでフィリスは搭乗機体の限界による動作不能のためヨーテンナイの死亡後に出現した巨人族から逃げられずに行方不明となってしまい塞ぎ込んでしまう。後にシュウが各自に預けていた生体反応を示す道具によりフィリスの生存が判明して大喜びしその後再会を果たすも、既に彼女は巨人族に教化されてしまった後だった。その再会時にフィリス機に接近したところに無残にも彼女からの攻撃を受けて致命傷を負い、レミアの治療の甲斐も無く、彼の元に駆けつけたエリシアに看取られて死亡する。 直前の遺言に関しては、第37話の開始時の分岐で変わる。
乗機はヴァルシオーガ。専用BGMは「HERO」。
フィリス・ジャラヴ
声 - 豊口めぐみ
初出は『COE』。元々は民俗学などに興味があったが、事情でイルゼノン社で整備・設計を担当する事になった。 ヴァルシオーガの設計者で、同機のテスト運用中にマグゥーキの襲撃にあい、ティールやタルドム等と共にマイア基地で籠城をしていた。 地上やラ・ギアスの伝承等に興味がある為、襲撃してきた化け物をマグゥーキである事をサキト達に説明した。また潜在的に魔力を擁していた事が解り、磔にされていたガッデス救出する際には、フィリスの魔力を咒素子に介して開放した。 巨人族襲来時には、機体の不備で動かなくなったため、助けようとしたティール達に自分を置いて逃げる様に促す。その際に追いかけてきたフーム・ラカーブにより教化され、巨人の巫女となり、マサキやサキト達に立ちふさがる。
フィリスの最後については、37話の告白に対しての選択肢で変わる。
乗機はリジェリオールAR、レヱゼンカヰム。
ライオネル・ニールセン
声 - 東地宏樹
初出は『告死鳥戦記』。アルメラ共和国軍の外国人部隊に所属する魔装機操者。地上人。階級は中尉。
かつて地球連邦軍に所属していたPTパイロット。地上人召喚事件に際して召喚される。召喚される以前はダニエル・インストゥルメンツ社の特殊部隊「DMXチーム」に属し、カスタム機や新兵器のテストを担当しており、修羅の乱でFDXチームと共に修羅と戦ったがその戦いでDMXチーム唯一の生き残りとなった。
実戦経験豊富で無骨な軍人であり、その経験に裏打ちされた判断力を持つ。相当に過酷な戦場を潜り抜けてきたことを匂わせる部分もあり、それ故に時として非情な決断を下すことも厭わない。ニヒルで皮肉屋な性格だが、仲間への配慮や思いやりを忘れない良識人でもある。普段は冷静だが、内心には激しい闘志を秘めている。突然戦いに巻き込まれたサキトに対しても甘やかすことは無く、軍用兵器を扱い戦場に立つ者としての心構えを説き、その成長を促している、
機動兵器の操縦技術は非常に高く、ただでさえ重装甲で取回し辛く、また序盤の時点で駆動系に不安を抱えてしまったディーグリッドを解体処分が下されるまで運用し続けた。
乗機はディーグリッド、ヴァルシオーガ。専用BGMは「たぎる鬪志」。
タムドル・オーレイ
初出は『COE』。イルゼノン社第2開発部課長、フィリスの上司。魔装機に乗ると気絶してしまう。典型的なサラリーマン気質だが、面倒見が良い所もある。

## その他の勢力

### ラングラン解放戦線
『LOE』「第1章」にのみの登場。ラングラン王国内で活動する反政府テロリスト集団。ヴォルクルス教団やラセツともつながっており、特にシュテドニアスからは新型の魔装機などの兵器を供与されていた。ガスパの死後は解散されたが、その後生き残りが集って自由解放党と言う政治集団になっている。
ガスパ・アルバレツ
声 - 宮崎寛務
「ラングラン解放戦線」のリーダー。きわめて仲間思いで、決戦時にはマサキに倒された仲間についての恨み言を叫びながら襲ってきたが、歯が立たなかった上に脱出できず、死亡する（ルート次第では死亡しない事もある）。彼らの死はマサキに「戦争とそこで行われる殺人」の意味と深さを痛感させるきっかけとなった。なお、グラフィックは通常のテロリストの物と同じ。乗機はルジャノール改、バフォーム。
レッカ
マサキと戦い撃墜時に脱出装置の故障により死亡した。マサキが（間接的にとは言え）初めて命を奪った人間。ガスパと違い個別の名前が設定してあるわけではなく、扱いは他のテロリストと変わらない。私生活では子供が出来たばかりだったらしい。
ウィノ
ガスパやレッカと違い特にドラマもなく、いつの間にかマサキに倒されていたらしく、ガスパとの決戦の際に名前が出てきただけである。ガスパによれば、5年越しに付き合っていた女性と近く結婚する予定だったらしい。

### マルテナ社
『ROE』に登場する企業。表向きはラングランの警備会社だが、裏の顔は戦争請負会社。主に南部軍と霍奕の細胞、ヴォルクルス教団に与す。エウリードを量産し、デュラクシールIIを造った会社でもある。傭兵達が使用する黒い量産型魔装機はマルテナ社仕様の物。『POJ』においては株主たちの突き上げにより魔装機開発部門と傭兵部門を分離して業務としては縮小傾向にある、
ジェン・デミン
声 - 水内清光
マルテナ社の傭兵。マフィア風貌の中国人スナイパーで、関帝を尊敬してる。誰かに雇われて、マサキの命を狙ってる。
よくディーゴと共に行動するが、どっちのルートでもディーゴの正体をばらす。
乗機はマルテナ社仕様の黒いエンバローズ。
ディーゴ・カムラッド
声 - 田中一成
マルテナ社の傭兵。2年前に情報局にサイバーテロを仕掛けた「渾沌」と呼ばれる凄腕のハッカー（クラッカー）でもあり、その事実はメフィルも知っていたようで、世間的にはセニアのライバルと評されている（セニア自身は認めていないが）。同じハッカーであるセニアを敵視しており、正体が判明した以降はセニアも彼を敵視するようになる。ルートによっては魔装機の自己修復機能を反転させ自壊させるアポトーシスプログラムを使い、セニアに挑むが、既に対抗手段を講じられていたため、逆に自滅する事になる。
乗機はマルテナ社仕様の黒いエンバローズ。

### パーゼミュート社 / 反アンティラス隊
『POJ』に登場する企業。マルテナ社から独立した新興企業であり、モーダルが社長を務める表向きは魔装機の開発量産企業だが、裏では大手テログループを吸収し、反アンティラス隊として部隊を組織している。
モーダル・ゼオ・オーザン
パーゼミュート社の社長。ソーンからのデータ提供によりゼルヴォイド・ヴァストを開発し、彼にはアンビロウムを提供した。ドーソンには何らかの弱みを握られていたが、その野心を評価してあえて重用していた。しかし、度重なる失態で社に損害をもたらす彼に見切りをつける。
マーガレット・ウォン
声 - 沢海陽子
地上人の傭兵。召喚後はシュテドニアスに雇われてラセツの下についており、彼を倒したマサキと離反したシモーヌを恨んでマルテナ社に所属し、様々のアンティラス隊敵対勢力と共に執拗な追撃を繰り返した。復讐のことを考えるあまり周りが見えなくなっている。
『POJ』においてはパーゼミュート社に籍を置いている。ラングランルートではゼルヴォイド・ヴァストを駆ってなおも懲りずにマサキへの復讐を果たそうとするも、ヴァストが暴走して凄まじい力を発揮するも撃墜され、そのまま脱出できずに死亡した（このときはムデカも同機を駆っていたが、アラート多数を理由に早々に撤退しており、これが明暗を分けることとなった）。
乗機はジンオウ、エウリード、デュラクシールII 、バイラヴァ、ゼルヴォイド・ヴァスト。
ムデカ・ラーベンス
声 - 中井和哉
ラセツの元部下だったマルテナ社の傭兵。ルートによっては序盤、北部軍の兵士として登場し、南部との開戦が決定的となる事件を起こす。マーガレットと同様アンティラス隊と戦いを繰り広げるが、ファングに名前をムカデと間違られたり、執念深過ぎてファングに三國戦争時での自身の行為を反省させたり、実は幼馴染だったロザリーと対峙すると言動まで豹変したりなど、マーガレットと違ってコミカルな一面が目立つ。また本人曰く、執念深さには相当自信があるらしく、ロザリーと別れてから再会までに有した日数やファングと共に出場した剣術大会が何年前かなどを正確に覚えている辺りからもうかがえる。また、ロザリーに対しては彼女がシュテドニアスに住んでいた頃から好意を抱いていたが、彼女の気を惹くために意地悪をするという幼少時にありがちなことをしていたため、ロザリーには好かれていなかった。
『POJ』においてはパーゼミュート社に籍を置いているものの、ロザリーの携電の電話番号やアドレスを手に入れるや、彼女をパーゼミュート社に勧誘したりアンティラス隊から辞めさせようとするなど相変わらずである。一方でマーガレットの死を見て反アンティラス隊に籍を置くことに疑念を抱き始めている。『COE』ではシュテドニアスがマグゥーキによって街が破壊されている所に駆け付けた際にシュウ一行と遭遇、訝しく思いながらもシュウに協力した。その最中にティールやライオネル等と意気投合したり、文句を言いながらもラングランやアンティラス隊と共闘している。
乗機はジンオウ、デュラクシールII 、バイラヴァ、ニムバス、ゼルヴォイド・ヴァスト。
ドーソン・バリアルス
声 - 乃村健次
パーゼミュート社の取締役にして、反アンティラス隊の隊長（後に第一部隊長）を務める男。元マルテナ社の幹部でありモーダルと共にパーゼミュート社を設立した。モーデルの弱みを握っているらしく、己が野心が為に反アンティラス隊を設立させた。戦闘において民間人の被害など厭わない性格であり、一部の隊員から反発を受けている、アンティラス隊と幾度か戦闘を繰り広げるも数々の失策から、自身が操っていたと思っていたモーダルに切り捨てられ、どのルートでも若干の違いがあるが最終的には戦死する。
乗機はゼルヴォイド・ヴァスト。
ホルヘ・レイ・パルディビア・ロンバルディ
声 - 伊藤健太郎
地上人。バゴニアで傭兵としてニーナと共にいたが、正義感が強いため命令を拒否し、ジノの捜査を受ける。その後脱走し、パーゼミュート社に身を寄せる。地上人であるが故に魔装機の質などで隊では冷遇されており、また、自身の正義感からドーソンにも反発を抱いていて度々命令を無視し、後にドーソンとは別の第2部隊の部隊長となる。ドーソンが切り捨てられた後は部隊の全権を任される。
ニーナ・フレーサー
声 - 雪野五月
地上人。アンティラス隊に対する敵愾心はホルヘより強く、彼らが不正義だと非難する。

### 霍奕の細胞
『ROE』登場のテロリスト集団の1つ。絶対民主主義の復古を掲げ活動するが、委員長（リーダー）・オンガレッドは卑劣漢で、「執友」とされる一般の構成員（兵士）は「革命などの言葉は暴力の口実」という趣旨の発言もしている。のちに、シュテドニアス南部と合流し、政権を握る。
オンガレッド・キレシナ
声 - 古川登志夫
『ROE』に登場。鼻筋の通った顔に黒縁の眼鏡をかけた金髪の男性。霍奕の細胞の委員長。後にシュテドニアス南部の大統領補佐官に任じられ、ルートによってはクーデターを起こし実質的な指導権を握る影の権力者となる。目的の為ならば民間施設の破壊、大量殺戮兵器の使用、ヴォルクルス教団との癒着など、手段を問わない残虐な人物だが、反面仲間には寛容な面もある。アンティラス隊の仲介による北部との和平交渉の際には、宿営地のキャンプに豪奢な調度品を用意して権威を誇示する一方で、自身の執務室にはデスクや書棚など必要最低限の備品しか用意せず、極端な無駄嫌いの面をみせた。また、南部政府大統領のボロワーズに官舎で仕事をするよう言われた際に、「あんなもの（官舎）は無駄の象徴」と切り捨てている（自身に敵が多い事を理解しているためでもあるが）。南部ルートでは、サティルスに嵌められ、自身を生け贄にヴォルクルスの分身体を復活させることになり、そのまま絶命する。
乗機はスヴェンド、スヴェンド・ケハード、スヴェンド・オラン、エウリード、ボーヰン。
ドレップ・フィールズ
声 - 稲田徹
『ROE』に登場。オンガレッドの副官。寡黙な大男で、ミオからはゲンナジーとキャラが被ってると突っ込まれている。オンガレッドの掲げる「理想」には忠実であり、卑劣なオンガレッドも彼を信頼し、彼の死を悼む様さえみせた。

### 晨明旅団
『ROE』に登場する、どことなく北斗の拳の雑魚キャラチックなテロリスト集団の1つ。政治的思想は無く、その行動はほとんどが金儲けの為。依頼を受ければ破壊活動も行うが、実質はバカ騒ぎをしたいだけの暴走族のような集団で、中盤以降に旅団に入った団員の多くは、アンティラス隊の特定メンバーに会いたいがために入団している。
メンバー共通の専用BGMは「嗚呼、世紀末!」。
エリック・グレゴリック
声 - 川津泰彦
晨明旅団の頭目（ヘッド）。テロリストだが、革命は意図せず、ただノリで騒ぎたいだけの男でマサキ達も呆れている。
モヒカン頭に毛皮とトゲのついた服を着た巨漢という風体から、ミオには「世紀末にバイクに乗って暴れ回っていそう」などと評される。頭脳は九九の「7の段」をいきなり7×2から間違えるほどで（2×7はわかっている）、また、依頼された仕事をせずにマサキ達と戦い、その事をズネロに指摘された際には、解放回線を使って団員に指示を出してマサキ達にも筒抜けになるなど、かなり抜けた所がある。南部ルートではある理由からウーフのことをアニキと慕うようになる。
やっていることだけ見ればかなりの危険人物であるが、前述の通りノリで突っ走るしょうもないバカなのでその印象は薄い。手下の名前を覚えられないが見捨てることはせず、面倒見が良いので人望がある。陰湿性も皆無であることからアンティラス隊の面々にも認められており、彼が戦死したと聞いたテュッティは「死んだことを喜べるような憎い人間ではなかった」としてその死を悼んでいた。
『POJ』においてはただのバカではない一面を見せ、ギオリアスの高い拡張性を一目で見抜くなど魔装機技術者として結構な素質を持つことが明かされた。組織で運用される機体の改造は彼が手がけている模様。
『COE』においても相変わらずバカをやらかしていたが、あるとき遭遇したボーロに挑んだ結果、返り討ちにされた上に脱出装置が作動せず機体と共に爆散した。しかし生きており、爆散したはずのバゾーダン極を駆って手下達の窮地を救い、そして手負いのボーロを討つというジャイアントキリングを果たす。その後は流石に懲りていたのか「もうアンティラス隊には関わらない」と言いつつも、バカ騒ぎすること自体には全く懲りておらず、結局いつものノリに戻っていった。
乗機はバゾーダン極。専用BGMは「親分登場!」。
ズネロ・ホネーガ
声 - 龍田直樹
「知恵者ズネロ」と呼ばれるエリックの腹心にしてツッコミ役。
乗機はベンディッド極、バゾーダン極。

### ラーブァナの継承者
『POJ』より登場する秘密結社。かつてラ・ギアスを支配していた「ラーブァナ帝国」の復興を目的としており、地上人の排斥と地上世界への侵攻を理念に掲げる。
ゲオード・サクリア
声 - 山野井仁

### 究理開明団
『POJ』より登場するテロリスト集団の1つ。練金学協会の秘密主義の弾劾と機密の開示を目的とする。
バッシュ・ザレイド
声 - 竹内良太

### ゼノサキス家関係者
エラン・ザン・ゼノサキス
声 - 神谷浩史
初出は『ROE』。謎の魔装機ゼルヴォイドを駆る青年。神祇無窮流剣術の伝承者。剣神ランドールの末裔でありゼノサキス南宗家（ゼオルートやプレシアたち（東宗家）の一族とは2000年ほど前に東西南北に別れた分家）の当主。偉大なる祖先を崇拝、そして超えることを目標とし、ラスフィトートに戦いを挑んでいる。ゼルヴォイドの補給とメンテナンスのためマルテナ社に協力し、マサキに戦いを挑む。性格はやや尊大で他人を見下す様な言動が多いが、マサキにプレシアのヴォルクルスの呪いへの対抗手段を教えた際、マサキから礼を言われた時は対応に困るという場面が見られた。
『POJ』ではソーンに奪われたゼルヴォイドのデータとゼルヴィオリアを取り戻すため、マサキ達アンティラス隊に協力を依頼。明かされるゼノサキス一族の暗部に度々戦意を失いかけるも、オキュラやセレマら使用人達仲間を守ると言う意志から南宗家家長としての自覚と覚悟を固め、完全なポゼッションを習得。育ての父であり、師であるソーンを真伝で打ち倒した。その後は精霊ゼルヴの意志の下、世界を見て回ると言う決意から仲間達と共に旅に出た。
登場当初の尊大な態度や仲間を顧みない自分勝手な行動、ポゼッション発動の経緯、その後の成長までマサキによく似ていると称される。
乗機はゼルヴォイド。専用BGMは「黒い剣聖」、「ゼロ・イグジスタンス」（ポゼッション時、POJにて追加）。
オキュラ・ザニア・ビフラズバ
声 - 甲斐田裕子
初出は『POJ』。ゼノサキス南宗家のメイド長。12年ほど前にスカウトされ、ゼノサキス家に仕えるようになった。
どんな家事でもクールにそつなくこなすものの、使用人らしからぬ、良く言えば毅然とした、悪く言えばつっけんどんな性格。料理指導も完璧で、テュッティ、ウェンディ、セニアにおいしい料理を作らせるほど。ただし、セレマに対しては溺愛するあまり、ちゃんとした指導をできないでいる。また、主であるエランに対しては「様」をつけない「ご主人」と呼ぶなどぞんざいに扱っている。
乗機はズヴェンド・デルツ。
セレマ・ゼオラ・オクスティン
声 - ゆかな
初出は『POJ』。ゼノサキス南宗家の見習いメイド。魔装機の整備が得意で、ゼルヴォイドの起動にも貢献している。反面メイドの本分である家事の技能は壊滅的で、料理に関してはオキュラの指導を受けても見た目までしか矯正できない。エランが完全なポゼッションでプラーナの消耗が激しかった際に口移しでプラーナを補給するなど、度胸がある。
乗機はズヴェンド・デルツ。
ロスポール・ザン・ウェルバー
声 - 小川真司
初出は『POJ』。ゼノサキス南宗家の老執事。南宗家に仕えながらも艮裏家の事情にも精通している。過去に咒詛による傷を負っており、時折顔をしかめている。
実は34年前に艮裏家に仕えており、ヴォルクルス教団を南宗家と共同で殲滅する作戦に参加していたが、己の力を過信してしまった為に部隊は自分とソーン以外が壊滅した。その後、ソーンを連れて南宗家に仕え、ソーンに伝えるべき艮裏家に関する事を隠していた。また、咒詛による傷は南宗家との共同作戦で受けた傷である。
兇剣士として目覚めてしまったソーンに自身の正体と34年前の真相を明かし、乗機ごとソーンの駆るアンビロウムと共に崖から落下して爆散し生死不明になる。しかし、実はテリウスに救出されており、全てが終わった後でエランと再会。大切な仲間の1人として共に旅に出る。
乗機はズヴェンド・デルツ。
ソーン・ザン・バキウム
声 - 大塚芳忠
『POJ』に登場。神祇無窮流の無名の達人にして、エランの剣の師匠であるが、ある時、パーゼミュート社の社長であるモーデルの下にゼルヴォイドに搭載されていた装置である「ゼルヴィオリア」を持ちこみエランの元から去っている。
その正体はゼノサキス四大宗家の一つで南宗家の艮裏家（艮は古ラングラン語で北東。本家と同様に他の3方向を示す裏家があるかは不明）の嫡男だった男で、本名は”ソーン・ザン・ゼノサキス”。34年前にヴォルクルス教団をエランの南宗家との共同作戦で殲滅する手筈であったものの、南宗家の部隊は現れず結果、ソーンの家の部隊はソーンと現在エランの家の執事をしている男以外壊滅し、ソーンはエランの家に引き取られ偽名を名乗ることになった。しかし、引き取られたソーンはエランの父チェンブルによって対外試合に出る事を禁じられ、エランの剣の稽古や教育の役目を与えられ、表舞台に立つことは無かった。
南宗家が現れなかったのは自身の父ブロイグの実力がエランの祖父ガレノスを凌駕する達人であったことや対外試合を禁止され飼殺しにされていたことなどを逆恨みしエランを裏切る結果となる。
だが事実は違い、南宗家の部隊も教団の別動隊に襲撃され援護に間に合わなかったことや、ソーンが艮裏家に稀に出現する「兇剣士」であることからである。
エランと同様に始祖であるランドールを超えることを目標とし最強であらんとした。その為ゼルヴィオリアを搭載した新型魔装機「アンビロウム」を、パーゼミュート社から受領し行動を起こすが、ラスフィトートの力を取り込んだことにより半ば邪神に取りつかれた状態となり最終的にはエランにゼルヴィオリアに頼るなと言いつつ、自分自身もゼルヴィオリアに頼り、更には始祖を超えると言いつつ、その始祖の敵であるラスフィトートの力さえも利用していると言う矛盾をエランに指摘されてアンティラス隊にうたれ、その後の神殿の崩落に巻き込まれて死亡する。
乗機はゼルヴォイド・ヴァスト、アンビロウム。専用BGMは「巨大な闇」。

### 巨人族
遥か古の時代、現在のラングラン王宮地下に存在するクロスゲートからラ・ギアスに現れた大型知的生命体。意図せず辿り着いたラ・ギアスが外部からの干渉を受け付けない優れたシェルターとなりうる事に気付いた彼らは、来るべき「試練」から生き残る種を育てるめに人間たちに知恵を与え、強い力と意志を持たせようとした。だが、人間たちが予想外の力と意思と探究心を持ち、巨人の力を求めたために反逆され、一時滅ぼされる。その時カドゥム・ハーカームが残した怨念が変じた姿が、三邪神であり、人間たちの持った「予想外の意思」の変じた姿が、サイフィスを始めとする精霊である。
故郷の世界は不明。
フーム・ラカーブ
声 -
ヨーテンナイの計画を利用する形で復活し、王がラ・ギアス全土を教化する為の力を取り戻すまでの時間稼ぎとして送り込まれた者。実際にフィリスを始めとして多くのラ・ギアス人を教化しており、巫女に仕立て上げたフィリスの活動も含めてラングラン近衛騎士団・シュテドニアス軍・イルゼノン社等を短期間に掌握した。しかし、ラングラン王宮の地下遺跡の戦いにおいて計画半ばでラ・ギアスから消滅・退場する事となった。
カドゥム・ハーカーム
声 -
巨人族の王。黄金の巨躯と四つの腕を持つ異形の姿で、ヘブライ語で「古の知恵者」という意味。
「剛力剛念の知的生命体を育成する」ことを目的に、人間たちに知恵を与えた。
ラ・ギアスに現れた理由は、クロスゲートがたまたま通じていたことと、ラ・ギアスが「類稀なる隠所」、すなわちある種の隔離空間であり、次元転移などを用いなければ外敵が侵入できず、外界の影響も受けない場所であったことらしい。
教化を拒む人間に怒りを湛えており、邪魔者となる魔装機操者たちを消し去ろうと戦いを仕掛けてきたが敗北。それでもなお、自らを怨念と化して精霊の駆滅を試みるも、全ての精霊の力を解放したサイバスターの一撃を受けて力尽き、崩落した足場ごとクロスゲートの向こうに消え去った。『OGMD』では別個体のハーカームが登場する。

### その他
サキト・アサギ
声 - 石川界人
初出は『COE』。日本人。地上人召喚事件（ラ・ギアス事件）時にアルメラ共和国に召喚されたが、以来ずっと昏睡状態に陥っていた少年。
アルメラがマグゥーキの襲撃を受けた時に目覚め、生き残るために攻霊機レイブレードへ搭乗する。無口だが、内に激情を秘めている。
ラ・ギアスでの大戦を終えた後はシュウと共に地上に帰る約束をし、地上までのゲートが安定するまでアルメラの復興に務めることをエリシアと約束し、戦争で荒れたアルメラ共和国に向かった。
乗機はレイブレード、レイブレードLF、レイブレードHB。専用BGMは「トランスドライブ」。
ガテゼルク
声 - 茶風林
初出は『EX』。ソラティス神殿のコンピューターREBに取り憑いていた疑似人格。「高貴にして優雅、全世界の覇王」「全知全能のガテゼルク」などと自称するが実際のところは、ただの下級妖魔であり、ショウ・ザマやマーベル・フローズンらの機転で取り憑いていたREBから追い出され（『第2次OG』ではエクセレン達が「壊しちゃおうか？」とほぼ本気で言い出したので、それに動揺してREBから出てきた）、REBに結界を張られたため戻るに戻れず、仕方なくデモンゴーレムに憑依し直したが、あえなくマサキ達によって倒されている。
カテキス・ライトリング
『EX』に名前のみ登場した人物。召喚魔法の権威であるらしく、その分野ではイブンにも匹敵すると言われる。大規模な召喚を行える術者の一例として名前が挙げられた。「銀の魔法師」の異名を持つ。『ROE』にも登場していないが、彼の名を騙る詐欺師、ヌル・ツーホークが登場した。また、ティアンによると齢60を越える老人とのこと。
ラーミス
『ROE』に名前のみ登場する治療術に長けた女神官で別名「サブミッションのラーミス」。その治療は別名のとおり相当荒っぽいらしい。レミアの師匠でもある。
ボラール/ローバーグ
共に『ROE』に名前のみ登場する高名な錬金学士で、エルシーネに匹敵する程に医術に長けているらしい。
地上のパイロット
マサキが『LOE』「第1章」でサイバスターで地上に出た際に遭遇した戦闘機のパイロット。自衛官か在日米軍かは不明。サイバスターを国籍不明機として警告を行ったが、あっさり逃げられてしまう。
『LOE』においては、特別な設定もないモブキャラだが、『α』ではイルムガルト・カザハラがマサキと顔を合わせた際に、このパイロットがイルムであったという旨の発言を本人がしている。しかし、「旧シリーズ」や「OGシリーズ」でもイルムとマサキが顔を合わせる場面があるが、パイロットについては触れられておらず、「OGシリーズ」準拠のリメイク版では連邦兵に差し替えられているため、この設定は、あくまで『αシリーズ』だけのものである。